# Isla Cristina

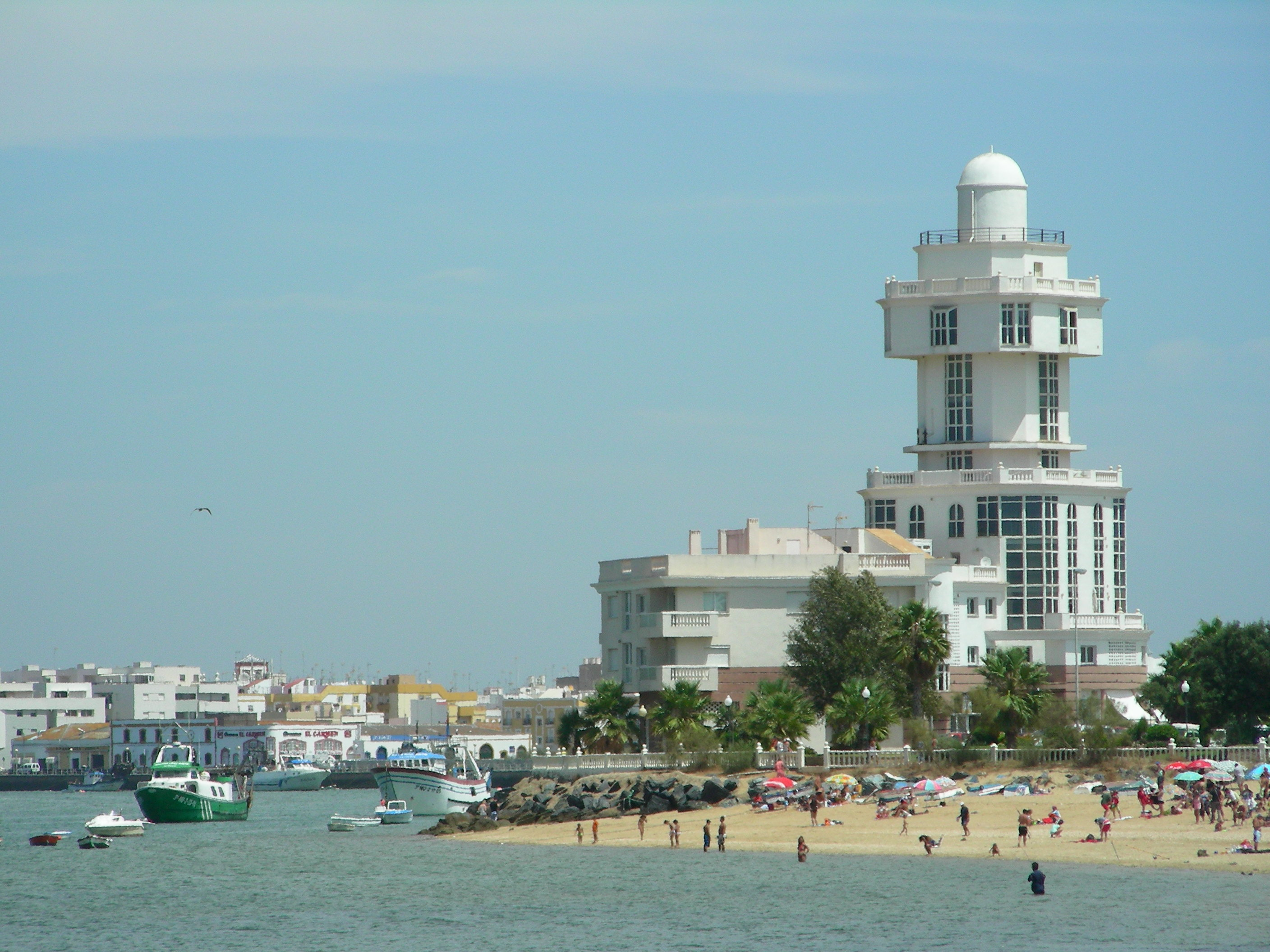
Playa del Cantil.

Isla Cristina es un municipio y ciudad andaluza situado en la Costa Occidental de la provincia de Huelva (España), a unos 7.5 km de la frontera portuguesa y bañada por el océano Atlántico. Cuenta con una población de 21 641 habitantes (INE 2024) y una superficie de 50 km².
Sus orígenes se remontan a un asentamiento estival pesquero de levantinos (fundamentalmente catalanes y valencianos) entre los siglos XVII y XVIII, que quedaría habitado de forma estable e ininterrumpida a partir del terremoto de Lisboa de 1755, primero solo por el guarda de las instalaciones para la pesca y su familia y en años sucesivos cada vez por más pobladores. Con los años y la pujanza económica de su costa creció hasta obtener su propio ayuntamiento en 1833 y absorber después al antiguo municipio de La Redondela el 30 de junio de 1887.

La actividad principal en el siglo XXI sigue siendo la pesca, favorecida por su valorado puerto, destacado a nivel nacional y también por la FAO. Su lonja es la primera por subastas de pescado fresco de Andalucía y la segunda por tonelaje, solo superada por Cádiz. Destaca asimismo por la celebración de eventos internacionales, como "El Clúster de Empresas mixtas de pesca", y por poseer una gran actividad cultural, manifestada por instituciones como el ateneo (ya desaparecido), varias bandas de música y corales con premios nacionales, una gran tradición periodística, contando con el segundo periódico impreso más antiguo de Andalucía, La Higuerita fundado el 13 de febrero de 1915, así como por su carnaval, uno de los más antiguos e importantes de España. Otros signos de identidad son la reciente actividad turística y la tecnificación e internacionalización de la pesca.
En el término municipal se encuentran las Marismas de Isla Cristina, protegidas mediante la forma de Paraje Natural, y también varias zonas de pino y matorral del cinturón dunar costero pertenecientes y gestionados por ICONA-INIA. Debido a su orientación este-oeste, las puestas de sol que acaban entre el mar y la tierra han servido de inspiración a varios poetas, llegándose a crear la ruta de las puestas de sol, con citas célebres de grandes poetas como Rafael Alberti, Gerardo Diego, Juan Ramón Jiménez o Luis Cernuda.

## Toponimia

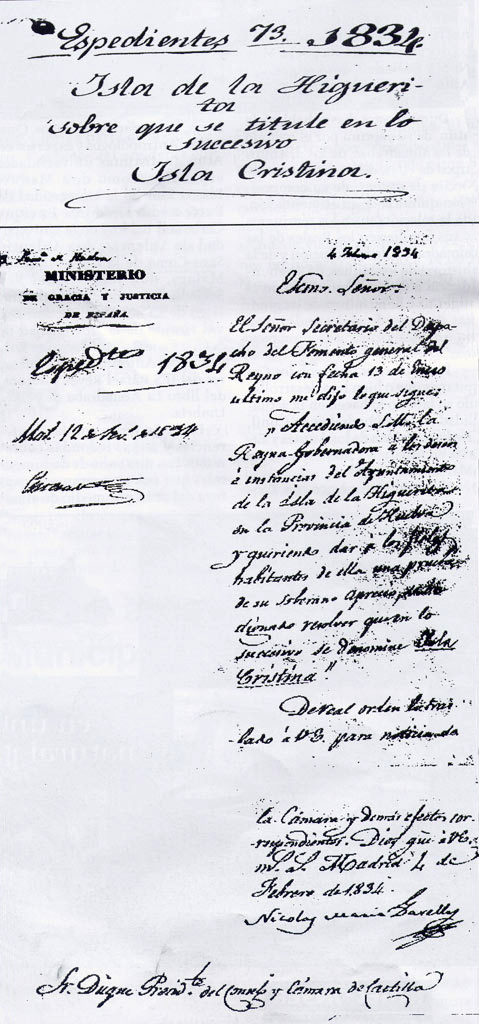
Expediente por el que se aprueba el cambio de nombre a Isla Cristina.

El actual nombre de Isla Cristina le es dado el 12 de abril de 1834 por petición popular en honor de la Reina Regente María Cristina de Borbón, por sus favores a la isla durante la epidemia de cólera de 1833-34 que azotó grandes extensiones de Andalucía y Extremadura (ver sección de Historia). Anteriormente su nombre era el de Real Isla de La Higuerita, nombre con el que se crea la entidad, en 1802, que gozaba de cierto grado de autogobierno y el mismo que luego adopta el municipio con la formación de su ayuntamiento en 1833. El nombre inicial, el que utilizaban sus primeros pobladores tras el primer asentamiento estable hacia 1755, es La Higuerita, La Figarilla o La Figuereta, según la lengua de quien lo usara. El nombre de La Higuerita proviene del lugar donde se recogía agua en los primeros momentos de su poblamiento, el conocido como pozo de la higuera, donde Faneca, el primer poblador de La Higuerita, construyó su casa, cercana al pozo y la higuera, actualmente símbolos que recoge el escudo de la ciudad. El sitio aproximado en el que se supone que se encontraba el pozo es el actual paseo de las Palmeras.

## Símbolos

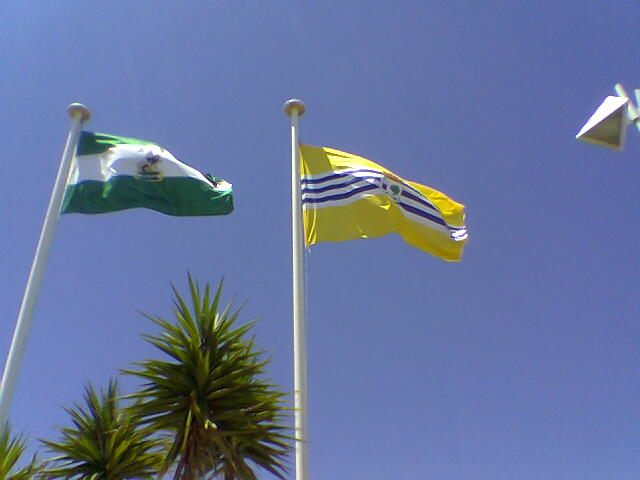
Bandera de Isla Cristina en el puerto deportivo.

Sus símbolos consisten en un pozo, representación de donde se recogía agua en los primeros momentos de su poblamiento y cuya localización lo sitúan cercano al actual paseo de las Palmeras, una higuera, árbol que crecía junto al lugar de abastecimiento, llegándose a conocer como el pozo de la higuera, y el mar, elemento inseparable de la historia isleña. Así se recogen en su escudo.
La bandera está formada por dos franjas amarillas que representan el sol, más siete barras alternadas de blanco y azul que representan el aire y el mar, se alternan cuatro blancas y tres azules. Fue aprobada por pleno municipal el 31 de mayo de 1969.
Su escudo fue descrito por primera vez de forma oficial en el BOE de fecha 28 de octubre de 1969 y número 258, si bien el pozo, la higuera y los dos barcos ya se venían empleando desde principios del siglo XIX, hacia 1818. Así, según señala el BOE, por Decreto 2503 de 1969:

"...-DISPONGO: Artículo único. Se autoriza al Ayuntamiento de Isla Cristina, de la provincia de Huelva, para rehabilitar su escudo heráldico municipal, que quedará en la forma siguiente, de acuerdo con el dictamen de la Real Academia de la Historia: De plata, el pozo de azur, siniestrado de árbol de higuera, de sínope; campaña de azur con tres fajas ondeadas de plata, cargadas de dos embarcaciones veleras. Al timbre, corona real.-Así lo dispongo por el presente Decreto, dado en Madrid, a dos de octubre de mil novecientos sesenta y nueve.-Francisco F.-El Ministro de la Gobernación.-CAMILO ALONSO VEGA."
Reproducido a partir de: Sosa Rodríguez, José (1970). Historia de Isla Cristina (Biografía sentimental). Sevilla: Esc. Gráfica Salesiana. SE-356-1970.

Consta en su parte superior de un pozo y una higuera, que representan los orígenes de la población. En la parte inferior tiene dos barcos que confirman el carácter marinero de las gentes del lugar. Posee, además, una corona real que demuestra el título otorgado por Carlos IV al concederle jurisdicción propia como Real Isla de la Higuerita, aunque hasta aproximadamente 1999 el escudo tuvo corona ducal. El blasón (descripción heráldica), está recogido oficialmente a nivel nacional y provincial desde 1969, mientras que la definición de su bandera municipal, está recogida en la Diputación:
- Escudo: Cortado. Primero de plata árbol de sinople adiestrado de pozo de azur; segundo, de plata, tres fajas ondadas de azur cargadas de dos veleros de plata.

- Bandera: Tres franjas paralelas entre sí y perpendiculares al asta. Primera y tercera amarillas, segunda o central blanca, con tres franjas azules.[18]

## Entorno geográfico

### Localización geográfica
El municipio se localiza en la Tierra Llana de Huelva (administrativamente pertenece a la comarca de la Costa Occidental) y la ciudad se sitúa a una altitud media de 3 m s. n. m. y a 44 km de la capital onubense, siendo Las Colinas el núcleo más alto del municipio, a unos 63 m s. n. m. Sus coordenadas son 37°12′N, 7°19′O. Su posición entre la costa y el Paraje Natural de las Marismas de Isla Cristina dificultan las comunicaciones por tierra así como su expansión urbana. Posee una extensión de 10 km de playa arenosa.
Limita al norte con Villablanca, mediante el pinar del Marquesado. Al este con el municipio de Lepe, comprendido este límite desde la Marruza, pasando por la urbanización Las Colinas y el límite entre Islantilla  (Isla Cristina) y La Antilla (Lepe). Al oeste con el término de Ayamonte, siendo límites naturales la ría Carreras y el estero de Tamujar Grande y finalmente la urbanización Villa Antonia junto a la carretera y El Empalme, salvo una porción de terreno rústico en la margen oeste entre dicha carretera y la nacional y hasta las inmediaciones del parque de bomberos de la Costa, ya en el término municipal de Villablanca. Todo el frente sur del municipio linda con el océano Atlántico.
| Noroeste: Ayamonte                       | Norte: Villablanca    | Noreste: Lepe                          |
| Oeste: Ayamonte                          |                       | Este: Lepe                             |
| Suroeste: Punta del Moral y Ría Carreras | Sur: Océano Atlántico | Sureste: La Antilla y Océano Atlántico |

El punto más alto del municipio se encuentra junto al punto kilométrico 123.500 de la A-49, a unos 66 metros de altitud sobre el nivel del mar medio en Alicante y el más bajo se localiza en la ría Carreras debido a las corrientes que se forman en su bocana.
Pertenece a la cuenca hidrográfica del río Guadiana y los accidentes geográficos de mayor relevancia del municipio están indicados en la tabla adjunta.
| Accidentes geográficos               | Accidentes geográficos          | Accidentes geográficos    | Accidentes geográficos             | Accidentes geográficos             | Accidentes geográficos             |
| Formaciones hidrográficas            | Formaciones hidrográficas       | Formaciones hidrográficas | Formaciones litológicas o boscosas | Formaciones litológicas o boscosas | Formaciones litológicas o boscosas |
| ------------------------------------ | ------------------------------- | ------------------------- | ---------------------------------- | ---------------------------------- | ---------------------------------- |
| Ría Carreras                         | 37°13′N 7°17′O / 37.217, -7.283 | 13'5km                    | Barranco del Moro                  | 37°13′N 7°14′O / 37.217, -7.233    | 1 km                               |
| Marismas de Isla Cristina            | 37°12′N 7°20′O / 37.200, -7.333 | 2450 ha                   | Cabezo del Valle Giraldo           | 37°14′N 7°15′O / 37.233, -7.250    | altura 63 m                        |
| Estero Tamujar Grande                | 37°13′N 7°19′O / 37.217, -7.317 | 4 km                      | Pinar del Marquesado               | 37°15′N 7°19′O / 37.250, -7.317    | 300 ha                             |
| Caño del Puntal                      | 37°13′N 7°18′O / 37.217, -7.300 | 3 km                      | Cordón dunar costero               | 37°12′N 7°17′O / 37.200, -7.283    | 10 km, alt. máx 15 m               |
| Fuente: IGN, 2003 Fuente:GoogleEarth |                                 |                           |                                    |                                    |                                    |

### Medio urbano
Núcleos urbanos

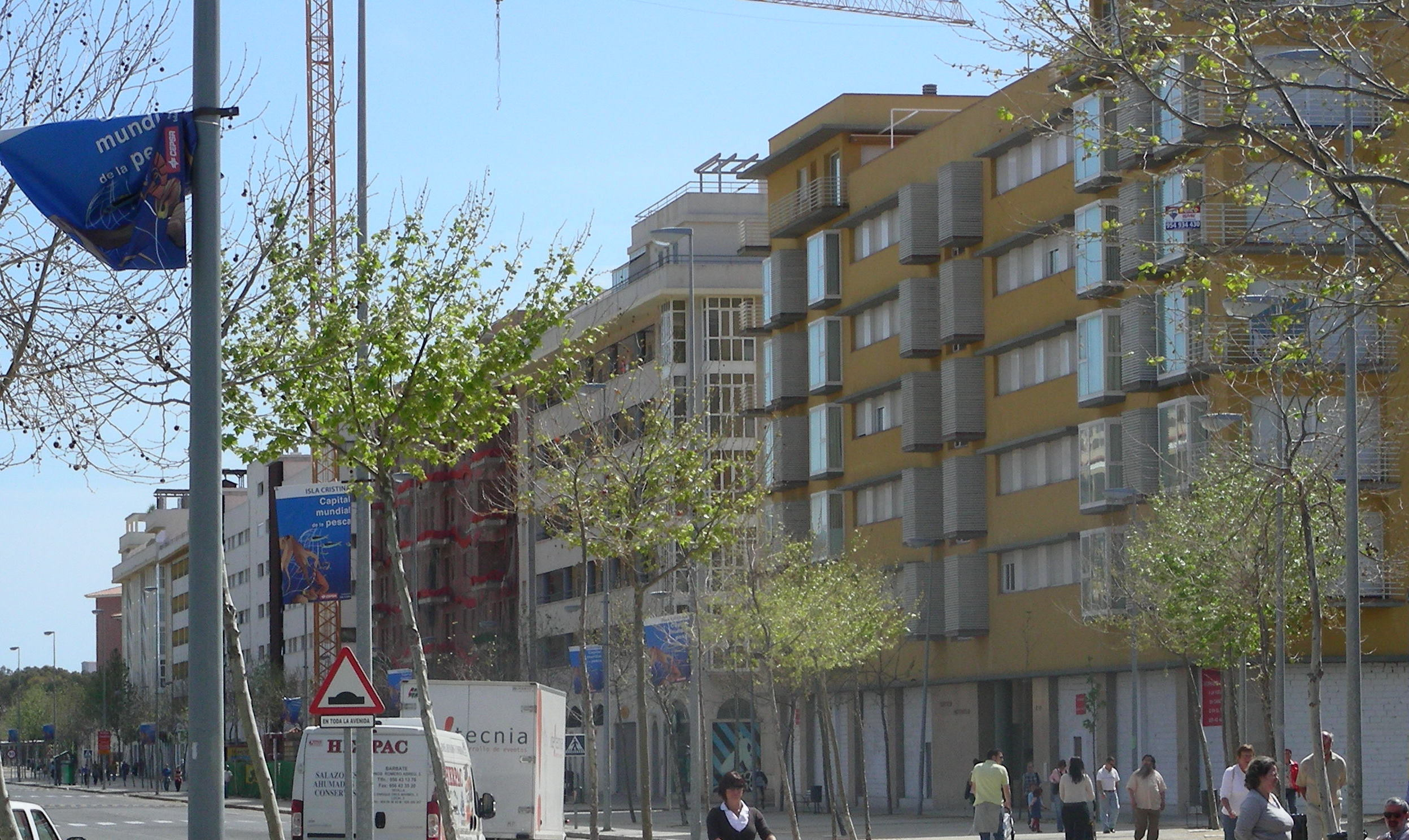
Avenida Parque, una vista de la principal avenida que contempla el PGOU de 1987, desarrollado casi por completo en 30 años.

Existen 8 núcleos principales, uno de los cuales es la capital del municipio, Isla Cristina (sede del ayuntamiento municipal), y otro es una entidad local autónoma (ELA), La Redondela. Esta consideración de ELA le es dada por sus condicionantes históricos, ya que fue cabeza de su propio municipio hasta 1887. Ambas localidades aglutinan más del 95% de la población del término. Además de los 8 núcleos principales, existe un noveno, el de Monterreina, que se considera suburbanizado debido a una promoción urbanística que no prosperó en los años 1970 y con el PGOU de 1987 está calificado como terreno rústico.
Desde la primera década del siglo XXI, con la escasez de suelo urbanizable de la ciudad de Isla Cristina, se están desarrollando nuevas urbanizaciones residenciales a modo de ciudad dormitorio en el cercano núcleo de Pozo del Camino, en su vertiente ayamontina, que aglutina una población de unos 1300 habitantes en su redor. Así, las dos tramas urbanas principales, incluyendo la población comprendida a menos de un kilómetro de distancia entre núcleos, serían:
- Isla Cristina-Pozo-Villantonia: 20.728 habitantes (INE 2020)
- Urbasur-Islantilla-La Antilla: 3.033 habitantes (INE 2020).

Ambas tramas comprenden núcleos de población de Ayamonte e Isla Cristina en el primer caso y de Isla Cristina y Lepe en el segundo. El primero es un área de población estable con servicios todo el año y con un pico turístico en verano, con motor central en la pesca de Isla Cristina; mientras que la segunda trama contempla la referida población como permanente todo el año pero con un enorme crecimiento en la época estival y servicios muy restringidos el resto del año, con motor principal en el turismo de los núcleos de Islantilla (mancomunidad intermunicipal) y La Antilla (Lepe).

### Medio natural: ecosistemas predominantes

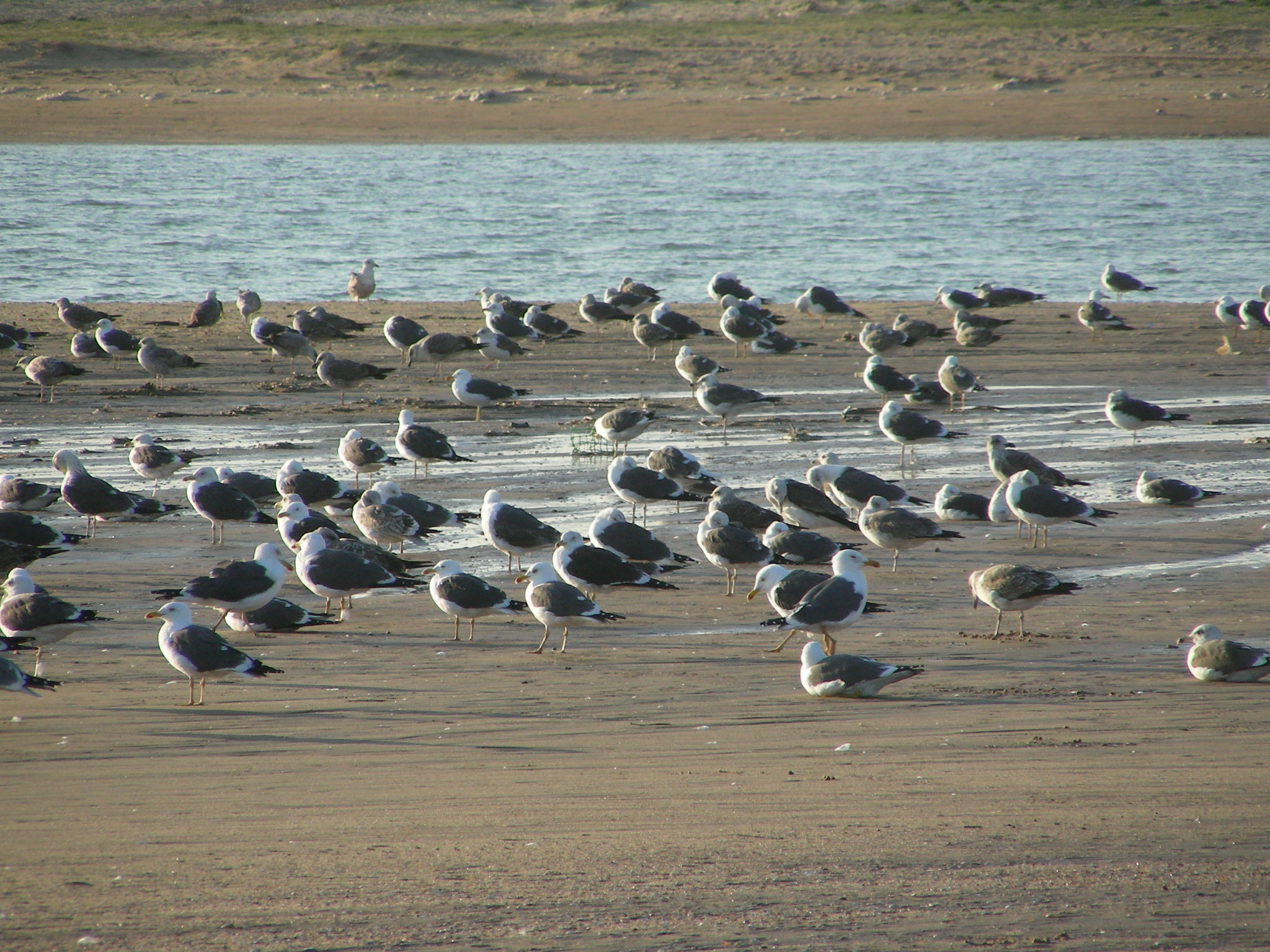
Gaviotas en Isla Cristina

El medio natural de Isla Cristina, entiéndase excluidos los monocultivos de origen antrópico, comprende los hábitats de marismas, matorral (la jara, Cistus ladanifer L. como especie predominante) y el monte bajo (el falso pipirigallo, Astragalus hispanicus, y la centaurea, Centaurea ornata como especies representativas). Los bosques de pinos mediterráneos, Pinus pinea / Pinus pinaster, que se entremezclan en el monte bajo, y el almajo presente en las marismas son las especies botánicas más típicas de la zona.
Como fauna destacan especies casi endémicas en franco retroceso como el camaleón común Chamaeleo chamaeleon debido a la fragmentación del hábitat y los escasos ecosistemas que albergan aún las condiciones para su desarrollo. Otras especies típicas de la zona son la liebre, Lepus granatensis, la cigüeña, Ciconia ciconia, y las especies localizadas en el Paraje Natural de las marismas de Isla Cristina como la pagaza piconegra, la espátula o el flamenco común, Phoenicopterus ruber.

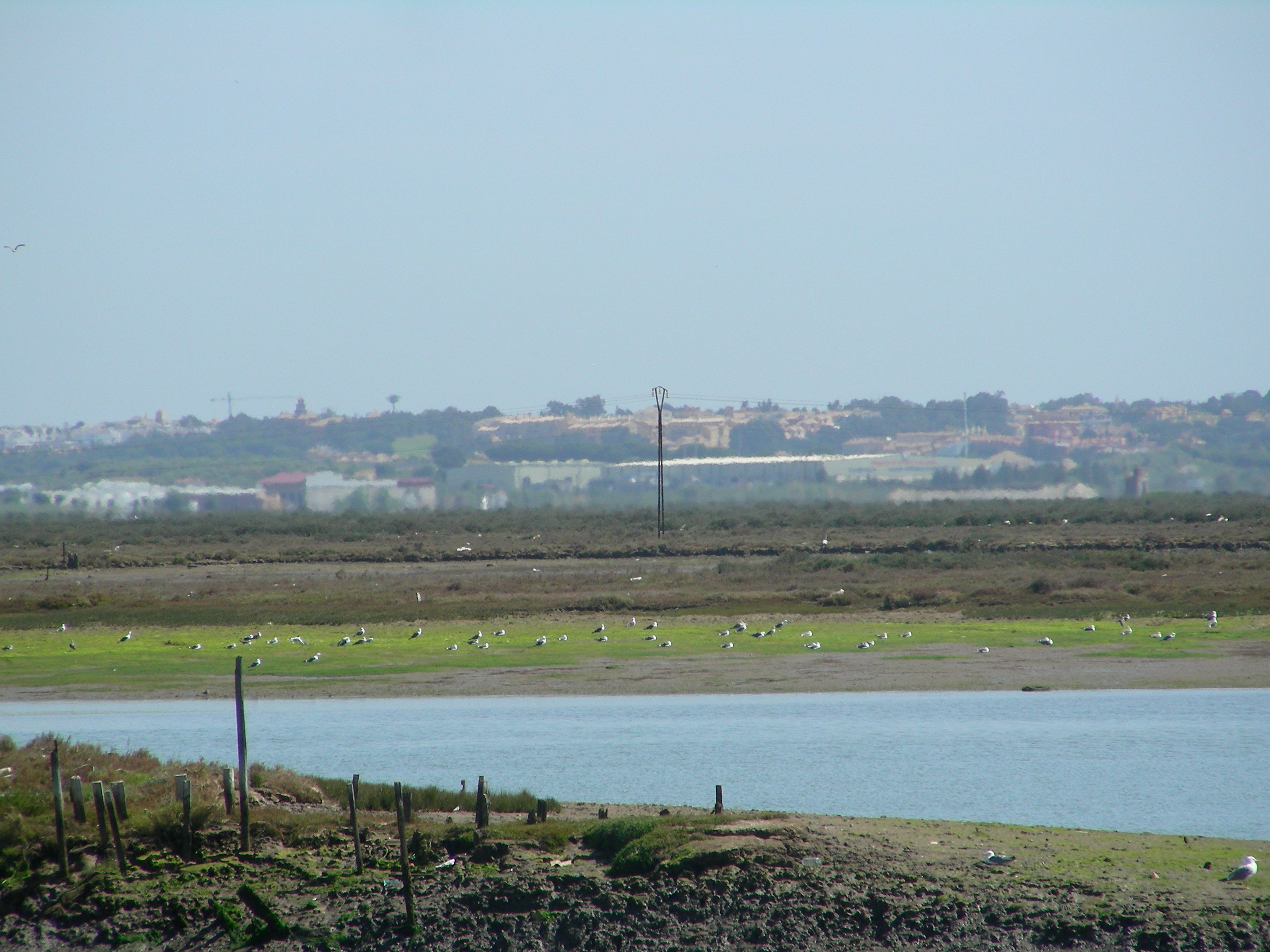
Paraje Natural de las Marismas de Isla Cristina con Islantilla al fondo.

### Clima
| Climograma de Isla Cristina | Climograma de Isla Cristina | Climograma de Isla Cristina | Climograma de Isla Cristina | Climograma de Isla Cristina | Climograma de Isla Cristina | Climograma de Isla Cristina | Climograma de Isla Cristina | Climograma de Isla Cristina | Climograma de Isla Cristina | Climograma de Isla Cristina | Climograma de Isla Cristina |
| --- | --------------------------- | --------------------------- | --------------------------- | --------------------------- | --------------------------- | --------------------------- | --------------------------- | --------------------------- | --------------------------- | --------------------------- | --------------------------- |
| E | F                           | M                           | A                           | M                           | J                           | J                           | A                           | S                           | O                           | N                           | D                           |
| 62 17 7 | 26 18 8                     | 34 21 9                     | 41 22 11                    | 28 26 15                    | 8 30 18                     | 2 34 21                     | 4 33 22                     | 20 30 20                    | 52 25 16                    | 62 21 14                    | 63 18 10                    |
| temperaturas en °C • totales de precipitación en mm |                             |                             |                             |                             |                             |                             |                             |                             |                             |                             |                             |
| Conversión sistema imperial\| E \| F \| M \| A \| M \| J \| J \| A \| S \| O \| N \| D \| \| 2.4 63 45 \| 1 64 46 \| 1.3 70 47 \| 1.6 72 52 \| 1.1 79 59 \| 0.3 86 64 \| 0.1 93 69 \| 0.2 91 72 \| 0.8 85 68 \| 2 77 61 \| 2.4 70 57 \| 2.5 64 50 \| \| temperaturas en °F • totales de precipitación en pulgadas \| \| \| \| \| \| \| \| \| \| \| \| |                             |                             |                             |                             |                             |                             |                             |                             |                             |                             |                             |
| E | F                           | M                           | A                           | M                           | J                           | J                           | A                           | S                           | O                           | N                           | D                           |
| 2.4 63 45 | 1 64 46                     | 1.3 70 47                   | 1.6 72 52                   | 1.1 79 59                   | 0.3 86 64                   | 0.1 93 69                   | 0.2 91 72                   | 0.8 85 68                   | 2 77 61                     | 2.4 70 57                   | 2.5 64 50                   |
| temperaturas en °F • totales de precipitación en pulgadas |                             |                             |                             |                             |                             |                             |                             |                             |                             |                             |                             |

La influencia del mar actúa como amortiguador de la temperatura en el clima isleño. Las temperaturas son suaves en invierno y calurosas en verano. Las medias máximas del mes de julio son de 34 °C, solo sobrepasándose los 38 °C de manera ocasional. La humedad es la característica meteorológica más acusada del municipio, alcanzando normalmente en invierno grados de humedad superiores al 100%, lo que significa que la humedad del aire proveniente de la costa y las marismas se condensa en el aire dando lugar a un fenómeno típico de la zona en el que las paredes no porosas rezuman agua, como cristales y metales, los suelos aparecen encharcados a pesar del cielo despejado y se produce vaho con la respiración con mucha facilidad debido a la elevada saturación de vapor de agua en la atmósfera. La temperatura media anual es de 24.3º de máxima y 14.2º de mínima, con unas precipitaciones medias totales de 462mm.
Debido a su situación geográfica, las borrascas en los peores meses de invierno suelen descargar grandes cantidades de agua en poco tiempo originando a veces inundaciones (especialmente en los años 1989-90 y 1995-96) y las ventiscas suelen ser también importantes. Sin embargo, estos acontecimientos son escasos durante el año y suelen empezar con tanta rapidez como terminan.

### Geología
Geológicamente los terrenos en los que descansa son en su mayoría del cuaternario, con escasas formaciones importantes. La estructura litológica de buena parte del municipio se debe en gran medida a las consecuencias del terremoto de Lisboa de 1755. Los materiales son relativamente jóvenes, pertenecientes al período terciario (plioceno), pliocuaternario y cuaternario y están constituidos fundamentalmente por gravas, arenas, limos y arcillas.
Sismicidad
Descansa sobre una zona de moderada actividad sísmica, entre la placa africana y la euroasiática, subplaca ibérica. Gracias a que el terreno, arenoso, absorbe gran parte de la energía liberada por los terremotos los efectos no suelen ser graves, sin embargo, el 28 de febrero de 1969 un terremoto obligó a desalojar 60 casas y causó daños al edificio del ayuntamiento, lo que obligó a construir otro trasladándolo a la actual ubicación. Se saldó con 4 fallecidos por causas indirectas. El municipio se encuentra comprendido en la zona de riesgo sísmico, esto es, que sea probable un terremoto de escala VII en un plazo de 500 años, que el Estado define para planificar actuaciones específicas en caso de seísmos.

## Historia

### Fundación-sigloXVIII

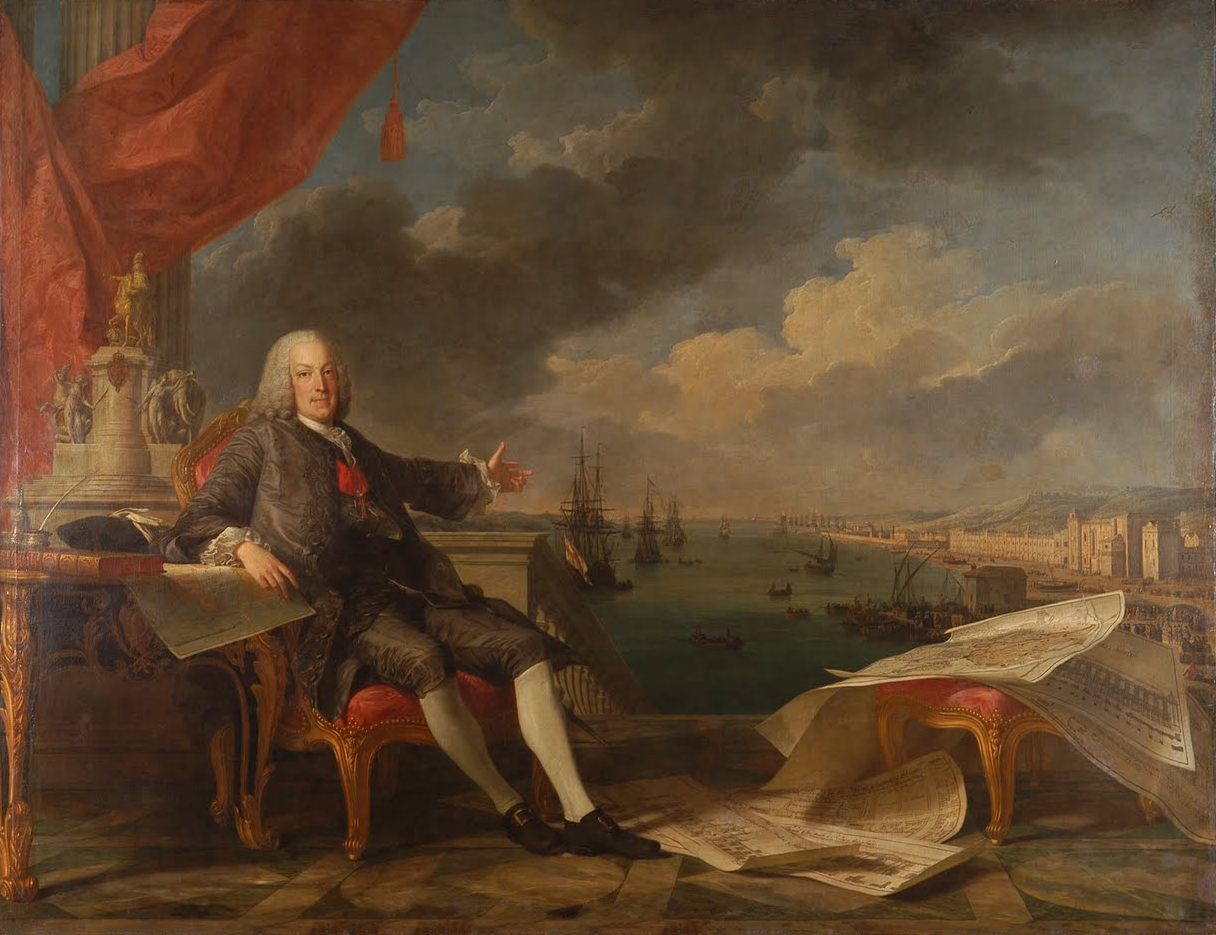
El Marqués de Pombal, sin proponérselo, contribuyó decisivamente al crecimiento inicial de La Higuerita. Pintura de Louis-Michel van Loo, 1766.

La fundación de Isla Cristina se remonta a la presencia de comerciantes levantinos de salazones que a partir de 1715 comenzaron a explotar la zona próxima a la desembocadura del río Guadiana.
Las primeras travesías de mercaderes catalanes a la costa occidental de Huelva en busca de bancos de sardina y de atún se documentan en 1724, tras la guerra de sucesión española, bajo la majestad de Felipe V (Carta de concesión de la Jurisdicción Real Ordinaria). El objetivo de esta actividad era, mediante cabotaje y practicando la técnica del boliche, la elaboración de salazones y su envío a los lugares de origen. Estos mercaderes de salados llegaban cada verano y, tras adquirir el pescado a los naturales de la zona y a otros que concurrían desde Portugal y Andalucía Oriental, le aplicaban su proceso de conservación. En noviembre partían para Cataluña los últimos cargamentos de la campaña pesquera y cada temporada volvían, se asentaban entre Monte Gordo (Portugal) y la zona de la Tuta y de la Mojarra, zona central de las actuales marismas de Isla Cristina.
Tras el terremoto que dio lugar a un maremoto el 1 de noviembre de 1755, las ligeras construcciones de la isla fueron arrasadas. Es por este motivo que en la siguiente temporada de 1756 los comerciantes catalanes piensan en un emplazamiento estable, más seguro y ventajoso tanto desde el punto de vista geográfico como político, y estableciéndose en él un guarda todo el año, a quien podemos considerar primer habitante (junto a su familia) de esta isla. Este primer habitante se llamaba José Faneca. El pozo del que Faneca extraía agua dulce se hallaba junto a una higuera, por lo que pronto llamarían a dicho enclave La Figuereta, La Higuerita o La Figarilla, según la lengua de quien lo llamara, localizado en una isla entre los esteros, bien protegida de los vendavales. Con relativa rapidez, la isla se puebla de catalanes, valencianos, así como de andaluces y portugueses, que comenzaron a vivir en la isla de manera estable, gracias a la riqueza de su mar. Consultando la sección Población se abunda desde otro punto de vista sobre la evolución de la misma.

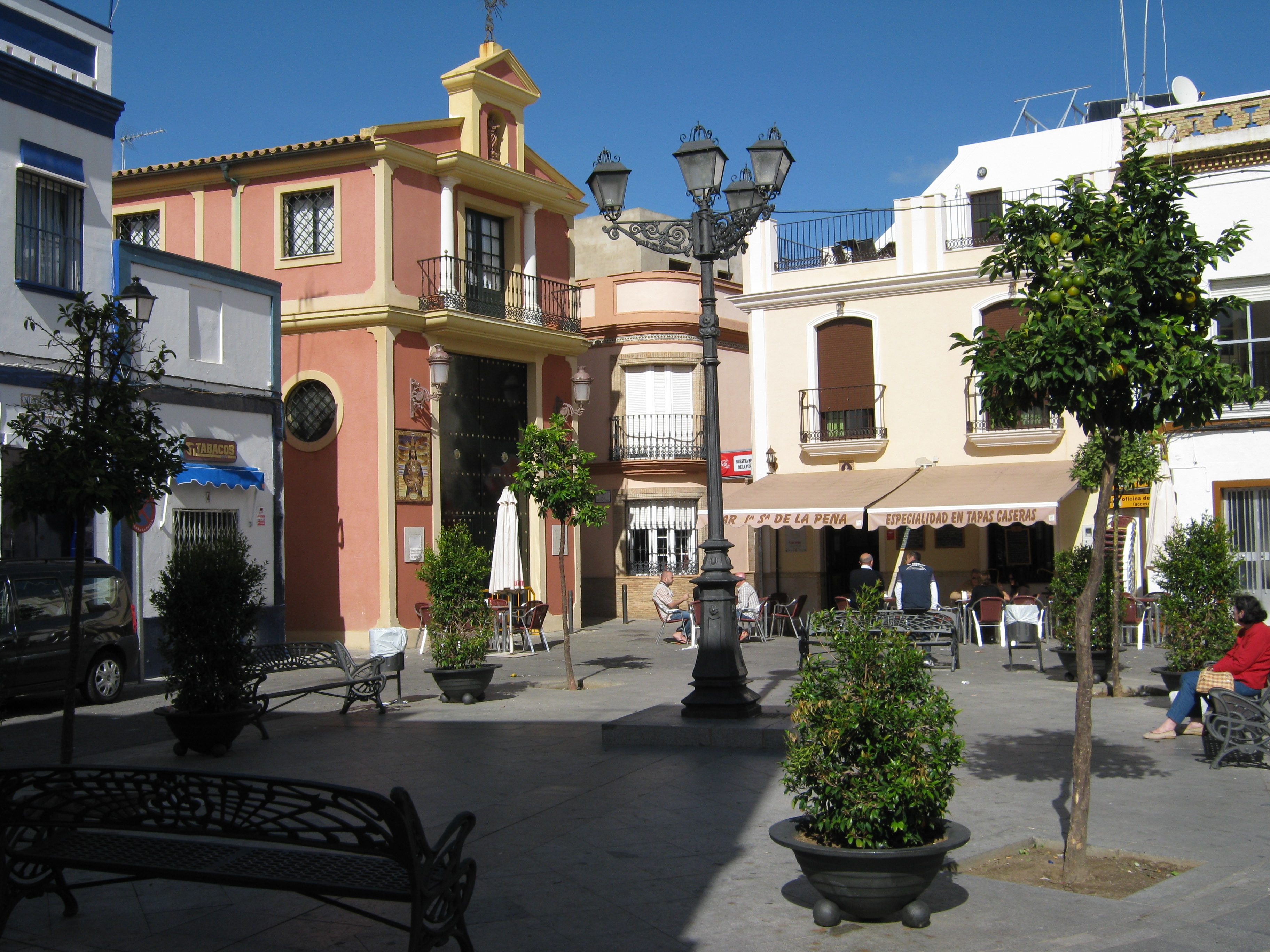
Plazoleta San Francisco, primera plaza de la ciudad y zona de venta original del pescado hasta la habilitación de una zona en el muelle Marina.

Mientas tanto, el marqués de Pombal decidía fundar Villarreal de San Antonio con objeto de centralizar la industria salazonera en Portugal. Diseñó y construyó aquella población entre 1774 y 1776, tras lo cual obligó a los comerciantes y pescadores de Monte Gordo a establecerse allí. Tras la negativa de éstos al traslado, el Marqués mandó quemar sus viviendas para obligarlos a la mudanza. Su efecto fue contrario a lo esperado, ya que una gran mayoría de ellos desde Monte Gordo se trasladaron de inmediato a La Higuerita. Con este aporte demográfico se consiguió terminar la primitiva iglesia y luego parroquia de Ntra. Sra. de los Dolores, se construyó en el actual paseo de las Flores y fue destruida durante los primeros días de la guerra civil española.
Durante los primeros años de poblamiento, tanto el señorío de Ayamonte como la villa de La Redondela ejercieron presión recaudatoria sobre la isla. Como quiera que aquella situación entorpeciera el quehacer normal del pueblo, la Higuerita solicitó formalmente su independencia política. Tras dicha solicitud se consiguió que Carlos III le concediera, por real orden de abril de 1788, su dependencia de la Armada, puesto que:

...las islas son propiedad de la Corona y no tierra de señoríos.
Acta de Carlos III

### SigloXIX

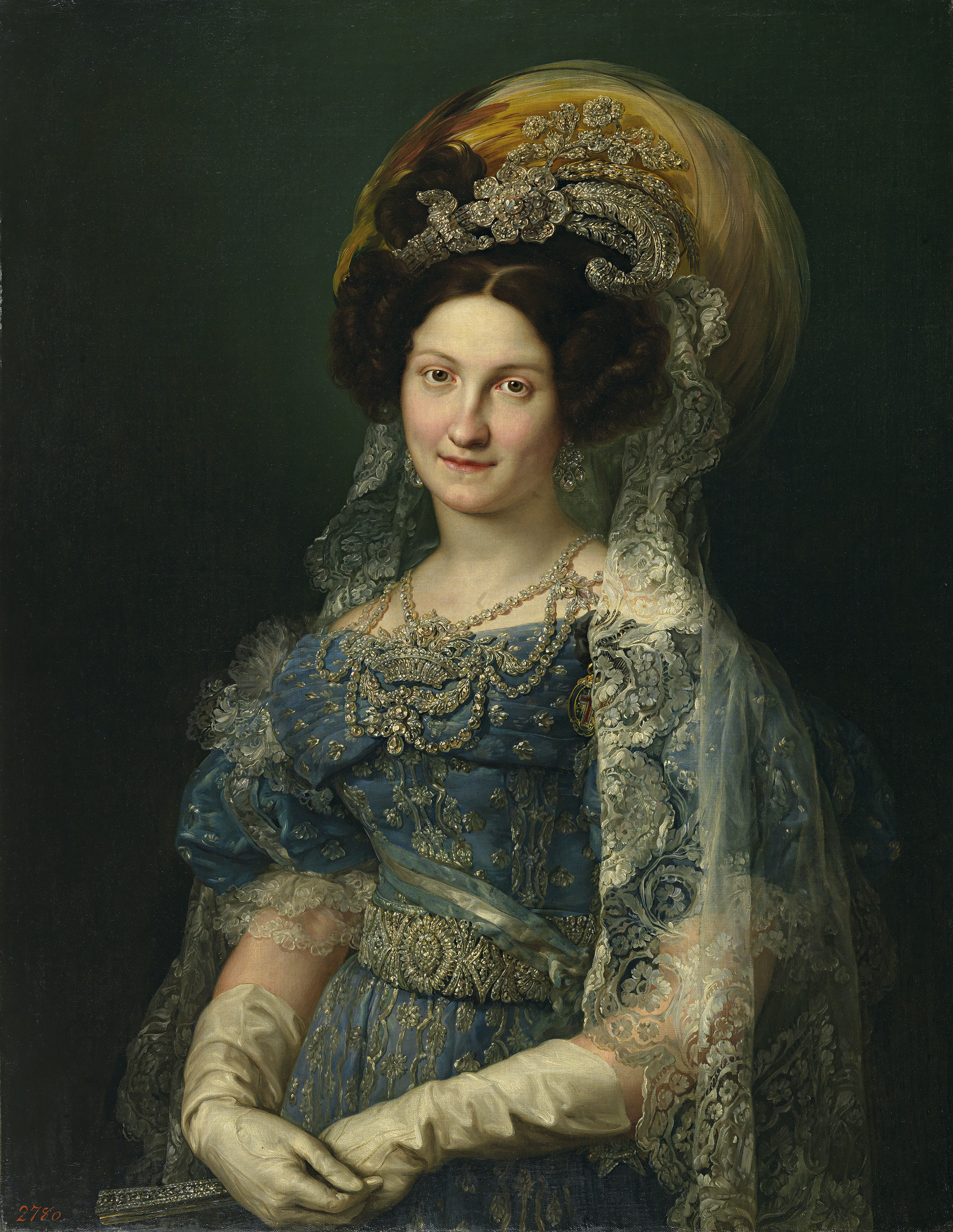
Reina María Cristina, de cuyo nombre proviene el de Isla Cristina.

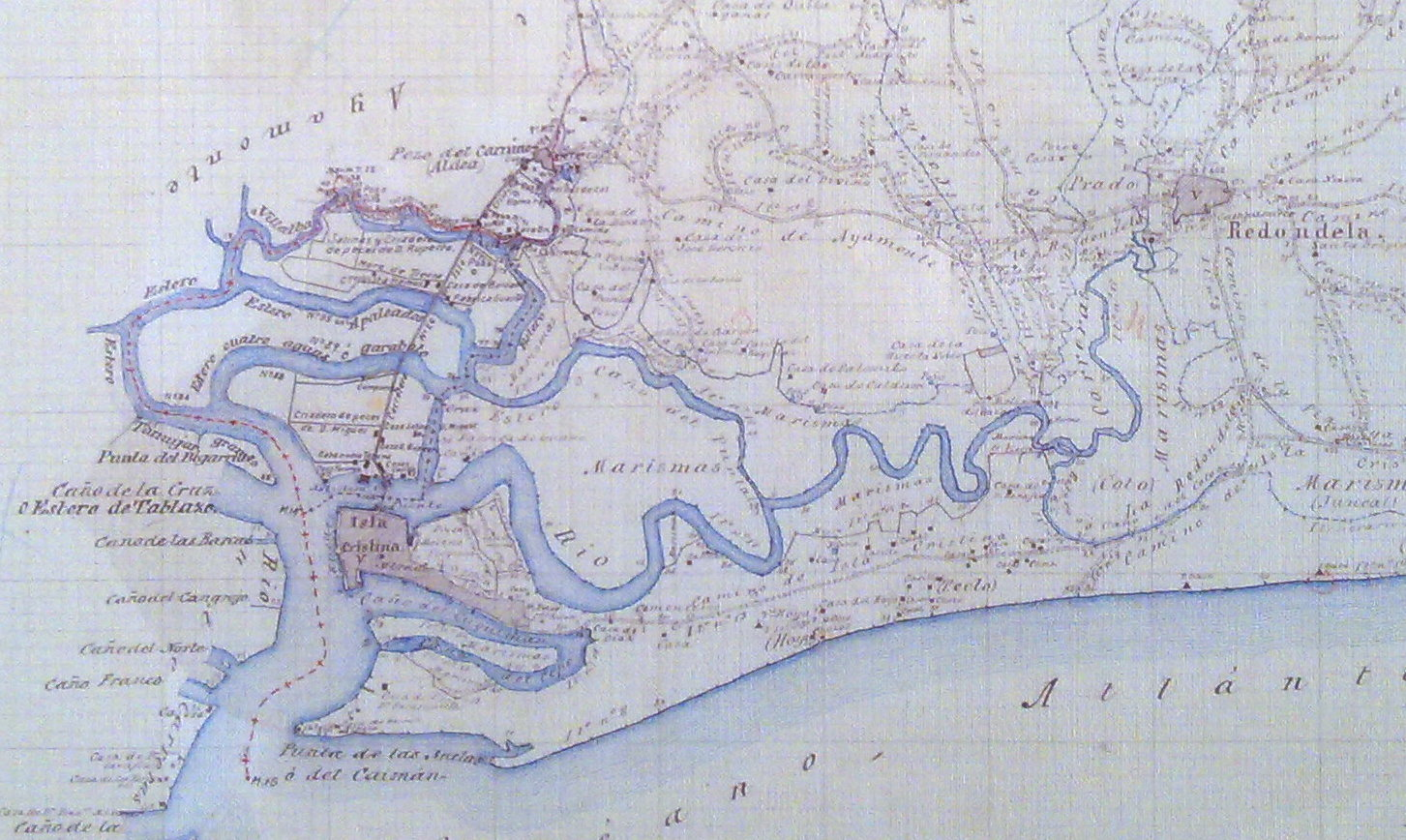
Isla Cristina hacia 1890, se aprecia el estero de Cuquimán y el caño del Cepo. Planimetría editada en 1899 por el IGN.

A principios del siglo XIX, con apenas medio siglo de existencia, se alcanzaba la cifra de 950 habitantes según las actas del padre Mirabent. Tanto los gobiernos de Ayamonte y La Redondela continuaron ejerciendo de manera desproporcionada sus imposiciones, al igual que la autoridad eclesiástica. Finalmente, en 1802 se alcanza la independencia administrativa y obtiene por nombre el de Real Isla de la Higuerita.
En 1833 se alcanza la jurisdicción como municipio ordinario y en 1834, tras una epidemia de cólera iniciada en la desembocadura del Guadiana y que se expandió rápidamente hasta regiones tan distantes como Extremadura o Granada, el 12 de abril la regente María Cristina de Borbón accede, tras petición popular por los favores recibidos, a dar su nombre a la isla, con lo que La Real Isla de La Higuerita pasa a llamarse Isla Cristina.
La industria pesquera de la sardina prospera y la población casi se duplica en 15 años, de 1.819 habitantes en 1842, a los 3.126 censados en 1857, en disonancia con los datos de menor crecimiento de 1860, que sitúan la población en 3.191 habitantes. Las almadrabas comienzan a despuntar y avanzan las técnicas de pesca tras la introducción del arte de cerco tarrafa en 1888 por parte del isleño Juan Martín Cabet, que lo importó de los Estados Unidos para la pesca de sardinas.
Absorción de La Redondela y conclusión del siglo
La antigua villa de La Redondela había permanecido durante todos estos años, tras la fundación del nuevo municipio, en un lento declive y su ayuntamiento acumulaba deudas incapaces de superar. Tras pedir a la institución provincial su anexión a Isla Cristina en 1874 para superar la debacle y serle denegada, se continúa con las negociaciones y finalmente, en 1887 su municipio desaparece al integrarse en el de Isla Cristina. Tras la incorporación de La Redondela, se pasa de los 4.480 habitantes (1877) a los 5.187 en el año de la anexión. La Redondela tenía una población de hecho de 866 habitantes que pasaron a Isla Cristina entre los censos de 1877 y 1887.
En 1892 se construye la primera gran fábrica de sardinas en aceite así como las salinas, que ya no son un monopolio. Había dado comienzo una etapa histórica.

### SigloXX
Florece la almadraba de atún (véase el artículo puerto de Isla Cristina para más detalle) y a finales de los años 1920 decae al cambiar las pautas de los caladeros por su sobreexplotación. Hasta dicha caída en la producción, se llegaron a explotar casi 16.000 toneladas de pescado en un solo año, cuando 43.000 kilos de pescado desembarcaban en la lonja isleña cada día. Sube la facturación de las sardinas y se crea el Consorcio Nacional Almadrabero, con sede en Isla Cristina hasta su disolución en 1973.
A principios de siglo se crea Isleña de Electricidad, empresa dedicada a la explotación del primer generador eléctrico, a partir de guano, y que posteriormente fue absorbida por Sevillana de Electricidad, se construyeron teatros y la oligarquía, gracias a su relación con Cataluña, trajo deportes pioneros como el lawn-tenis a principios del siglo XX y avances tecnológicos como el cinematógrafo en 1907. En 1910 se funda el primer periódico, luego contaríamos hasta con tres semanarios al mismo tiempo. La Higuerita, fundado en 1915, es el único de entre ellos que aún sigue editándose, siendo el decano de la provincia y el tercero más antiguo de Andalucía.
Los astilleros de la zona habían sido construidos tiempos atrás en la margen norte de la ría Carreras en terrenos de Ayamonte. Esta zona conocida como Puente Carreras, íntimamente ligada a Isla Cristina, fue creciendo a la par que crecía el resto de sus núcleos originarios. Debido a esta situación y a que administrativamente pertenecían a municipios diferentes, su regulación efectiva se hacía complicada. Tras años de diplomacia municipal, el 18 de julio de 1922, la barriada de Puente Carreras pasa a formar parte del municipio gracias a las negociaciones entre ambos consistorios. Esta barriada se conocería posteriormente también con el nombre del alcalde que hizo posible el acuerdo, Román Pérez.
La pesca aún sigue al alza, exportando conservas sobre todo a Italia, aunque también a Noruega, Suecia, Francia, y a todo el Mediterráneo español, el aumento de capturas y de facturación en la lonja dan lugar a la necesidad y posibilidad de renovar la flota de buques. Se compran de vapor, que sustituyen paulatinamente en esta época a la antigua flota de vela.
Alfonso XIII le concede nombramiento de ciudad el 29 de octubre de 1924, habiendo superado en la fecha los 10 000 habitantes. En esa misma década, consecuencia del auge cultural que experimenta la ciudad, se constituye el Ateneo el 10 de septiembre de 1926, inspirado en el sevillano, entre el paseo de las Palmeras y el paseo de los Reyes. Entre sus fundadores se encontraban industriales, antiguos alcaldes y el notario de la época, Blas Infante que vive nueve años en la localidad desde 1922 y desde donde realiza su famoso viaje a Agmat, partiendo de Silves, donde descubre el sentido del flamenco, Felah-menguh, y escribe su cuento animalista y espiritualista, Don Dimas, Historia de hombres y zorros.
En 1936, tras casi 20 años desde la aprobación del proyecto, llega la línea del ferrocarril. Como primer objetivo tenía el transporte de mercancías portuarias, aunque se estuvo usando también para pasajeros hasta 1987, año en que fue desmantelado. Como consecuencia del estallido de la Guerra Civil el ramal proyectado para entrar en el casco urbano nunca fue terminado (aunque sí su puente, usado para vehículos con sólo un carril), quedando la estación definitiva a 1'4 km de la ciudad y unida por un autobús.
En los años 1940 la flota de vapor queda obsoleta y se decide buscar la sardina en la costa occidental de África, creándose una flota más moderna, con motor de combustión, flota que se denominaría de Agadir; buques que superaron las 250 TRB (toneladas de registro bruto). Hasta finales del siglo XX existieron estos buques. A finales del siglo XX la lonja de Isla Cristina se mantiene en el primer puesto en subasta de pescado fresco de Andalucía. Una nuevamente renovada flota en los años 1990, con casco de poliéster, cuenta con buques de más de mil caballos de potencia.
Tras los intentos de ordenación del territorio de los años 1960 según leyes vigentes en la época, y tras varios vaivenes de diversa índole entre los que destacan los cambios en la normativa de ordenación (recordemos que es en esta época cuando se inicia en España un proceso de ordenación territorial que va más allá del ámbito urbano y con ánimo de ser exhaustivo y previsor), en 1987 se aprueba definitivamente lo que sería uno de los primeros planes directores de gestión municipal de España, el PGOU de 1987, que se desarrollará durante las siguientes dos décadas y que en 2021 sigue estando vigente.

### Siglo XXI

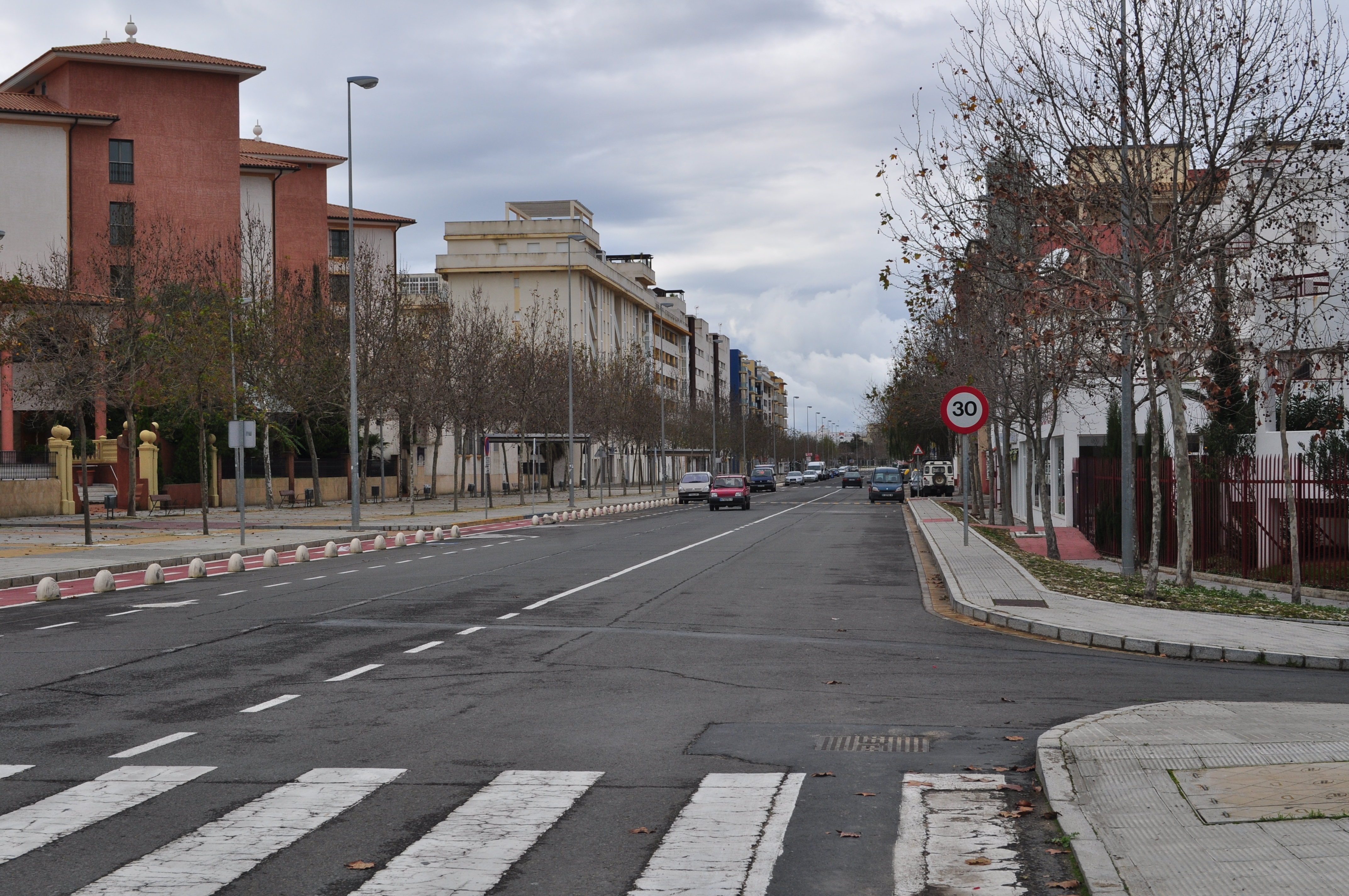
Avenida Parque hacia el oeste, donde se aprecia el casi concluido plan de ordenación de 1987 en el año 2010.

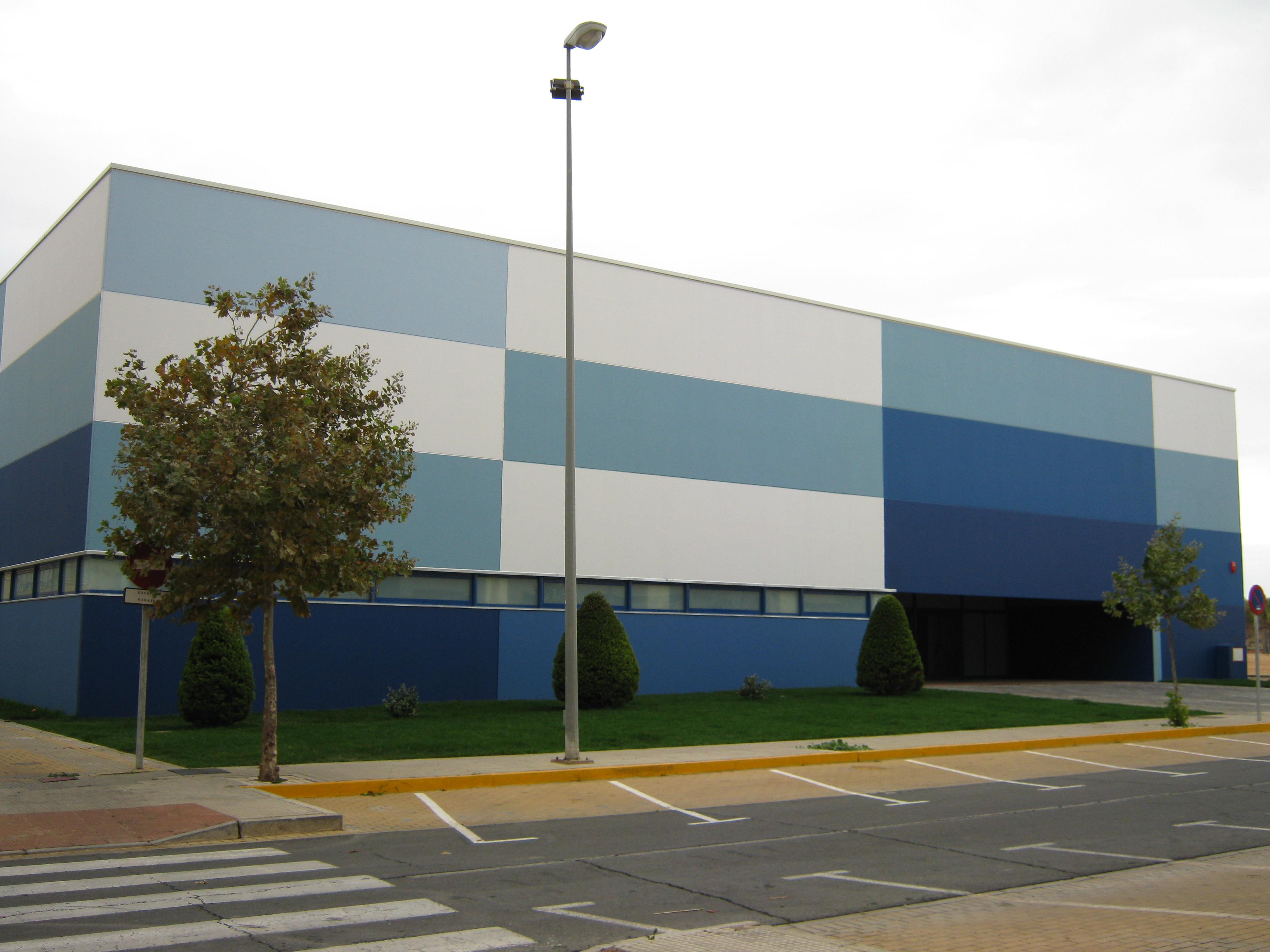
Pabellón de usos múltiples El Batel, para exposiciones y ferias de muestras, concluido en 2010.

Los primeros años del siglo XXI se dan cita eventos internacionales y ferias de la industria pesquera-piscícola: se consolidan ferias internacionales con carácter bienal como FAMAR (Feria Andaluza del Mar), heredera de FIMAR (Feria Internacional del Mar), con más implicación de las administraciones que su antecesora. En 2008 se celebra el segundo encuentro "Cluster de Empresas Pesqueras en Terceros Países", habiéndose celebrado el primero en Bayona y aglutinando en su segunda edición más de 30 ministros o representantes del sector pesquero de otros tantos países. Se concluye en 2010 un recinto ferial en el parque Central, inaugurado para las fiestas del Carmen de 2010, así como un pabellón cubierto para exposiciones como las ferias del Mar y otros eventos multitudinarios, bautizado con el nombre de El Batel. 
Se añaden nuevas infraestructuras viales y portuarias (ver futuro).
En el ámbito administrativo el ayuntamiento pasa a contar con 21 concejales en 2007 debido al aumento de población, que supera los 20.000 habitantes, aumentando también las competencias locales (ver administración Local).

## Demografía
Isla Cristina cuenta con una población de 21 641 habitantes (INE 2024).
| Gráfica de evolución demográfica de Isla Cristina entre 1842 y 2021 |
| |
| Población de derecho según los censos de población del INE Población de hecho según los censos de población del INEEntre el censo de 1877 y el anterior, crece el término del municipio porque incorpora a La Redondela Entre el censo de 1930 y el anterior, crece el término del municipio porque recibe a Puente Carrera de Ayamonte |

En el año 2012 contaba con un censo de 21 958 habitantes, de los cuales 10 875 eran varones y 11 083 mujeres, una proporción típica de población estable sin demasiado aporte inmigrante (que suele conllevar más mano de obra masculina con un mayor porcentaje de hombres), en la que se da una ligera desviación positiva de mujeres, dada su mayor esperanza de vida.
Evolución de la población
La primera venida de inmigrantes, los fundadores, fueron valencianos y catalanes en el siglo XVIII. Posteriormente y debido sobre todo a la aplicación de impuestos y sanciones que las aduanas portuguesas imponían a sus mercantes en el Algarve, la población recibió mucha inmigración de pescadores portugueses a principios del siglo XIX (ver historia), aunque actualmente esta nacionalidad ha dejado de ser la minoría más abundante. Se superó en 1924 la cifra de los 10.000 habitantes y se le concede el estatus de ciudad.

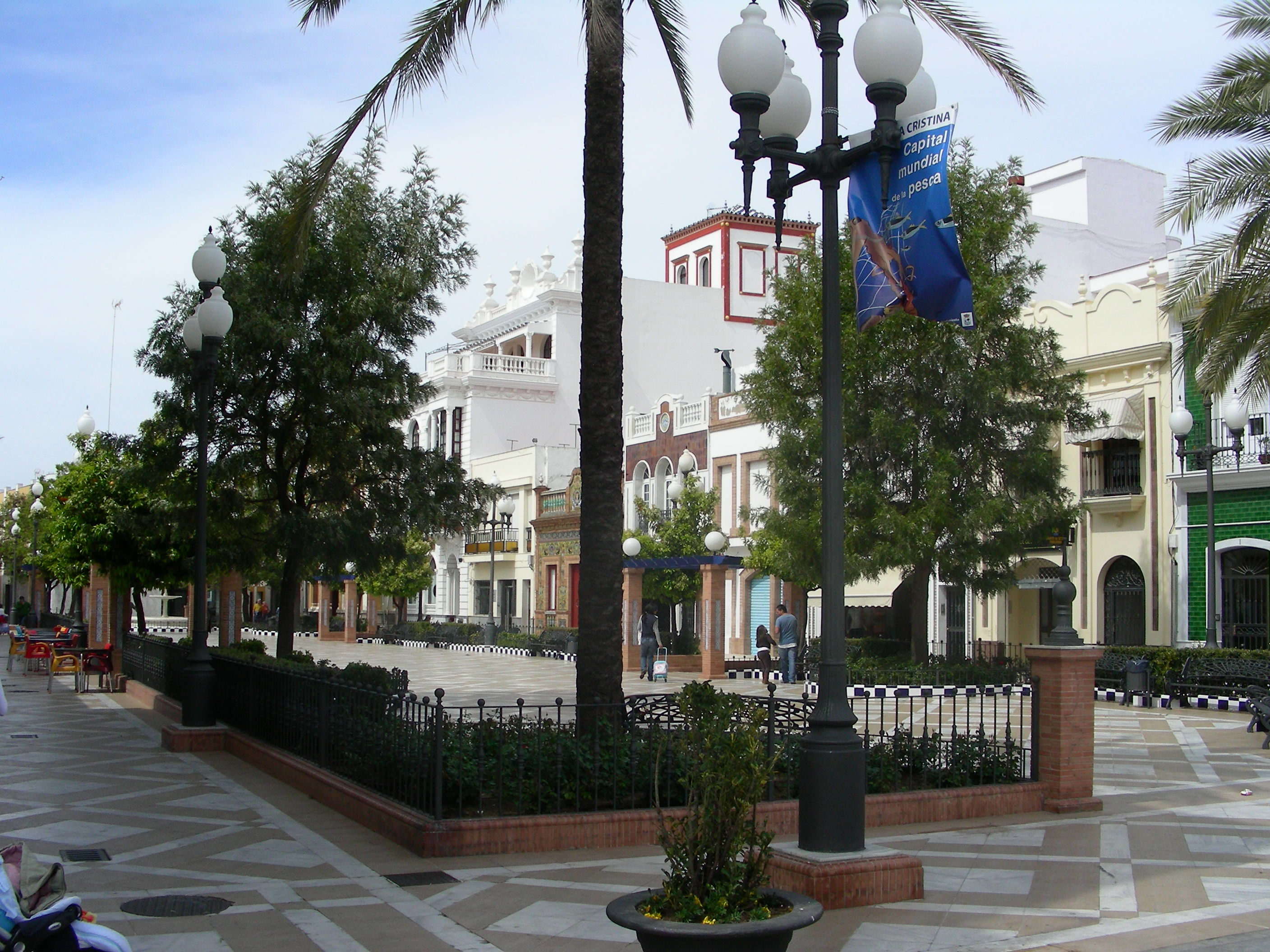
Plaza de las Flores, la más concurrida de la ciudad.

Tras la guerra civil la población desciende como consecuencia de la búsqueda de empleo y nuevas oportunidades en el exterior debido al declive de las pesquerías explotadas. La plaza de los Emigrantes Isleños recuerda este evento. Posteriormente, en los años 1980, se produce un nuevo estancamiento de la pesca y del crecimiento demográfico debido a la falta de recursos pesqueros. La industria pasa por una ligera reconversión, asociada al sector pesquero, creándose piscifactorías que vuelven a relanzar el crecimiento desde los años 1990, gracias también a la inmigración sobre todo agraria de los cultivos extensivos de fresón y naranjas. En este marco, otros grupos étnicos, como polacos (mayoritariamente mujeres trabajadoras en la agricultura) y marroquíes han ampliado la riqueza étnica.
La actividad de la sociedad ha sido de marcado carácter marinero, si bien parte de ésta, desde la segunda mitad del siglo XX, también tiene una importante actividad turística.
En total, en 2022 había 2.304 extranjeros censados, el mayor colectivo era el de marroquíes, con 973 censados, seguido por el de rumanos (334), polacos (142) y portugueses (124).

## Administración
Isla Cristina está encuadrada en la comarca de la Costa Occidental de Huelva, en la Tierra Llana de Huelva y forma parte de la Red de Ciudades Medias de Andalucía. No existe propiamente capital de la comarca, si bien Ayamonte es la figura jurídico-administrativa más importante, Cartaya (ciudad cabeza de la Comarca de Beturia, agrupación de municipios de interés agrícola-ganador) la agraria, Lepe la económica e Isla Cristina la pesquera.
Constituye la cabeza del distrito marítimo de Isla Cristina (HU-2), perteneciente a la provincia marítima de Huelva. El distrito comprende desde la desembocadura de la ría Carreras hasta la del río Piedras, incluyendo los puertos deportivos y amarres localizados en esta zona del litoral onubense, el Puerto de El Terrón y por supuesto el de Isla Cristina.
Antes de la constitución de la provincia de Huelva (1821, consolidada posteriormente en 1833) formó parte de la provincia de Sanlucar de Barrameda (1804-1808) y de la provincia de Sevilla.
 Desde su formación, también pertenece a la comunidad autónoma de Andalucía dentro del estado español.

### Nacional
Existe poca presencia de la administración central u organismos nacionales públicos en Isla Cristina. La existencia de un Instituto Social de la Marina, uno de los pocos que existen, es de las pocas competencias aún no delegadas en las administraciones no centrales. La ciudad cuenta con unos Juzgados de Paz donde se solventan ciertos litigios penales menores y los juicios civiles. El municipio pertenece al Partido Judicial nº 5 de Huelva (Ayamonte), por lo que es allí donde se celebran los juicios penales de mayor trascendencia y los recursos interpuestos al juzgado de paz.
Durante la legislatura de 2007-2011 existen trámites para la creación de una oficina del Ministerio del Interior como consecuencia lógica del crecimiento poblacional ya que la legislación dicta que todo municipio con una población superior a los 20.000 habitantes tiene este derecho, para la tramitación de documentos con la administración general del Estado.
Existe una oficina de la Tesorería General de la Seguridad Social, en edificio compartido con el SAE (Servicio Andaluz de Empleo) en la avenida del Carnaval.

### Autonómica
La Agencia Pública de Puertos de Andalucía (APPA), dependiente de la Junta de Andalucía tiene en Isla Cristina la Capitanía Marítima de la zona, en la que se incluyen los puertos deportivo e industrial de Isla Cristina y el pesquero de El Terrón.
La agencia andaluza de empleo, SAE, tiene una delegación en Isla Cristina en la avenida del Carnaval.

### Intermunicipal
El mejor ejemplo de cooperación intermunicipal es la iniciativa conjunta de Lepe e Isla Cristina en el desarrollo y administración de la Mancomunidad de Islantilla, urbanización turística costera entre ambos municipios y gobernada en ciclos bienales por el alcalde de Isla Cristina alternado con el alcalde de Lepe, por lo que en una legislatura cada alcalde es presidente de la Mancomunidad durante la mitad de su mandato municipal.
Otras gestiones compartidas son el saneamiento (la planta de tratamiento de aguas de Giahsa de Lepe, así como las depuradoras de uso común de Isla Cristina y La Antilla) y el tratamiento de los residuos sólidos urbanos (ver sección sobre los RSU y Saneamiento).

### Municipal

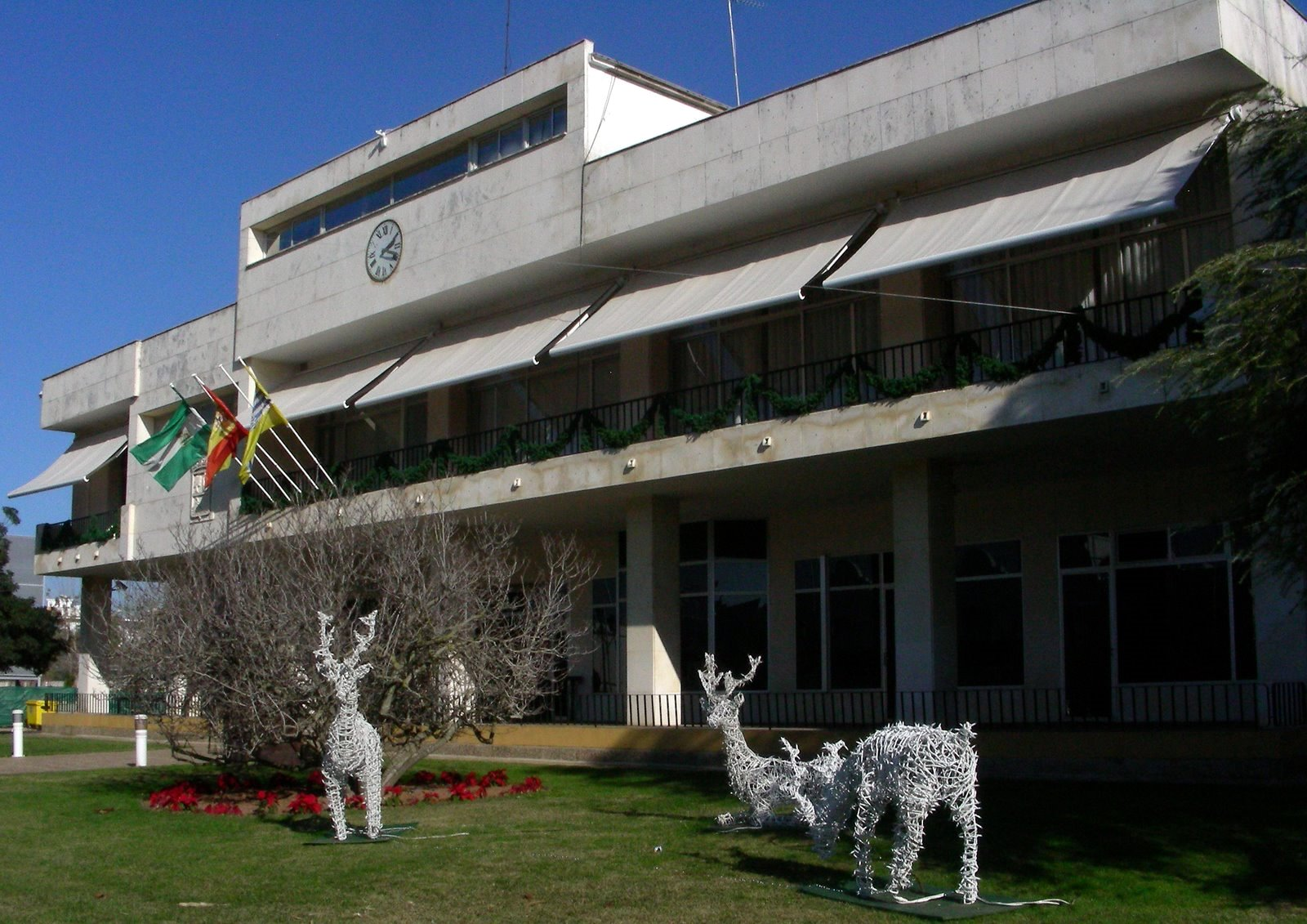
Ayuntamiento isleño, Gran Vía (inicios de 1970). Navidad de 2008.

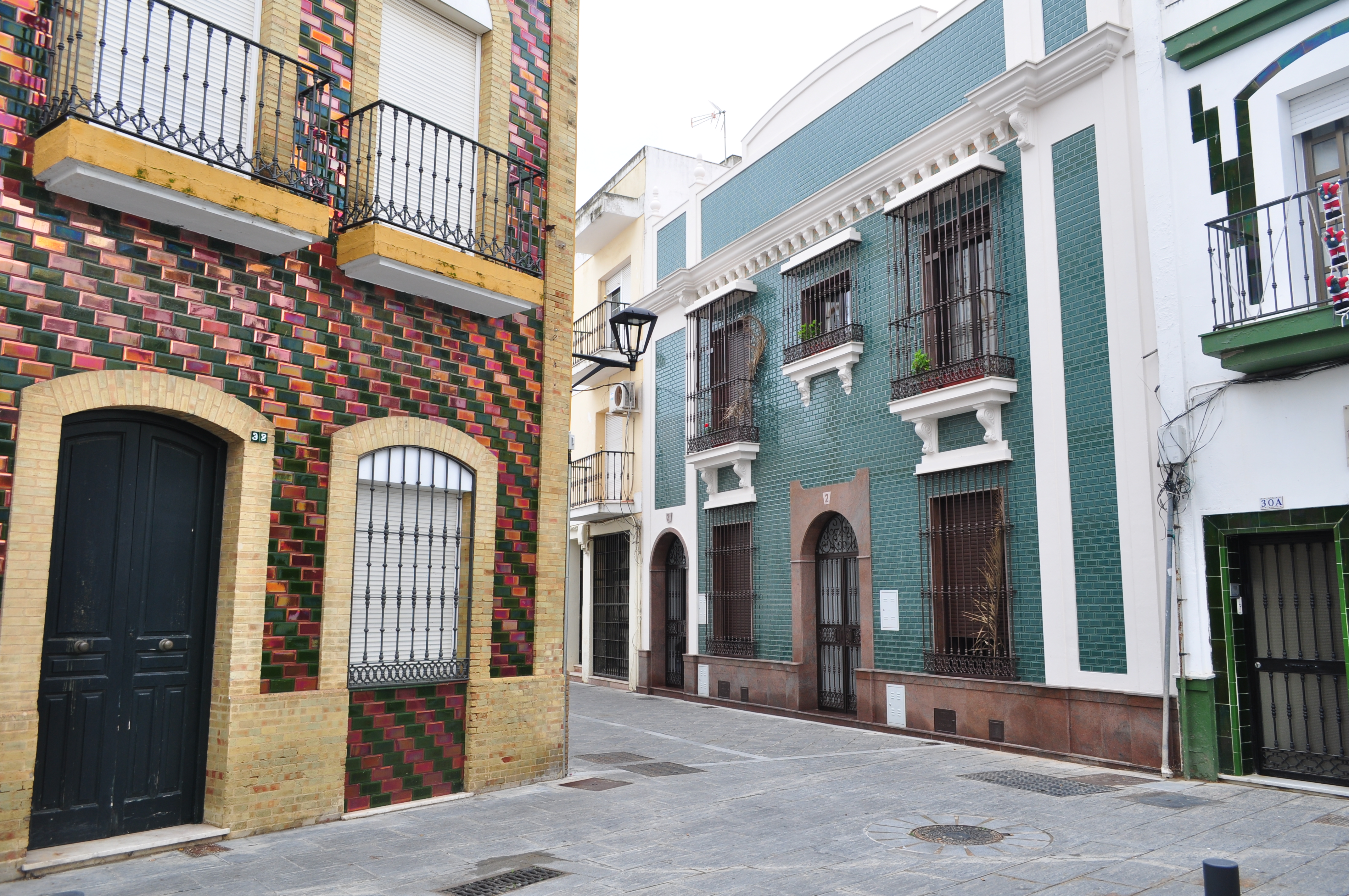
Detalle del casco antiguo de Isla Cristina. La zona alberga varias dependencias municipales, entre ellas, las de gestión de impuestos, de urbanismo y de cultura.

La administración del municipio se realiza a través de dos ayuntamientos (ver legislación electoral local). El ayuntamiento de Isla Cristina gestiona las competencias municipales excepto las cedidas a la ELA de La Redondela, gestionadas por su propio ayuntamiento, quien asume las competencias como entidad local menor autónoma, cuyo alcalde es elegido directamente en el mismo proceso electoral municipal en que se eligen a los concejales del municipio. Según se establece en la LOREG, Isla Cristina por su población cuenta con un número de 21 concejales. La sede física del Ayuntamiento está emplazada en la Gran Vía de Román Pérez, aunque por reformas de dicho edificio estuvo varios años en la avenida del Carnaval (ca. 2010-2020), y previa a su construcción (en 1970) en un edificio neoclásico desaparecido con motivo del terremoto de 1969 en la plaza de las Flores.
Resultados de las elecciones municipales de 2007
Los 15.179 electores del municipio establecieron como la más votada, en las Elecciones Municipales de 2007, la candidatura del PSOE, que obtuvo 12 concejales, y fue elegida como alcaldesa María Luisa Faneca. A los pocos meses de las elecciones se produjo la ruptura entre la número 2 por el PA y su formación, pasando al grupo independiente.
| Composición del Ayuntamiento de Isla Cristina |            |
| Partido político                              | Concejales |
| Partido Socialista Obrero Español (PSOE)      | 12         |
| Partido Andalucista (PA)                      | 7          |
| Partido Popular (PP)                          | 1          |
| Concejal de adscripción independiente         | 1          |

Resultados electorales municipales de 2011
En 2011 la población censal ascendía a 15.404 electores, de los cuales votaron un 69%. Escrutados el 100% de los votos, la composición del consistorio según resultados celebrados el 22 de mayo de 2011 quedó de la siguiente forma:
| Composición del Ayuntamiento de Isla Cristina |            |
| Partido político                              | Concejales |
| Partido Socialista Obrero Español (PSOE)      | 7          |
| Partido Independiente La Figuereta (PIF)      | 5          |
| Partido Popular (PP)                          | 5          |
| Partido Andalucista (PA)                      | 4          |

Resultados electorales municipales de 2015
En 2015 la población censal ascendía a 15.482 electores, de los cuales votaron un 62,25%. Escrutados el 100% de los votos, la composición del consistorio según resultados celebrados el 24 de mayo de 2015 quedó de la siguiente forma:
| Composición del Ayuntamiento de Isla Cristina |            |
| Partido político                              | Concejales |
| Partido Independiente la Figuereta (PIF)      | 6          |
| Partido Andalucista (PA)                      | 5          |
| Partido Socialista Obrero Español (PSOE)      | 4          |
| Partido Popular (PP)                          | 3          |
| Agrupación de electores (Ciudadanos por Isla) | 3          |

Resultados electorales municipales de 2019
Las elecciones del día 26 de mayo de 2019 conformaron el ayuntamiento más fragmentado que se ha conocido en Isla Cristina, con 6 formaciones diferentes repartiéndose las 21 actas de concejal. Ejercieron su derecho un 57,46% de los 15.733 electores del municipio (9.040) y el reparto quedó de la siguiente manera:
| Composición del Ayuntamiento de Isla Cristina |            |
| Partido político                              | Concejales |
| Partido Socialista Obrero Español (PSOE)      | 6          |
| Partido Independiente la Figuereta (PIF)      | 5          |
| Andalucía por Sí (AxSI)                       | 4          |
| Partido Popular (PP)                          | 3          |
| Ciudadanos por IC (agrupación de electores)   | 2          |
| Ciudadanos (Cs)                               | 1          |

Resultados electorales municipales de 2023
Las elecciones del día 28 de mayo de 2023 la población censal ascendía a 16.187 electores. Ejercieron su derecho un 55,03% de los 15.733 electores del municipio (8.909) y el reparto quedó de la siguiente manera:
| Composición del Ayuntamiento de Isla Cristina |            |
| Partido político                              | Concejales |
| Partido Socialista Obrero Español (PSOE)      | 7          |
| Partido Popular (PP)                          | 6          |
| Andalucía por Sí (AxSI)                       | 4          |
| Partido Independiente la Figuereta (PIF)      | 3          |
| Compromiso por Isla Cristina (CXIC)           | 1          |

Alcaldes de Isla Cristina
Se conocen con bastante exactitud los alcaldes que ha tenido Isla Cristina durante todas las etapas de su desarrollo, desde su aceptación por la Marina como población estable hacia el año 1800, cuando su alcalde era designado desde La Redondela, hasta la actualidad, gracias al legado del padre Mirabent y posteriormente a los escritos oficiales conservados. Entre sus miembros cabe destacar quien fuera el primer alcalde afroamericano de la historia democrática española, el 3 de abril de 1979, perteneciente a la UCD, D. Héctor Castillo Figueroa, natural de La Romana (República Dominicana), motivo por el cual ambas ciudades se hermanaron.
Alcaldes de la ciudad desde 1979
En el siguiente cuadro se pueden consultar los alcaldes del periodo democrático que comenzó en 1979:
| Periodo     | Nombre del alcalde           | Partido político    |
| ----------- | ---------------------------- | ------------------- |
| 1979-1983   | Héctor Castillo Figueroa     | UCD                 |
| 1983-1987   | Enrique Nárdiz Girón         | PSOE                |
| 1987-1991   | Gonzalo Carrasco Nieves      | PA                  |
| 1991-1994   | Juan Hormigo Bellido         | PSOE                |
| 1994-1995   | María Luisa Faneca           | PSOE                |
| 1995-2007   | Franciso Zamudio Medero      | PA                  |
| 2007-2015   | María Luisa Faneca           | PSOE                |
| 2015-2017   | Antonia Grao Faneca          | PIF                 |
| 2017-2019   | Montserrat Márquez Cristóbal | Ciudadanos por Isla |
| 2019-Actual | Jenaro Orta                  | PSOE                |

Presupuestos Municipales
Los presupuestos asignados al ayuntamiento de Isla Cristina representan en 2009 una cantidad superior a los 40 millones de euros, gracias a los incrementos que se han ido realizando en virtud de acuerdos con las administraciones de nivel superior. Así, en 2007 los presupuestos suponían un montante de algo menos de 26 millones de euros, en 2006 de algo más de 19 millones y en 1998 no llegaban a los 9'5 millones.
Áreas municipales
El ayuntamiento tiene deslocalizados sus departamentos en Archivo Municipal, Área de Cultura, Área de Festejos, Área de Juventud, Desarrollo Pesquero, Desarrollo Local, Información al Consumidor, Medio Ambiente, Otros Departamentos, Servicio Municipal de Deportes y Servicios Sociales. La mayoría disponen de sede propia y otros se encuentran en el edificio principal del ayuntamiento. Las transferencias en materia de asociaciones culturales y ayudas sociales han sido cedidas en 2006 en virtud del aumento de competencias al superar los 20.000 habitantes.
Pleno Municipal
El Pleno Municipal es el «órgano de máxima representación política de la ciudadanía en el gobierno municipal, apareciendo configurado como órgano de debate y de adopción de las grandes decisiones estratégicas a través de la aprobación de los reglamentos de naturaleza orgánica y otras normas generales, de los presupuestos municipales, de los planes de ordenación urbanística, de las formas de gestión de los servicios, etc., y de control y fiscalización de los órganos de gobierno». Las atribuciones de las diferentes Áreas de Gobierno están aprobadas por el Pleno Municipal. El Pleno es convocado y presidido por la alcaldesa, y está integrado por los 21 concejales del Ayuntamiento. Las sesiones plenarias se celebran con regularidad y también de forma extraordinaria en el Salón de Plenos de la Casa Consistorial, cuya estructura se preservó tras el terremoto de 1969 trasladándose desde el anterior Salón de Plenos.
Administración de La Redondela
La localidad de La Redondela elige a su propio alcalde durante la celebración de las elecciones municipales. Hasta 1994, La Redondela tuvo alcaldes pedáneos. Los alcaldes que han pasado por su ayuntamiento en los últimos años han sido Francisco Martín Mestre, Manuel García Domínguez, Antonio Martín Cabanillas y Salvador Gómez de los Ángeles, siendo este último quien desde 2011 ostenta el cargo elegido por su censo.
Para las competencias de La Redondela véase competencias de las entidades locales menores autónomas.

## Economía

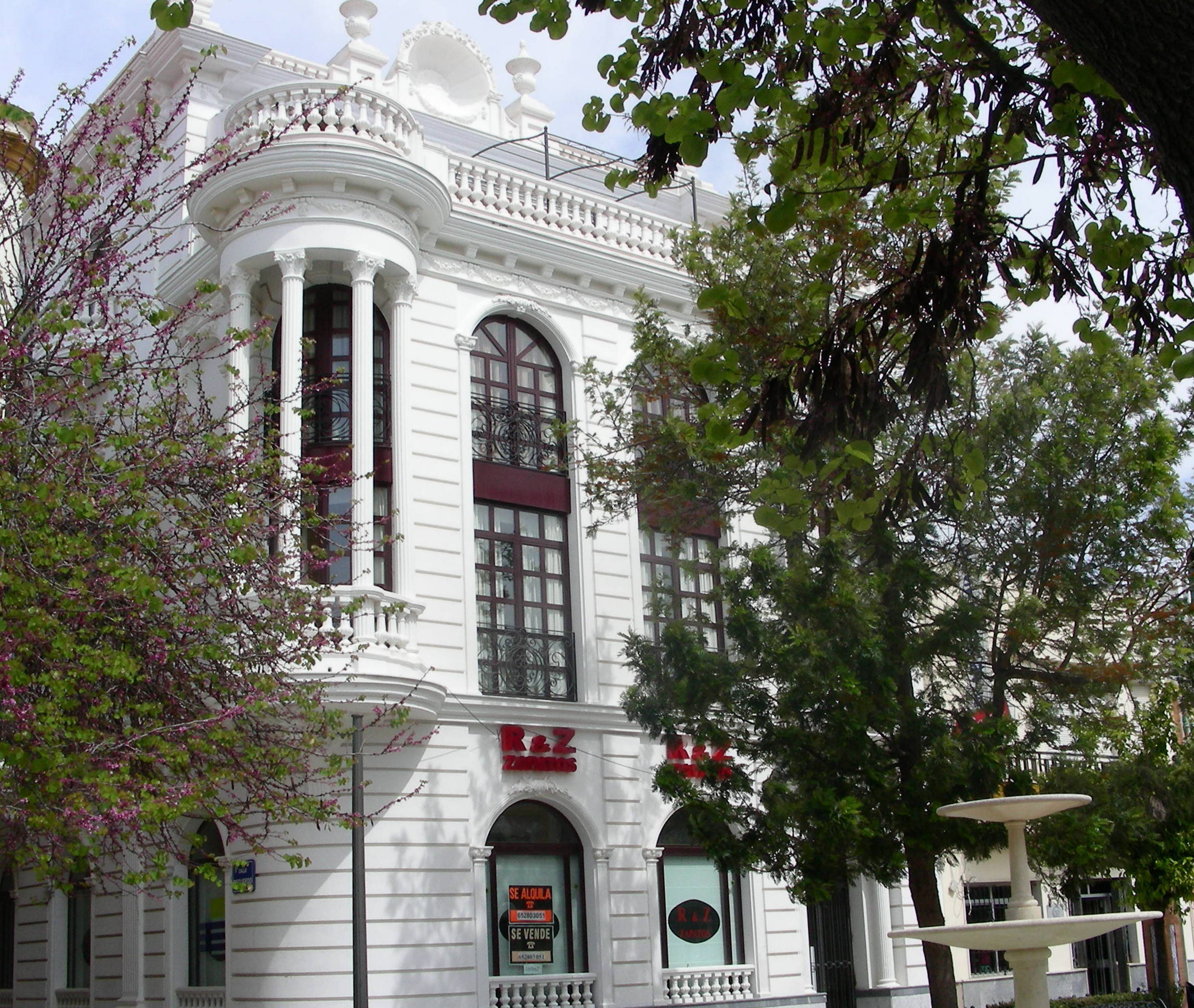
Antiguo Círculo Mercantil y Comercial, uno de los edificios más importantes de Isla Cristina (casa de Gildita).

Pertenece al área de influencia comercial de Sevilla por gravitación directa y presenta un bajo índice de desempleo que se traduce en un mayor índice de inmigración y mayor proporción de varones en edad de trabajar. USISA (Unión Salazonera Isleña S.A.) es la empresa más importante del municipio (y segunda de su sector en Andalucía) y la actividad tradicional la pesca. El turismo ha cobrado mucha importancia, sobre todo desde el desarrollo de la mancomunidad de Islantilla (a partir de 1990). El sector servicios cobra cada vez más importancia. En 2006 el sector que mayor número de establecimientos aglutinaba (511 en total) era el de comercio (reparación de vehículos de motor, motocicletas y ciclomotores y artículos personales y de uso doméstico) seguido por el de actividades inmobiliarias y de alquiler; servicios empresariales, con 233 establecimientos le seguía en importancia.
Isla Cristina desarrolló en torno a su puerto pesquero esta actividad casi de forma monopolística en sus inicios, actualmente se encuentra aceptablemente diversificada a pesar de ser aún la industria pesquera la actividad a la que están ligados gran parte de los sectores secundarios (industrias salazonera y conservera principalmente) y algo de su sector terciario (servicios de valor añadido como el Centro Tecnológico de Pesca, cuyo edificio principal se está construyendo actualmente, ver proyectos futuros). La ciudad posee el primer puerto andaluz en pescado fresco y ha sido el segundo puerto sardinero de España (solo superado por Vigo) y productor, junto a Barbate, del 75 % de la producción de mojama de Andalucía.
El municipio contaba con una renta media declarada de 11.638 € en el año 2005 y 12.888 € en 2006 (fuente SIMA-Junta de Andalucía), siendo el 70 % de la renta declarada de la ciudad de Huelva.

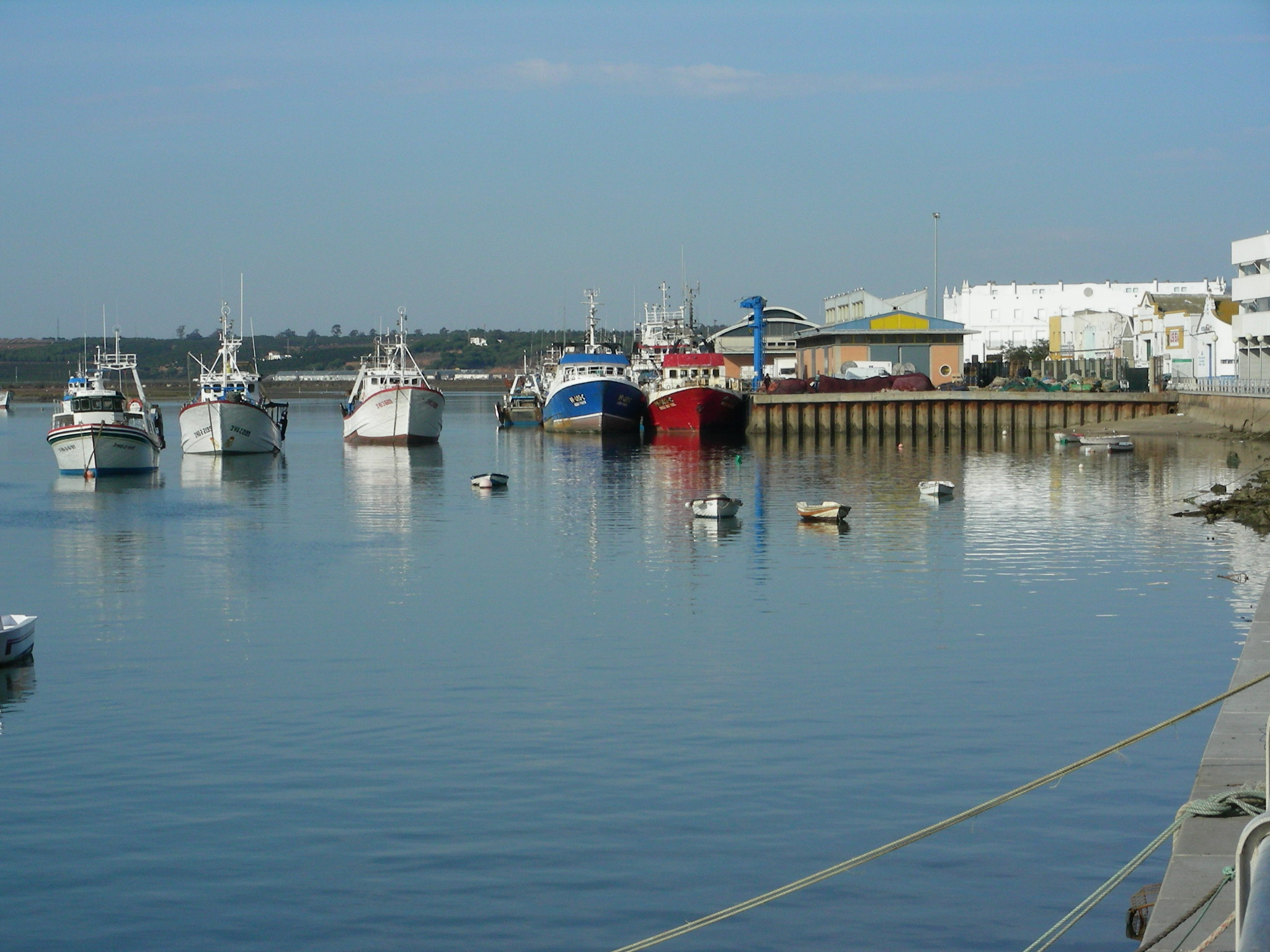
Muelle Martínez Catena y uno de los edificios de la Lonja en primer plano del muelle.

| Indicador                  | inactivo       | activo  |
| Paro masculino             | 724 (10%)      | 6.672   |
| Paro femenino              | 892 (12'5%)    | 6.284   |
| Catastro                   | rústicas       | urbanas |
| Fincas                     | 674            | 22.815  |
| Otros indicadores          | Valor          |         |
| Declaraciones IRPF         | 6.120          |         |
| Rentas del trabajo         | 65.633.151'0 € |         |
| Renta neta media declarada | 12.888'32 €    |         |

### Sector primario
Pesca

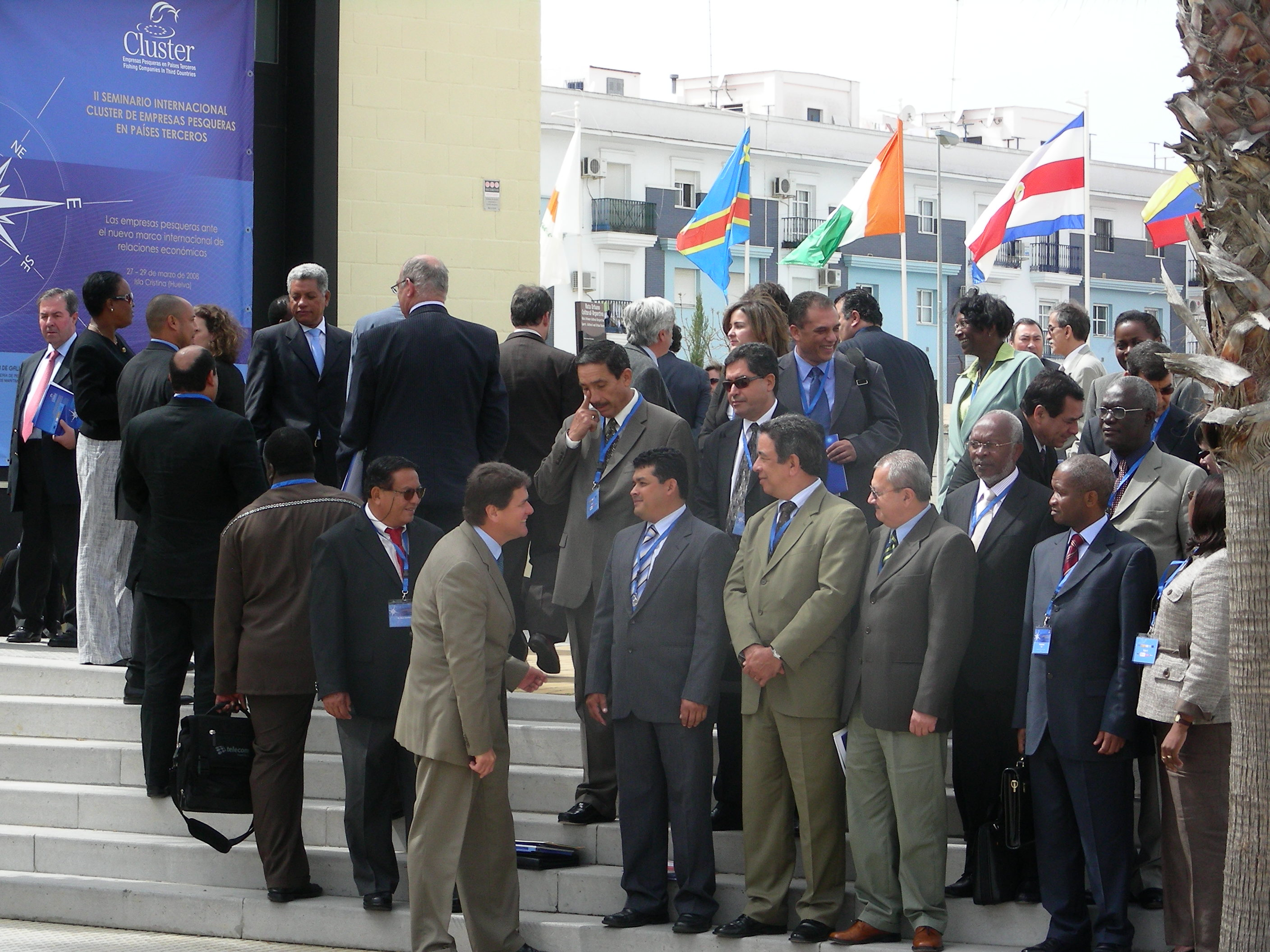
Celebración del Clúster de Pesca en el Centro Cultural Juan Bautista Rubio Zamorano.

La industria extractiva de la pesca, como sector primario, ha seguido moviendo la mayor parte de la vida económica isleña del siglo XX. Directamente proporciona empleo con más de 250 embarcaciones e indirectamente acoge un importante sector secundario o de transformación que engloba varios miles de puestos de trabajo. Su puerto industrial es el de mayor producción por tonelaje, de pesca en fresco de España y en los años 1960 fue el segundo puerto sardinero nacional. Ver las ampliaciones que ha tenido el puerto de Isla Cristina.
Las especies capturadas de mayor importancia histórica han sido la sardina y el atún aunque tras el cierre de las almadrabas de atún a finales de la década de 1980 y dado que la demanda de otras especies ha crecido, desde principios de 1990 el marisco se ha convertido en la principal entrada de capital. La demanda de productos de esta lonja hace aumentar el valor de sus capturas hasta ser la de más ventas de Andalucía, las cuales mensualmente suponen del orden de uno o dos millones de euros, aunque pueden oscilar desde los 600.000 hasta los 3.000.000 de euros, dependiendo de la temporada y la estación del año.
En febrero de 2009 se instalaron las primeras bateas de un total de 330 para la producción de mejillones que en dos años empezarán a producir hasta 2.000 toneladas del marisco.
Tras la desaparición de las almadrabas de atún en los años 1980, y de las restricciones impuestas en el marco de la Unión Europea a la pesca del atún rojo, la especie se está recuperando lo bastante como para esperar la reapertura de alguna almadraba a finales de la década de 2010 en Isla Cristina.
Agricultura
| Cultivos herbáceos                                      | Superficie total herbáceos                              | 266 ha                   |
| Cultivos herbáceos                                      | Principal cultivo herbáceo de regadío                   | Fresa y fresón           |
| Cultivos herbáceos                                      | Superficie cultivada de fresa y fresón                  | 216 ha                   |
| Cultivos herbáceos                                      | Principal cultivo herbáceo de secano                    | Cebada de media estación |
| Cultivos herbáceos                                      | Superficie cultivada de cebada                          | 3 ha                     |
| Cultivos leñosos                                        | Superficie total de leñosos                             | 1.451 ha                 |
| Cultivos leñosos                                        | Principal cultivo leñoso de regadío                     | Naranjo                  |
| Cultivos leñosos                                        | Superficie de naranjo de regadío                        | 824 ha                   |
| Cultivos leñosos                                        | Principal cultivo leñoso de secano                      | Melocotonero             |
| Cultivos leñosos                                        | Superficie de melocotonero de secano                    | 25 ha                    |
| Tractores registrados y otros vehículos de motor (2010) | Tractores registrados y otros vehículos de motor (2010) | 2.853                    |

Las plantaciones de fresas y fresones, en herbáceas, y naranjos, en leñosas, copan más del 60% del terreno agrícola del municipio que completan 1717 ha. Las plantaciones de higueras son también un sector a tener en cuenta aunque secundario por volumen de negocio así como por ser planta originaria de esta zona. Relacionadas con la agricultura existen cooperativas agrarias que dan valor añadido a la producción primaria de cítricos y fresas con exportaciones fundamentalmente a Italia y los principales mercados españoles.
Minería

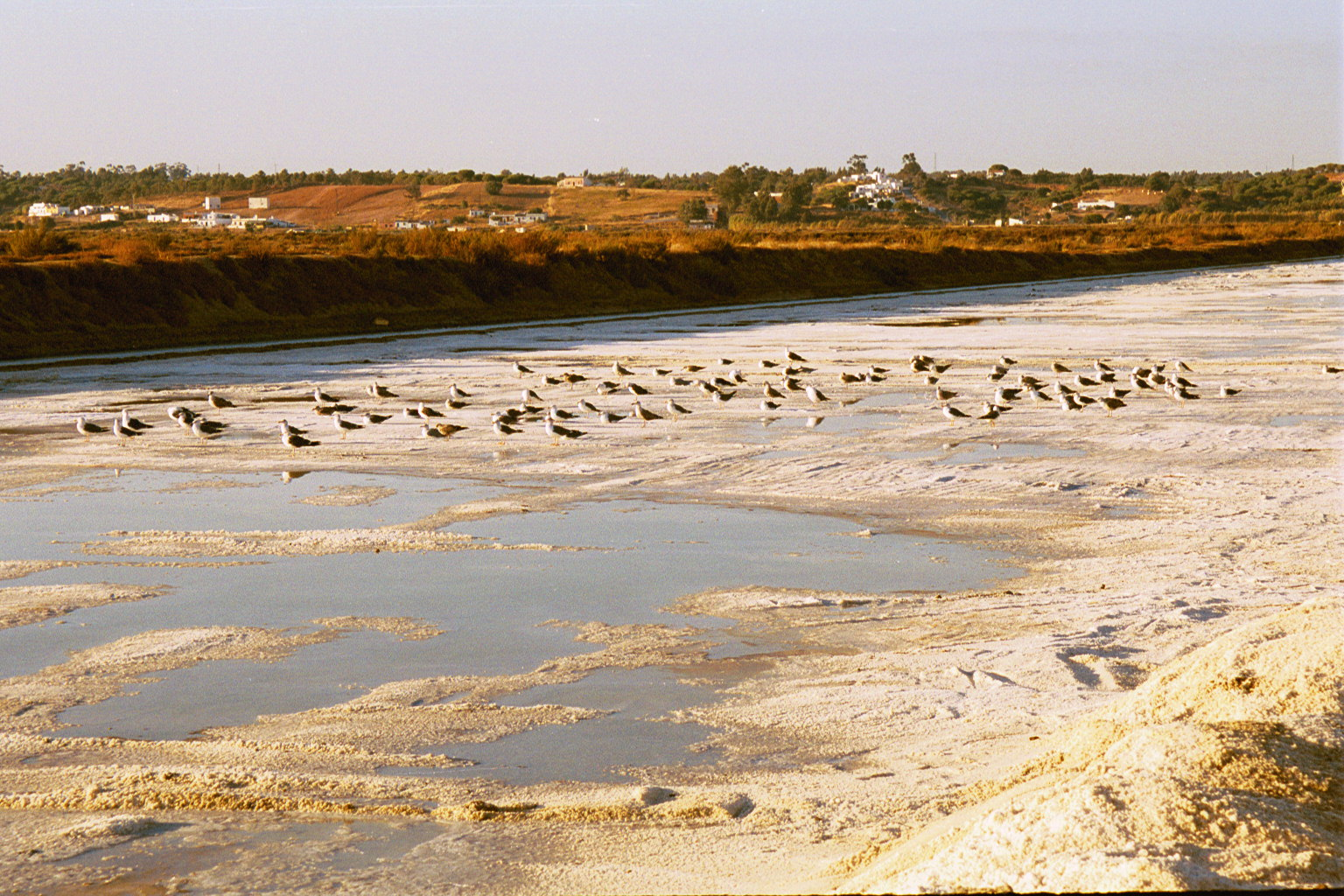
Gaviotas en una de las salinas de Vistahermosa.

La repercusión de la industria minero-extractiva es anecdótica en su contribución a la productividad isleña, aunque de gran importancia para la pesca debido a que es una industria extractiva de la sal. La empresa Salinas Vista Hermosa SA, explota las salinas de la zona norte del puerto y su facturación es modesta aunque exporta sal a varios países de Europa.

### Sector secundario
| Sector industrial             | Empresas |
| Energía y agua                | 1        |
| Extracción minería y químicas | 13       |
| Industria metalúrgica         | 30       |
| Industria manufacturera       | 38       |
| Total                         | 82       |

Industria conservera y salazonera
Existe un sector secundario bien desarrollado (industrias conserveras, astilleros y afines a la mar) en el que realizan su actividad empresas como USISA, con 23 millones anuales de facturación, la primera conservera provincial y segunda andaluza. Existen otras empresas de la industria de la conserva y salazón aunque de menor tamaño como Selectos del Mar, Ipesa o Pescatún y otras pequeñas empresas relacionadas con la electrónica naval e industria asociada a las pesquerías.
Astilleros
Referente a los astilleros de Isla Cristina, se tratan de los pocos astilleros de ribera que existen en España, tradicionales y de ahí su valor, ya que con motivo del quinto centenario del descubrimiento de América y para la reproducción de la carabela La Pinta, se eligieron estos por su tradición, botada el 8 de agosto de 1989 en presencia de su Alteza Real la infanta Cristina de Borbón. Otra carabela, La Niña, hubo de ser reparada aquí, debido a fallos en su construcción. Así mismo, se reprodujo en estos astilleros la nao Victoria, botada el 23 de noviembre de 1991 contra la recomendación del práctico del puerto por la altura de la marea, sin embargo la botadura se realizó contra toda lógica por exigencias de protocolo y acabó volcando por falta de calado. En cualquier caso, la nao Victoria quedó como paradigma de buena construcción y réplica fidedigna tras varias circunnavegaciones al globo, tal como lo hizo su gemela en 1522 como la primera nave en darle la vuelta al mundo. Finalmente se hicieron otras tres réplicas: nuevas copias de La Niña, La Pinta y la Santa María, para que permanecieran en el muelle de las Carabelas de Palos de la Frontera, aunque sin opciones de navegar al cegarse su salida y quedar como museos flotantes.
Zona industrial
El puerto y sus astilleros han sido tradicionalmente las áreas donde se localizaban las industrias de la ciudad, sin embargo con el paso del tiempo ha sido necesario ampliar la superficie destinada a ello, creando un polígono en la barriada Román Pérez, el polígono industrial Vista Hermosa. Actualmente el terreno del casco histórico se está recuperando para uso residencial.
Existen dos áreas industriales, una ya comentada en la barriada de Román Pérez y la otra entre la carretera Isla Cristina-La Antilla y la que une ésta con La Redondela. Hay planes de desarrollo de otra área industrial-empresarial en la zona de El Empalme (ver proyección de futuro).

### Sector terciario
Comercio
| Sector comercial                                                | Empresas |
| Oficinas bancarias: Bancos (2), cajas de ahorro (9) y otras (3) | 14       |
| Empresas comerciales mayoristas                                 | 89       |
| Empresas comerciales minoristas                                 | 543      |
| Establecimientos de bares y restauración                        | 201      |

Turismo

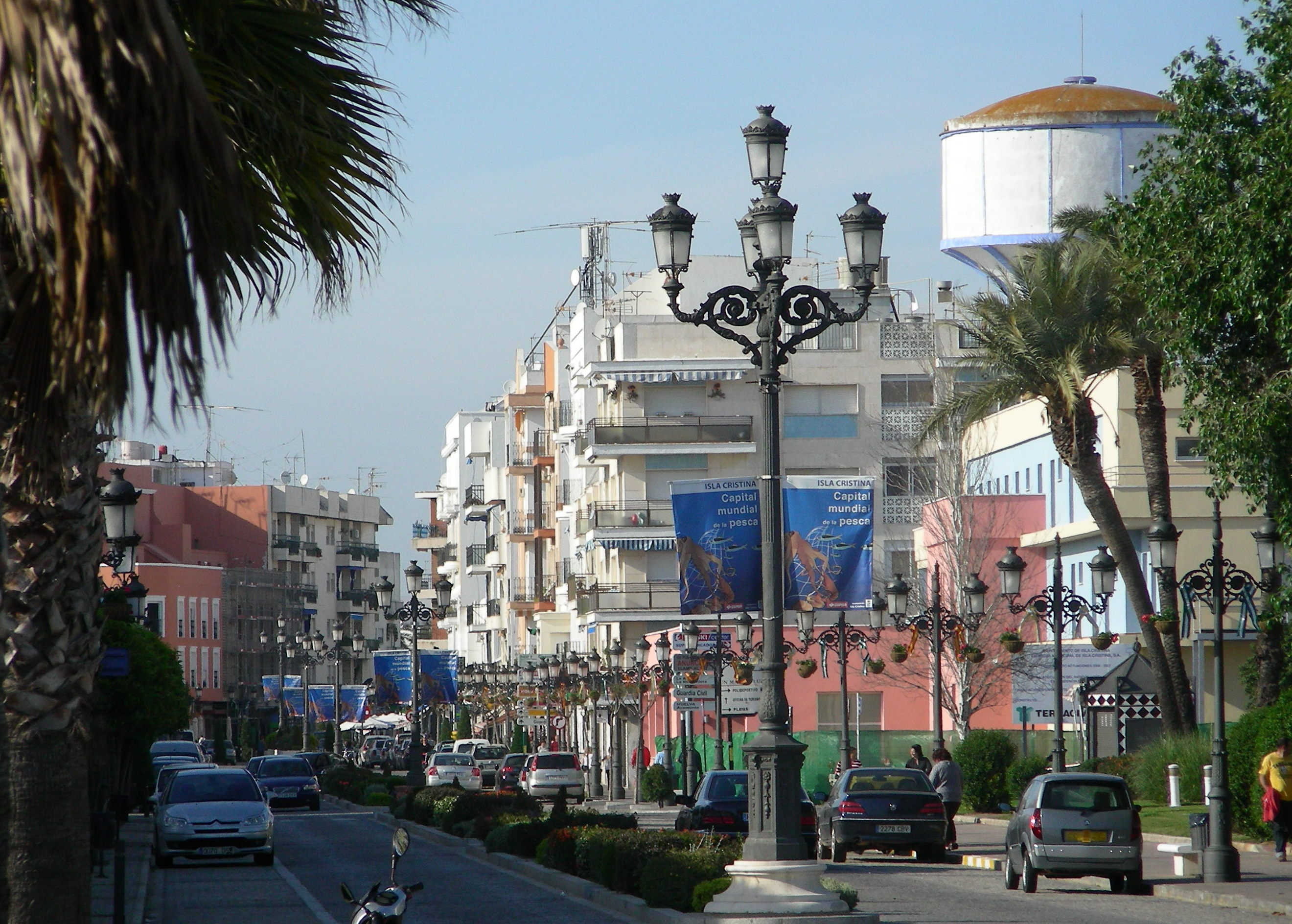
Gran Vía de Román Pérez, abierta hacia 1960, portando sus farolas el eslogan "Capital mundial de la pesca", con motivo del Cluster de Empresas. Ver Congresos.

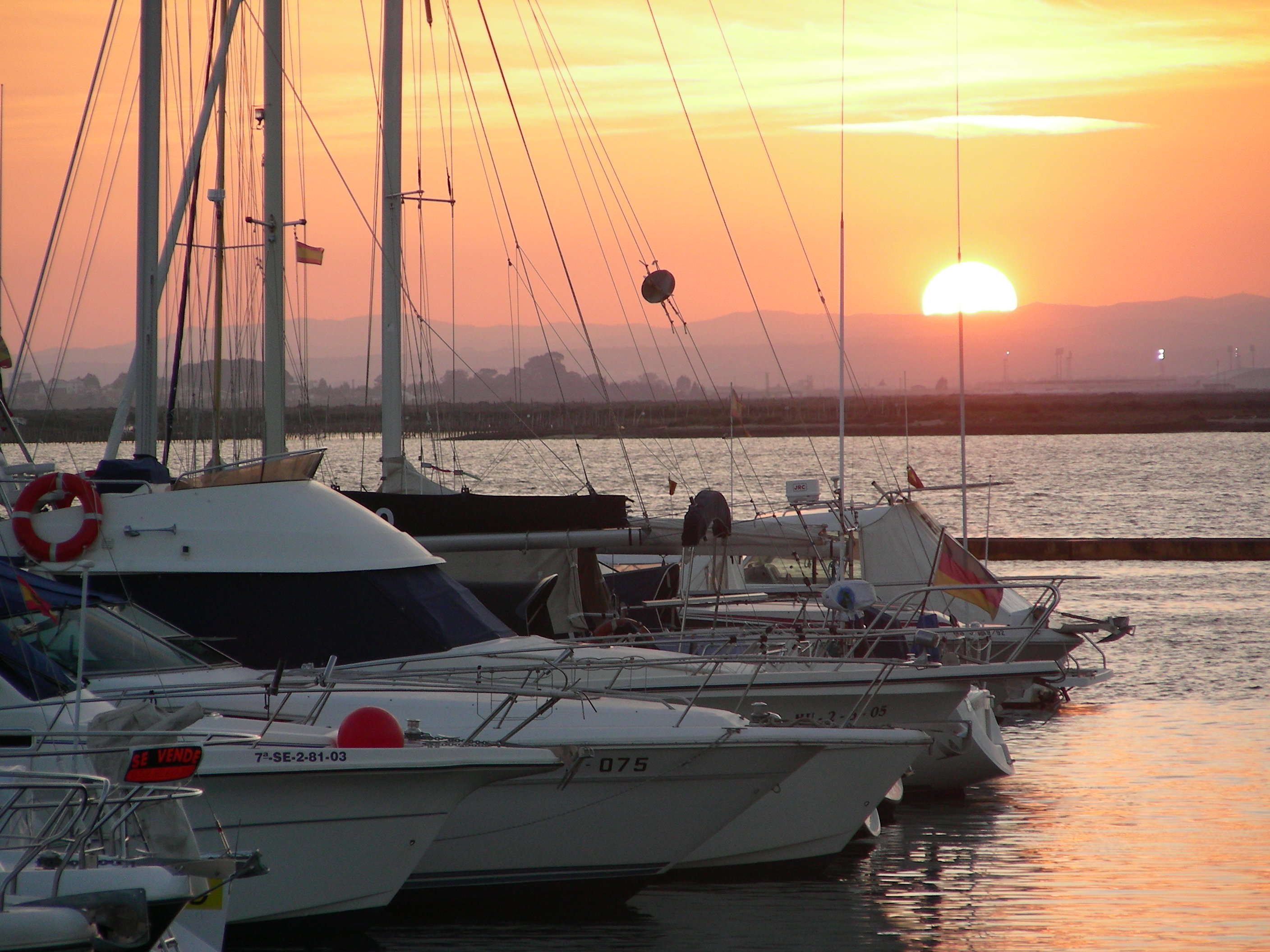
Puesta de sol en el puerto deportivo. Ver rutas de las puestas de sol.

Además de la pesca, el turismo es el otro gran nicho de empleo del municipio, siendo uno de los 24 municipios turísticos de Andalucía en 2020, al superar el número medio de pernoctaciones diarias (2.785 concretamente) en más de un 10% a su número de habitantes (para el cómputo, 22.440 en dicho año), con la presión turística que ello supone para la ciudad. Este sector ha sido explotado con cierto éxito desde el desarrollo de Islantilla (mediados de 1990). Gracias a los 10 km de costas dotadas de amplias playas de fina arena dorada (muy variables por otra parte en función de los temporales invernales), la pujanza del turismo está permitiendo al municipio una paulatina reconversión y diversificación económica. Como reclamo turístico de calidad, las playas suelen contar cada año con varias asignaciones de banderas azules. La relación de playas que existen en el municipio, comenzando en el oeste junto al dique de levante y acabando en el este son las playas del Cantil, de la Gola, de la Gaviota (bandera azul 2010), de la Punta del Caimán (bandera azul 2010), de Santana, Central (bandera azul 2010), de la Casita Azul, del Hoyo, de La Redondela, de Urbasur y la playa de Islantilla (bandera azul 2010)
Se puede practicar la pesca deportiva tanto en la ría Carreras, como en sus playas y en mar abierto (adviértase que existen restricciones por temporada y permanentes de especies protegidas, BOE y la prohibición de mariscar sin licencia).
Para impulsar el incipiente turismo de la ciudad, tras el éxito de Islantilla, Isla Cristina fue elegida experimentalmente para el programa "Municipio de dinamización turística" con fondos europeos en su primer año de funcionamiento. Otra de las iniciativas fue la de poner en valor el paisaje creando la Ruta de las puestas de sol. Las puestas de sol de la localidad acaban entre el mar y la tierra y son de gran belleza por las tonalidades rojizas junto al mar azul y han servido de inspiración a varios poetas, existiendo a lo largo de la ruta de las puestas de sol citas de célebres poetas tan conocidos como Rafael Alberti, Gerardo Diego, Juan Ramón Jiménez o Luis Cernuda.
| Establecimientos             | Número | capacidad (2008) |
| Hoteles de 4 y 5 estrellas   | 4      | 3.121            |
| Hoteles de 1 y 2 estrellas   | 4      | 191              |
| Camping                      | 3      | 4.100            |
| Apartamentos y apartahoteles | 3      | 396              |
| Total plazas                 | -      | 7.808            |
| Restaurantes                 | 46     |                  |

Dejando a un lado el turismo relacionado con la actividad tradicional de sol y playa, el visitante puede disfrutar de campos de golf (27 hoyos, en Islantilla), espectáculos (Centro Cultural Polivalente "Juan Bautista Rubio Zamorano" y Teatro "Horacio Noguera"), deportes náuticos (puerto deportivo, alquiler de embarcaciones en las playas Central y de Islantilla), paisajismo y naturaleza como observación de aves (marismas de Isla Cristina) y actividades deportivas que anualmente organiza el ayuntamiento tanto relacionadas con el mar como en sus instalaciones deportivas en tierra (piscina cubierta, pistas de atletismo, tenis, pádel y pabellones cubiertos (ver sección de deportes). Actualmente se contempla la adecuación de una parte de la fachada a la ría del casco urbano para creación de nuevos pantalanes de atraque de embarcaciones deportivas, ampliándose así los puntos de amarre con los que cuenta el puerto, muy demandado y con largas listas de espera de hasta 6 años (datos de 2008 para embarcaciones de 6 metros de eslora).
El municipio cuenta con varios hoteles de 4 y 5 estrellas, siendo la primera localidad de la provincia en inaugurar uno de 5 estrellas.
Cabe señalar el importante flujo de población que acoge en la temporada estival la ciudad, alcanzando cifras de población superiores a los 60.000 residentes.

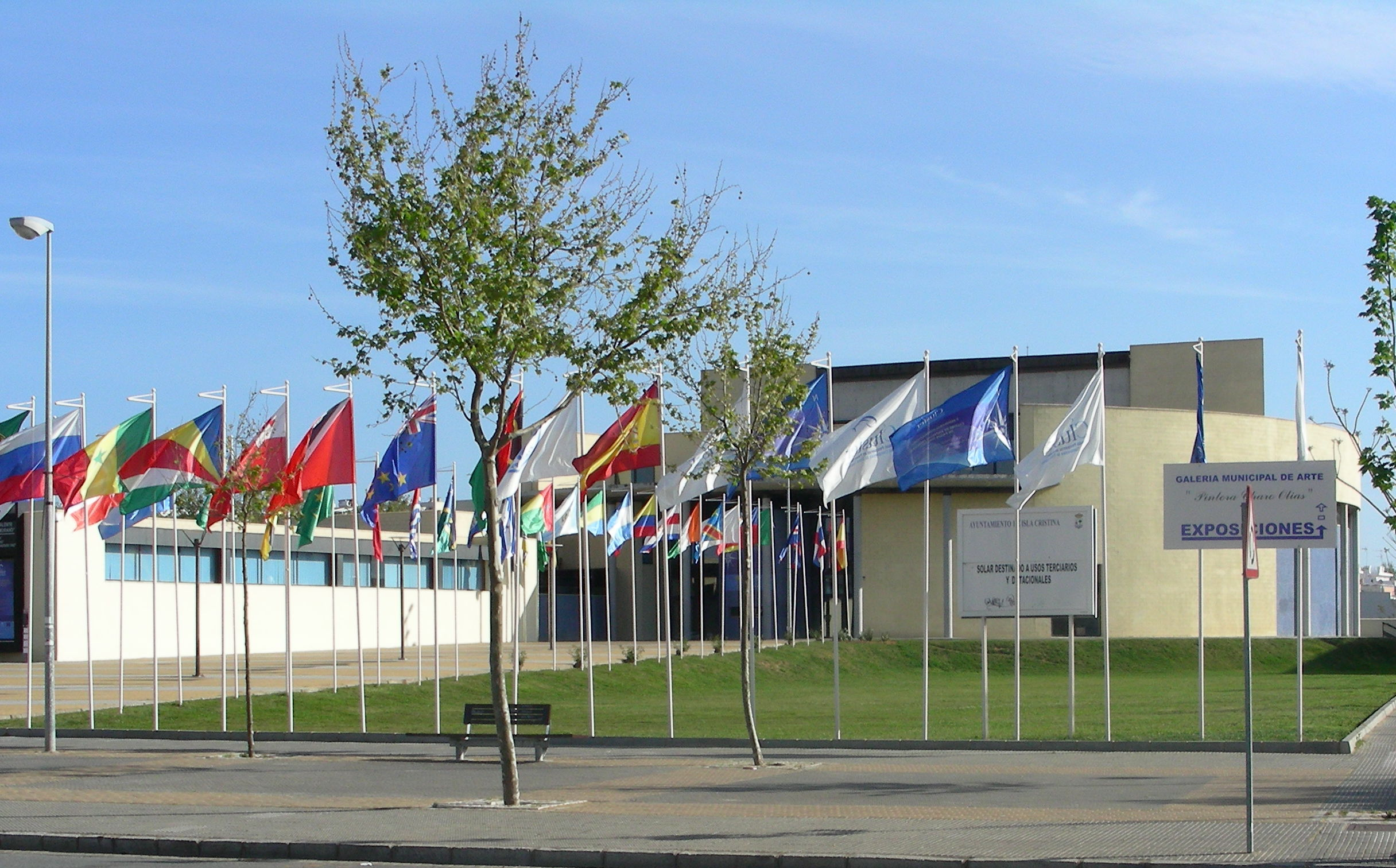
Centro Cultural Juan Bautista Rubio Zamorano.

#### Congresos
El palacio de congresos de Islantilla, con 1.104 plazas asistentes sentadas, tiene una media de 50 actos anuales (media de 2007). En la ciudad de Isla Cristina, el Centro Cultural Juan Bautista Rubio Zamorano es usado esporádicamente también como lugar de celebración de algunos acontecimientos de importancia, como la segunda edición del Clúster de Empresas Pesqueras en Países Terceros en marzo de 2008. Su capacidad máxima es de 774 butacas.

### Evolución de la deuda viva municipal
El concepto de deuda viva contempla sólo las deudas con cajas y bancos relativas a créditos financieros, valores de renta fija y préstamos o créditos transferidos a terceros, excluyéndose, por tanto, la deuda comercial.
| Gráfica de evolución de la deuda viva del Ayuntamiento de Isla Cristina entre 2008 y 2024                |
| |
| Deuda viva del Ayuntamiento de Isla Cristina, en miles de euros, según datos del Ministerio de Hacienda. |

## Servicios públicos

### Agua potable
El primer pozo de agua potable del que se surtían los habitantes de Isla Cristina fue el pozo de la higuera que le dio nombre al pueblo hasta bien entrado el siglo XIX. Situado en las inmediaciones del paseo de las Palmeras, también llamada avenida de Ángel Pérez, era uno de los principales puntos de abastecimiento. Existían muchos otros en los alrededores, aunque este mantenía una salinidad baja por encontrarse en una zona más central de la antigua isla. Posteriormente fue necesario traer el agua de acuíferos en la zona norte de Pozo del Camino hasta la externalización de los servicios de saneamiento a principios de 1990 a la mancomunidad Giahsa (Gestión Integral del Agua de Huelva S.A.), cuando el desarrollo de barrios obligó a realizar ampliaciones por la demanda y abandonándose el acuífero de Pozo del Camino para la ganadería. Actualmente el suministro se obtiene de la estación de tratamiento de agua potable de Lepe, que suministra unos 344 litros por habitante a toda la Costa Occidental, previéndose un consumo en 2009 superior en un 10 % al del año anterior.

### Saneamiento
Giahsa gestiona tres depuradoras, una de ellas en Isla Cristina, en la zona del pinar cercana al Campamento junto a la ría Carreras a unos 3 km del casco urbano, que cumple con las necesidades de la ciudad excepto en algunos momentos de máxima demanda en la época estival, cuando su población se triplica, ya que su capacidad de tratamiento es de una población de unos 27.000 habitantes, siendo necesaria la entrada de la depuradora de La Antilla para completar la depuración.
Durante los años 2008 y 2009 se llevaron a cabo obras para la mejora del alcantarillado y evacuación de aguas ante las inundaciones debidas a tormentas (las del invierno de 1995 fueron especialmente graves), se ampliaron los drenajes y se construyeron bombas de achique en la zona de la playa Central.

### Red eléctrica
En torno al año 1905, la empresa Isleña de Electricidad construyó la primera fábrica de electricidad que daba suministro a Isla Cristina. Funcionaba quemando guano. La red era incompleta, no constante y dependía del guano disponible, aunque dada la ingente actividad conservera no era frecuente su escasez. En los años 1920 la empresa fue adquirida por la Compañía Sevillana de Electricidad en un proceso regional de acreción empresarial. Durante años el suministro fue precario por sus frecuentes cortes aunque con el tiempo se hizo más estable.
La conexión a la red eléctrica española se realiza desde el norte, con una subestación situada en la barriada de Román Pérez y varios transformadores situados en los ensanches. El tendido eléctrico está algo obsoleto, produciéndose hasta el invierno de 2008 apagones poco frecuentes, fundamentalmente por las tormentas. Esto obliga a invertir en la red cada cierto tiempo, si bien las últimas mejoras realizadas dan a entender que podrán resistir mejor que las anteriores, ya que amplía la red a 6.000 clientes más, permitiendo derivar mejor la demanda. El consumo total de energía eléctrica en 2007, fue de 94.424 kWh. de los que 39.638 kWh. correspondieron al consumo residencial de los hogares.
A principios de 2008, Iberdrola realizó la presentación ante el Ministerio de Industria de la solicitud para instalar en la costa española seis parques eólicos marinos, uno de los cuales iría frente a las costas de Isla Cristina. Así, existen trámites para la construcción de un parque eólico, aunque aún no está aprobado de forma definitiva.

### Residuos sólidos urbanos
La gestión se ha transferido a la mancomunidad Giahsa (Aguas de Huelva, S.A.), quien se encarga de su tratamiento en plantas de reciclaje. La flota nocturna de camiones de recogida se componía en 2005 de 6 vehículos, que daban servicio a las poblaciones de Isla Cristina, Islantilla, La Antilla y Lepe. Dicha flota recogió 88 Tm diarias de media durante los meses de verano. Existen puntos de recogida selectiva de papel/cartón, vidrio y plástico/envases en la gran mayoría de avenidas y calles principales, así como de residuos genéricos. Se prevé la implantación de un punto limpio en la superficie que ocupa viviendas sociales de uso temporal en la barriada de Román Pérez.
La planta de gestión de residuos sólidos urbanos situada en Isla Cristina cuenta con capacidad de reciclado para 63.168 habitantes y con un control anual de 36 millones de toneladas generados por la comarca, era una de las tres plantas principales de la provincia en el año 1998 y la segunda en tamaño.

## Bienestar social

### Cultura y educación

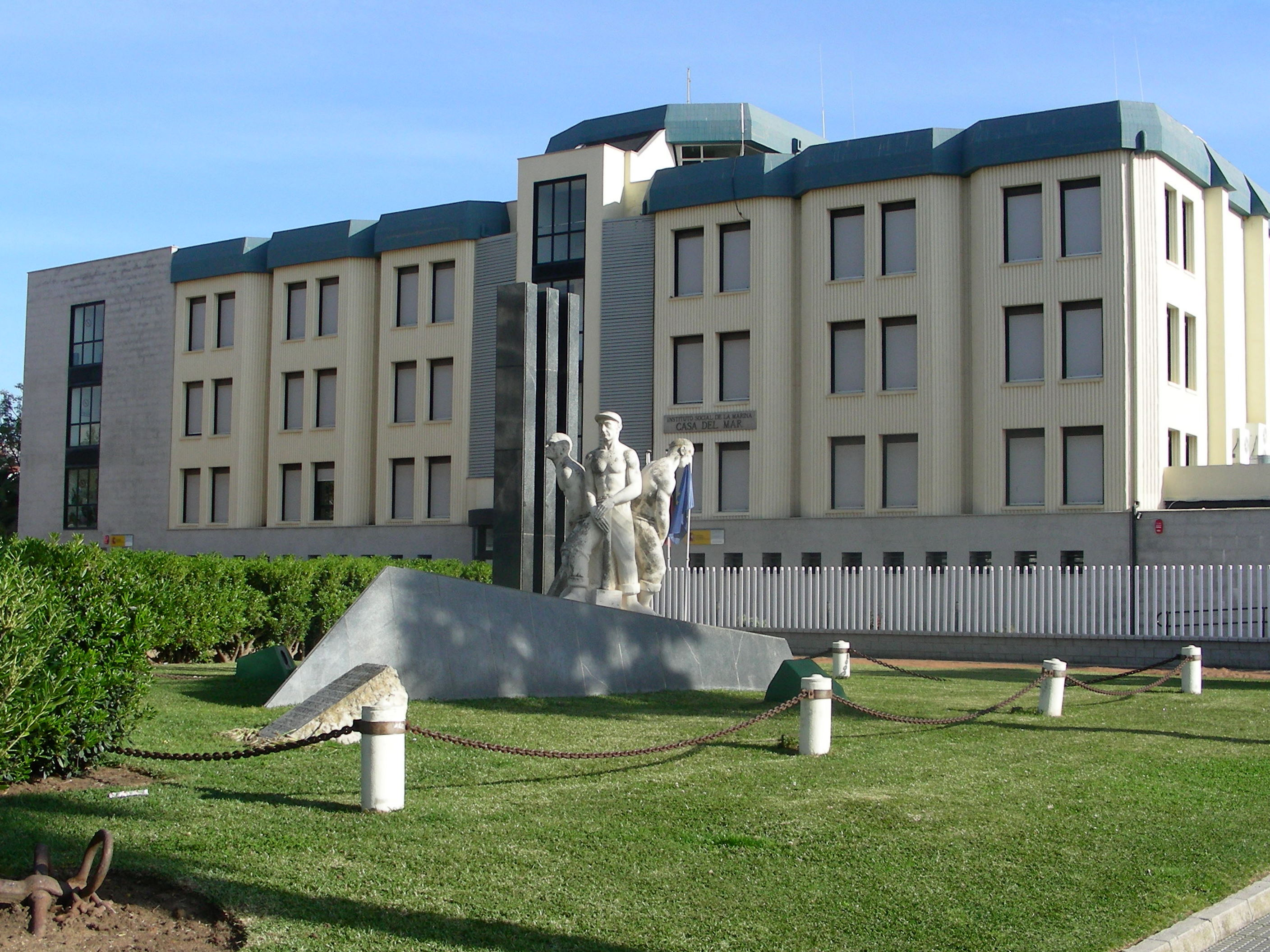
Instituto Social de la Marina.

A nivel educativo, Isla Cristina cuenta con dos institutos de secundaria y bachillerato y seis centros de enseñanza primaria y educación infantil y otros dos situados en La Redondela y en Pozo del Camino. Posee dos centros culturales, uno polivalente, llamado Juan Bautista Rubio Zamorano, donde se incluyen instalaciones como el teatro, aula para mayores, galerías de exposiciones y las oficinas de cultura, en total son 2.615 m², con capacidad para 572 espectadores en su volumen principal y hasta 800 en su totalidad. Desde noviembre de 2009 existe otro centro cultural, el Rafael López Ortega, con los talleres de teatro, auditorio para ensayos música y salas de baile tanto clásico como flamenco. Otras instalaciones educativas son el Centro de Supervivencia en el Mar de nivel II de Andalucía; varios módulos de FP y FPII en varias instalaciones incluyendo al antiguo matadero reconvertido en centro educativo. Durante la constitución de la Universidad de Huelva, se planteó la posibilidad de situar en Isla Cristina la facultad de Ciencias del Mar, titulación aún no impartida por esta universidad y con posibilidades de instalarse en este municipio debido a la explotación de recursos marítimos ligada a la localidad y a la llegada del centro de innovación pesquera CIT-Garum.
Red de centros educativos de la ciudad
| Tipo de centro                                  | Nombre                                                       | Ubicación       |
| ----------------------------------------------- | ------------------------------------------------------------ | --------------- |
| CEIP (Centros de educación infantil y primaria) | El Molino                                                    | Isla Cristina   |
| CEIP (Centros de educación infantil y primaria) | La Gaviota                                                   | Isla Cristina   |
| CEIP (Centros de educación infantil y primaria) | Platero                                                      | Isla Cristina   |
| CEIP (Centros de educación infantil y primaria) | La Higuerita                                                 | Pozo del Camino |
| Colegios de educación primaria y secundaria     | CP Ntra. Sra. de los Ángeles - Ángel Pérez                   | Isla Cristina   |
| Colegios de educación primaria y secundaria     | CP Reina Mª Cristina                                         | Isla Cristina   |
| Colegios de educación primaria y secundaria     | CP El Molino                                                 | Isla Cristina   |
| Colegios de educación primaria y secundaria     | CP Nuestra Sra. del Carmen                                   | Isla Cristina   |
| Colegios de educación primaria y secundaria     | CP Sebastián Urbano Vázquez                                  | Isla Cristina   |
| Colegios de educación primaria y secundaria     | CP Pedro de Lope                                             | La Redondela    |
| Institutos de secundaria y bachiller            | IES Padre Miravent                                           | Isla Cristina   |
| Institutos de secundaria y bachiller            | IES Galeón                                                   | Isla Cristina   |
| Otros centros de educación superior             | Centro de Formación Ocupacional Matadero (antiguo matadero)  | Isla Cristina   |
| Otros centros de educación superior             | Centro Nacional de Formación Marítima de Isla Cristina (ISM) | Isla Cristina   |
| Otros centros educativos                        | Centro de Educación de Adultos Juan Bautista Rubio Zamorano  | Isla Cristina   |
| Otros centros educativos                        | Centro Cultural para las artes escénicas Rafael López Ortega | Isla Cristina   |
| Otros centros educativos                        | Conservatorio de Música Vicente Sanchis Sanz                 | Isla Cristina   |
| Otros centros educativos                        | Universidad de Huelva-Centro Concertado Asociado El Matadero | Isla Cristina   |

Además existe una biblioteca municipal (ver Casa de Román Pérez para más detalle y Román Pérez para conocer el origen de las bibliotecas isleñas), inaugurada el 9 de octubre de 2009 sustituyendo a la anterior, con más de 20.000 libros y 2.000 soportes digitales, y una residencia de estudiantes del instituto de estudios náutico-pesqueros dependiente del Centro Nacional de Formación Marítima.

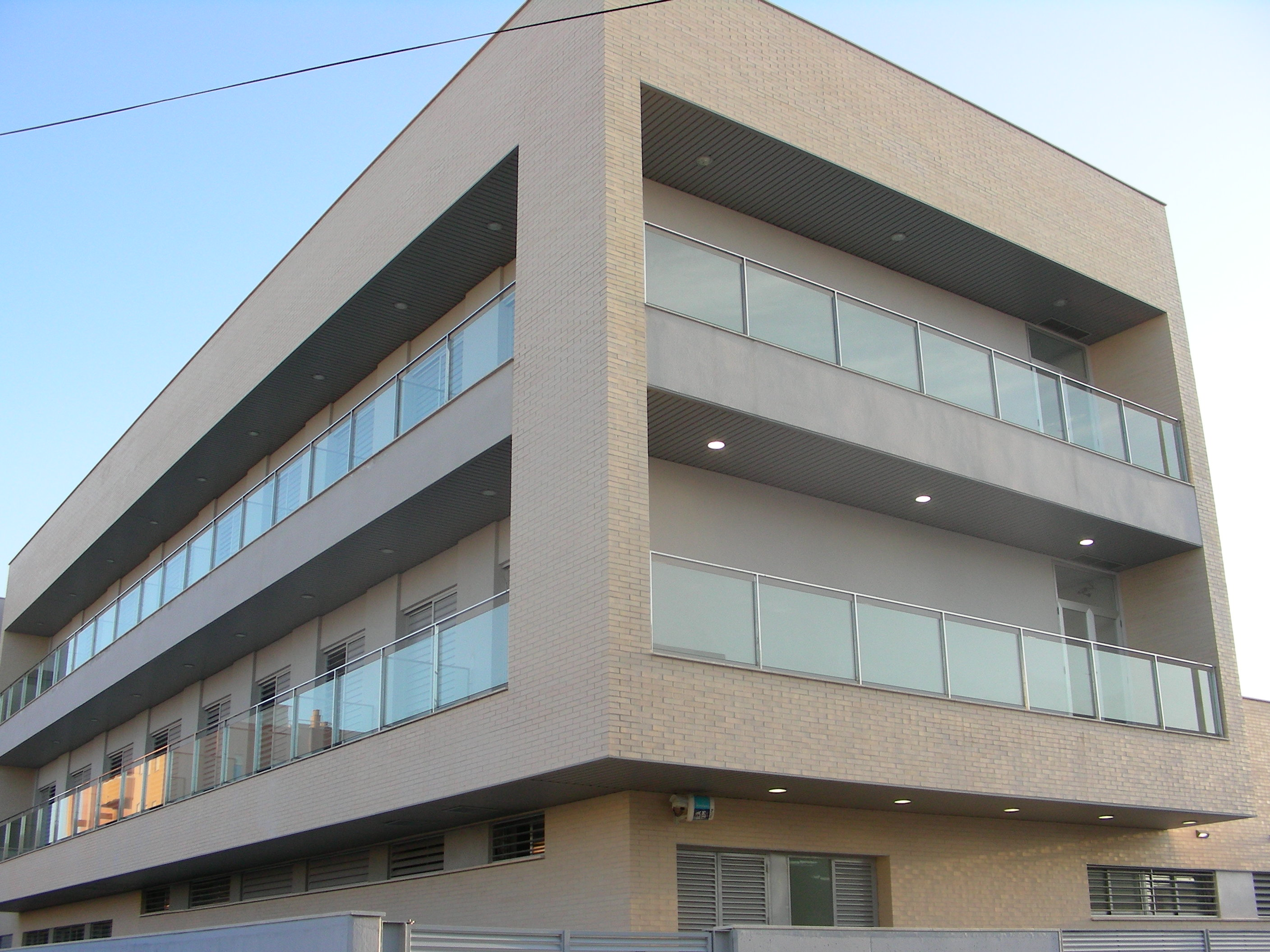
Residencia de estudiantes del Centro Nacional de Formación Marítima.

### Sanidad
Isla Cristina se encuadra en el distrito sanitario de la Costa Occidental de Huelva, con área compartida con Lepe. Posee un centro de salud y se encuentra en construcción el hospital de alta resolución de la Costa, situado junto a la autopista A-49, a unos 7 km del casco urbano de la ciudad, con 13.421 m² que dará servicio a toda la Costa Occidental.
Además, existe la clínica privada de Fremap y varias consultas médicas privadas.

### Servicios sociales
En el año 2007 fueron transferidas las competencias en materia de Servicios Sociales Comunitarios al ayuntamiento de Isla Cristina. Los servicios sociales que se ofrecen en la localidad incluyen actividades dirigidas al conjunto de la población en general como cursos de formación, jornadas, seminarios, actividades de ocio y tiempo libre, talleres, etc donde queda garantizada la participación de los sectores de población que presentan mayor dificultad social: Mujeres, Personas Mayores, Menores, Minusválidos, Inmigrantes, ... Se integran ayudas del ámbito local y provincial, de la comunidad autónoma y de entidades privadas benéficas, tales como Cáritas (junto a la iglesia de los Dolores), Cruz Roja y otras.
Los servicios sociales, pertenecientes a la delegación de Asuntos Sociales del ayuntamiento tienen transferidas las competencias para atender las necesidades más cercanas de la población local en las áreas de infancia y adolescencia, tercera edad, discapacitados, familia, personas dependientes, drogodependientes e inmigrantes. Están divididos en las secciones "Servicios de información y programas de intervención social", "Centro de información de la mujer", "Programa de voluntariado social", "Programa municipal de prevención Isla Cristina ante las drogas", "Prestaciones sociales", "Servicio de ayuda a domicilio", "Servicio de atención y estimulación al discapacitado" y "Oficina de atención al temporero y acogida al inmigrante".

### Equipamiento de zonas verdes

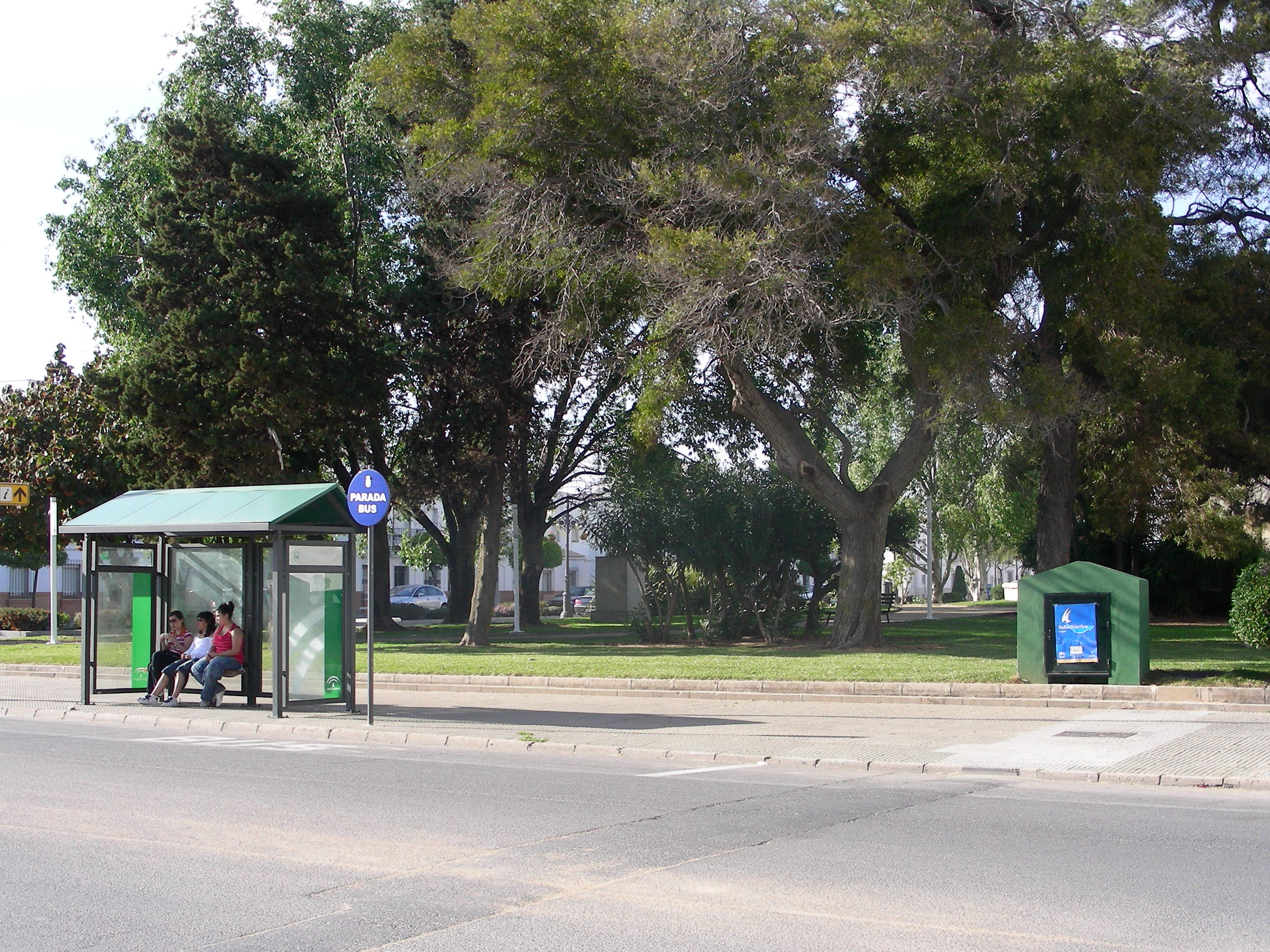
Parada de bus urbano junto a los jardines de Andalucía, en el ayuntamiento.

Las zonas verdes más importantes fueron urbanizadas en los años 1990. Anteriormente la ciudad contaba únicamente con las zonas verdes de sus avenidas arboladas que, aunque sumaran varios kilómetros lineales de jardineras y arbolado, eran claramente insuficientes como zonas verdes. El PGOU de 1987 remedió la carencia añadiendo unos 60.000 m² de superficie ajardinada en el núcleo principal, planteando el de 2007 nuevos espacios verdes y consolidando o ampliando los actuales.
- Parque Mataró. Fue el primer parque de Isla Cristina, desarrollado en el interior de una urbanización de pisos de protección oficial, se construyó a finales de la década de 1960.
- Jardines de Andalucía. Son los jardines que rodean al ayuntamiento. Datan de finales de 1970 y existe una fuente mecánica en su parte central.
- Parque Central. El mayor parque de la ciudad, posee unos 45.000 m² de superficie. Incluye un pequeño recinto permanente de actividades recreativas de feria, varios campos de petanca, un anfiteatro al aire libre con capacidad para 1200 personas y zona de juegos para monopatín, además de las zonas verdes y un área central con galería perimetral que rodea el recinto ferial, usado para la celebración de las fiestas del Carmen, entre otros actos.[96]
- Plaza de las Marismas. En la ronda Norte, es una plaza arbolada y con césped, con una zona enlosada central donde se puede pasear. Tiene unos 4.800 m² de superficie.
- Parque Litoral. Es un parque natural de pinos, de 1300 metros de largo, entre el paseo litoral y la avenida de los Marineros.
- Parque del Cantil. En el barrio del Cantil, de forma triangular y limitado por las calles Ancla y Barco. Es una zona de paseo con césped y árboles. Tiene dos lados de 100 metros de largo separados por 60 metros en su punto más ancho.

## Transportes y comunicaciones

### Infraestructuras viarias
La ciudad está comunicada por el norte mediante la carretera de El Empalme, A-5150, con la carretera nacional N-431, que une al oeste con Ayamonte y al este con Lepe, Cartaya, Gibraleón y Huelva. La N-446, actualmente en construcción y que de momento sólo une la N-431 con la salida 122 de la A-49 (se construye su continuidad hasta Isla Cristina), permite llegar a la autopista en cuya incorporación hacia el este comunica con Lepe, Huelva y Sevilla y hacia el oeste comunica con el Algarve hasta Sagres. Por la costa y hacia el este existe la carretera que comunica con La Antilla, A-5054.
| Identificador | Denominación                    | Origen - Destino                      | Longitud (km)                     |
| ------------- | ------------------------------- | ------------------------------------- | --------------------------------- |
| E-01 A-49     | Autopista del Quinto Centenario | Sevilla - Frontera portuguesa         | 132                               |
| N-431         | Carretera nacional N-431        | Huelva - Ayamonte                     | 44                                |
| N-445         | Carretera nacional N-445        | A-49 A-5054 (Islantilla + La Antilla) | 8                                 |
| N-446         | Carretera nacional N-446        | A-49 - Isla Cristina                  | 7 (2 km construidos hasta N-431 ) |
| A-5150        | Isla Cristina - El Empalme      | Isla Cristina - N-431 (El Empalme)    | 5                                 |
| A-5054        | Isla Cristina - La Antilla      | Isla Cristina - La Antilla            | 10                                |
| HU-3300       | La Redondela a Pozo del Camino  | HU-3400 - A-5054                      | 5,50                              |
| HU-3400       | N-431 a La Redondela            | N-431 - A-5150                        | 4,34                              |

Distancias por carretera
La siguiente tabla muestra las distancias aproximadas entre el centro de Isla Cristina y varias localidades, con las que se relacionan la mayoría de viajeros que recalan en la ciudad.
| Ciudades españolas | Distancia (km) | Ciudades portuguesas      | Distancia (km) | Otras localidades                 | Distancia (km) |
| ------------------ | -------------- | ------------------------- | -------------- | --------------------------------- | -------------- |
| Ayamonte           | 12             | Villarreal de San Antonio | 20             | La Redondela                      | 5              |
| Lepe               | 16             | Tavira                    | 53             | Lugares Colombinos                | 52             |
| Huelva             | 44             | Faro                      | 80             | Niebla                            | 74             |
| Sevilla            | 133            | Portimão                  | 129            | Parque nacional de Doñana         | 86             |
| Badajoz            | 265            | Sagres (Cabo San Vicente) | 183            | Riotinto                          | 116            |
| Madrid             | 635            | Lisboa                    | 333            | Gruta de las Maravillas (Aracena) | 137            |
| Barcelona          | 1.128          | Oporto                    | 605            | Itálica                           | 138            |

### Transporte rodado
Se describirán las líneas públicas de autobuses existentes a la vez que se hace un estudio somero del párque móvil del municipio.
Parque de vehículos de motor
El número de turismos matriculados en el municipio en 2020 era de 8.781, lo que arroja unos 412 automóviles por cada 1000 habitantes, cifra similar a la media provincial situada en 424 automóviles. Por otra parte se registra un elevado parque de camiones y furgonetas, como consecuencia de la cantidad desembarcada de mercancías en el puerto y su necesidad de transporte.
| Tipo de vehículo      | Cantidad      |
| Automóviles           | 8.781 (2020)  |
| Camiones y furgonetas | 1641 (2008)   |
| Otros vehículos       | 3554 (2008)   |
| Total                 | 13 045 (2013) |

Transporte interurbano de viajeros

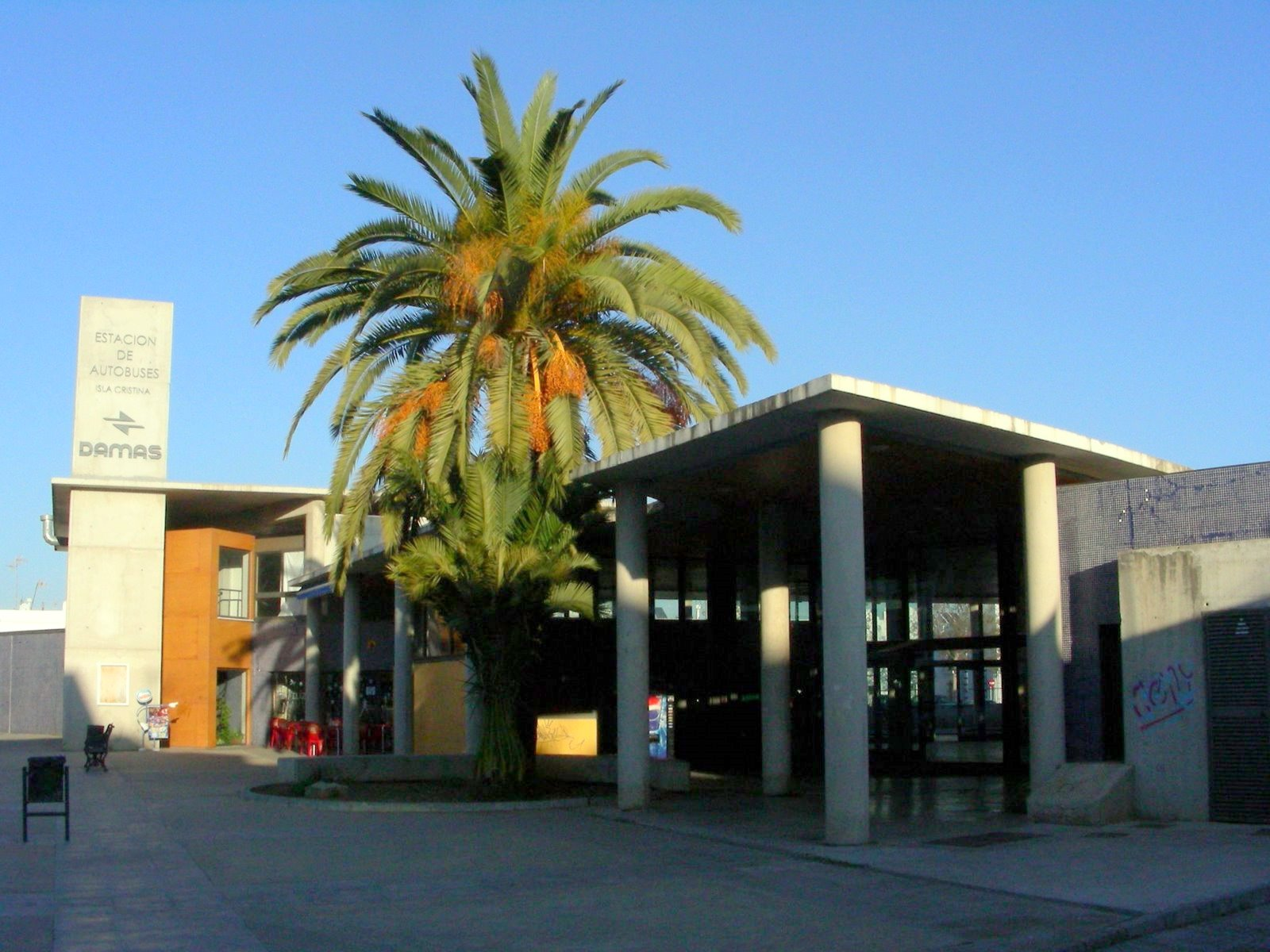
Estación de autobuses de Isla Cristina

Isla Cristina cuenta con líneas directas de autobuses desde/hasta Madrid, Barcelona, Sevilla, Huelva y Ayamonte entre otros destinos intermedios. Excepto la línea de conexión con Madrid, los servicios se prestan desde la estación de autobuses. Las empresas del servicio regular de viajeros que operan en Isla Cristina son los autobuses del Grupo Damas, empresa concesionaria para las provincias de Huelva, Sevilla y Badajoz, Socibús, filial del grupo Damas que opera la línea Ayamonte-Madrid (concesionaria de la ruta VAC-148) y Autobuses del Suroeste, del Grupo Avanza, (de la VAC-155) con servicio desde Andalucía y Extremadura, para con Madrid, Aragón y Cataluña (ver cuadro adjunto para más detalle).
| Transporte público por carretera | Transporte público por carretera | Transporte público por carretera             | Transporte público por carretera | Transporte público por carretera | Transporte público por carretera | Transporte público por carretera |
| Tipo                             | Empresa                          | Línea                                        | Origen/destino o parada          | Origen/destino o parada          | Origen/destino o parada          | Origen/destino o parada          |
|                                  |                                  |                                              | Isla Cristina                    | La Redondela                     | Pozo del Camino                  | Urbasur-Islantilla               |
| -------------------------------- | -------------------------------- | -------------------------------------------- | -------------------------------- | -------------------------------- | -------------------------------- | -------------------------------- |
| Largo recorrido                  | Socibus                          | Ayamonte-Madrid                              | si                               | -                                | si                               | si                               |
| Largo recorrido                  | Suroeste                         | Ayamonte-Barcelona-Santa Coloma de Gramanet  | si                               | -                                | -                                | -                                |
| Regional                         | DAMAS                            | Isla Cristina-Ayamonte                       | si                               | -                                | si                               | -                                |
| Regional                         | DAMAS                            | Torre de la Higuera-Isla Canela              | si                               | si                               | -                                | si                               |
| Regional                         | DAMAS                            | Isla Cristina-Huelva (por Corrales)          | si                               | -                                | si                               | -                                |
| Regional                         | DAMAS                            | Isla Cristina-Huelva (por playas de Cartaya) | si                               | si                               | -                                | -                                |
| Regional                         | DAMAS                            | Isla Cristina-Sevilla                        | si                               | -                                | si                               | si                               |
| Fuente: BOJA, 1999               |                                  |                                              |                                  |                                  |                                  |                                  |

Transporte urbano
Existe un servicio urbano de autobuses que comprende dos líneas, prestando una línea servicio a Isla Cristina, Islantilla, Pozo del Camino y La Redondela y otra línea únicamente al núcleo principal.

### Transporte marítimo
Existe un servicio de trasbordador entre Punta del Moral y la ciudad de Isla Cristina que une ambos puertos deportivos en unos 10 minutos. El servicio tiene una frecuencia diaria de una hora aproximadamente. Este servicio se viene prestando desde el año 2008 y la cifra de pasajeros está en torno a los 150 viajeros mensuales en los meses de menos demanda.

### Transporte ferroviario y aéreo
- Desmantelada la línea de ferrocarril Gibraleón-Ayamonte en 1987 que daba servicio en el municipio a Isla Cristina, Pozo del Camino y La Redondela, las estaciones más cercanas son la de Adif en Huelva y la de CP en Villa Real de Santo Antonio.
- Los aeropuertos más cercanos se localizan en Faro, a unos 85 km y en Sevilla, a unos 135 km.

## Urbanismo
(Véase también Edificios de interés histórico)
Tras el último desarrollo urbanístico y gracias a un turismo tardío, Isla Cristina posee una estructura urbana bien desarrollada, con una ordenación de su casco urbano aceptablemente equilibrada que sigue una racionalidad raramente conocida en una ciudad costera del sur español aunque el nuevo Plan General de Ordenación Urbana, PGOU aprobado en 2008, parte con la necesidad de mejorar los servicios dotacionales del municipio.

### Núcleo principal

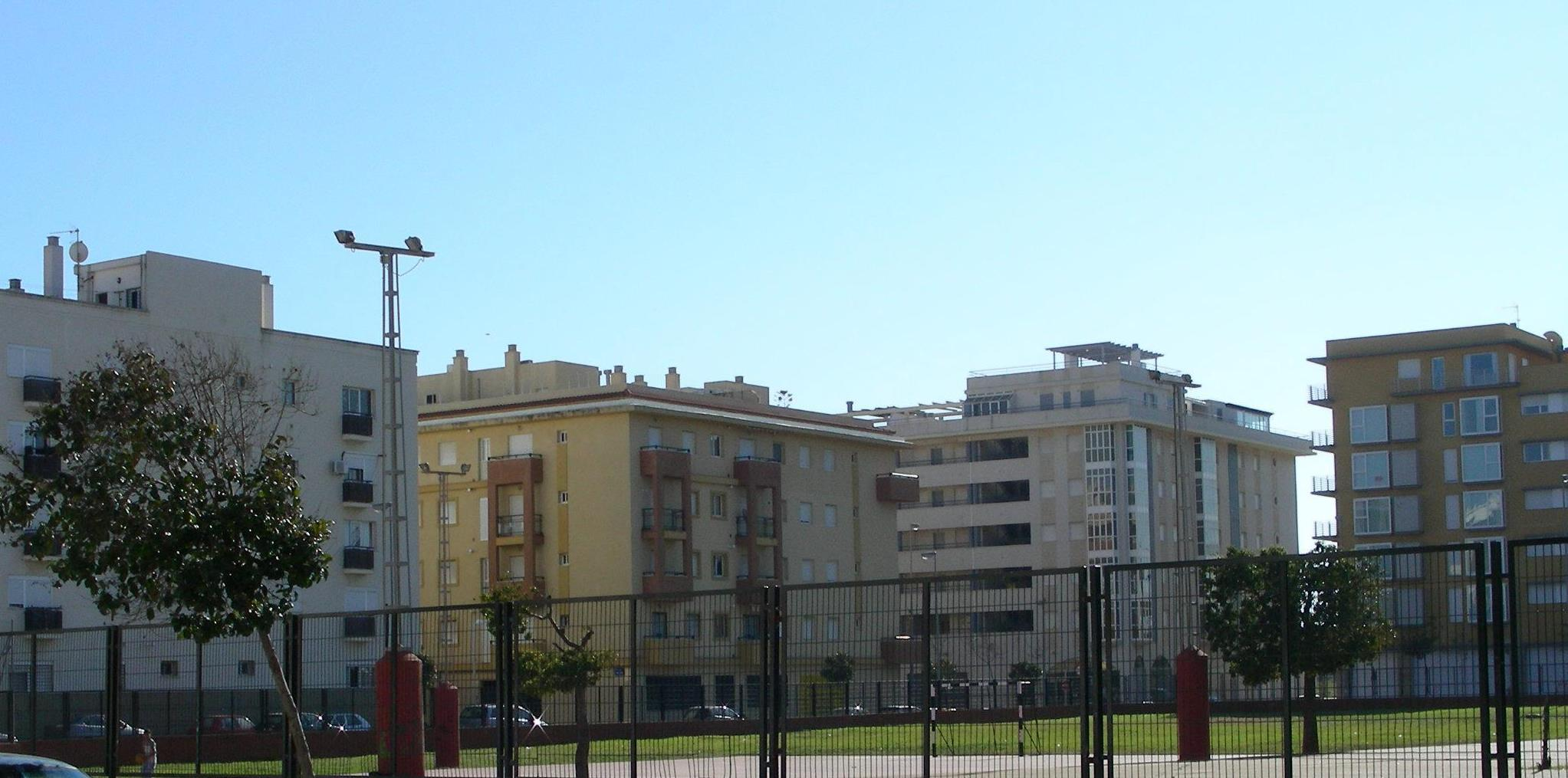
Nuevos bloques de viviendas desde el CP Sebastián Urbano Vázquez.

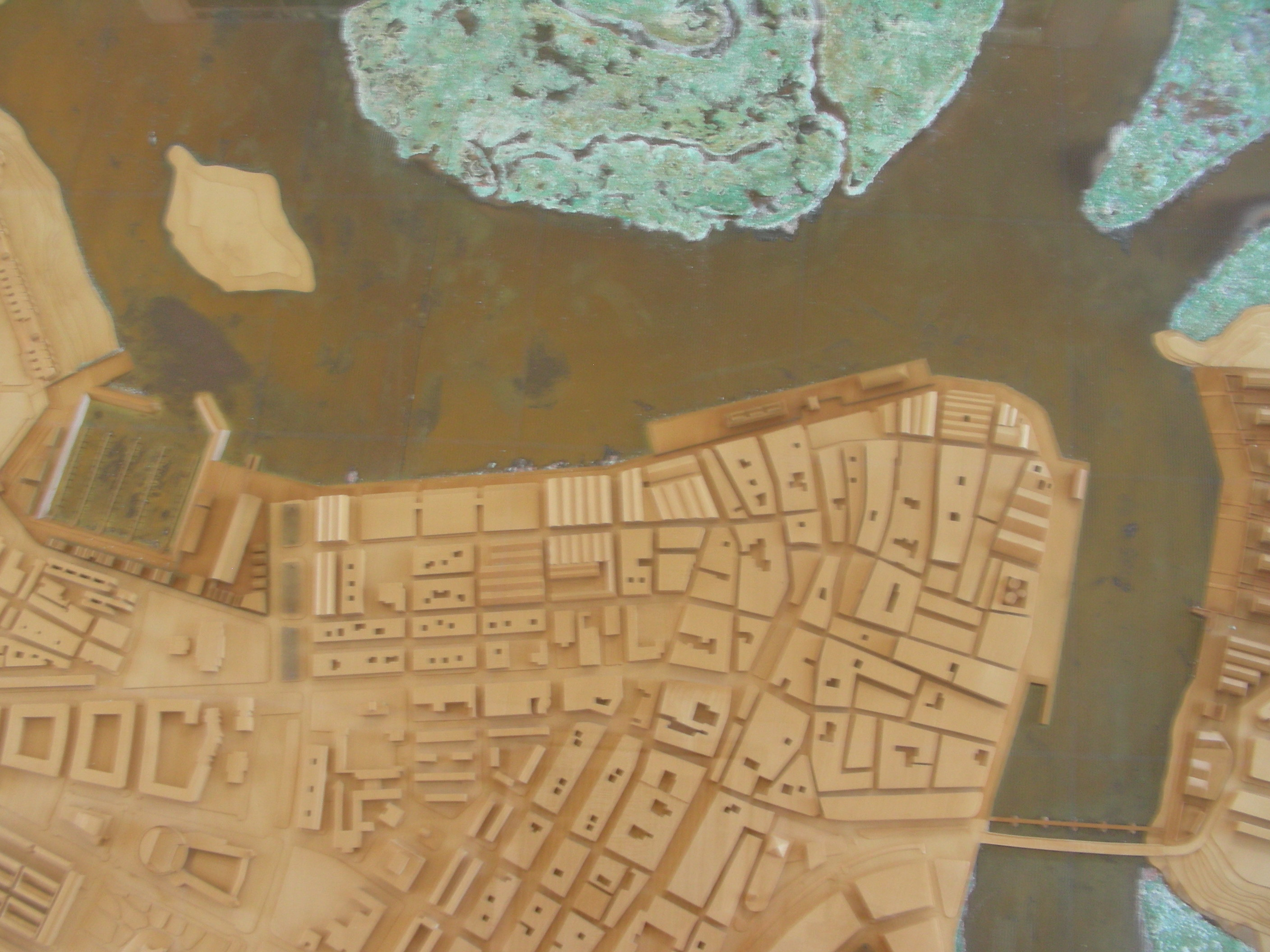
Maqueta de la zona portuaria isleña anterior a las ampliaciones de 2006 y 2008.

Isla Cristina es una ciudad que le ha ido ganando terreno al mar para poder expandirse, rellenando las marismas y esteros del sur y ampliando su frente de ribera para ampliar los muelles. Juan Mirabent llevó a cabo la primera ampliación sistemática de muelles y casco urbano a finales de los años 1950 con el incremento de la capacidad portuaria y el primer ensanche con la construcción de la Gran vía de Román Pérez y las primeras manzanas en damero entre la Gran Vía y el puerto. La ciudad ha sido pionera en la redacción de planes generales, PGOU, primero el de 1987 ya concluido en su práctica totalidad y posteriormente el de 2007 (rectificación), en vigor. Se han ido uniendo a la trama urbana principal, por desarrollo urbano, los núcleos próximos de Punta del Caimán, barriada de Román Pérez y barriada de la Playa, formando un casco urbano de más de dos millones de metros cuadrados.
La Punta del Moral, en el municipio de Ayamonte, comparte el mismo origen que Isla Cristina, aunque la ría Carreras ha impedido su crecimiento en común, habiéndose desarrollado independientemente del núcleo principal debido a la falta de comunicación directa; están pendientes proyectos de construcción de un puente que las unan desde hace décadas, sin embargo, la única forma de salvar la ría es un servicio trasbordador horario.
La construcción típica isleña del siglo XIX es una casa unifamiliar de dos plantas con mirador para barcos en una tercera altura. Era típica esta estructura ya que, al carecer de comunicaciones radiofónicas en la época, era necesaria la visión directa para las comunicaciones con los patrones de pesca y trabajadores para el desembarco al llegar a puerto la mercancía. También eran típicos los patios de vecinos, del que el patio San Francisco (de 1890) es el paradigma.
Los edificios modernistas construidos a principios del siglo XX por ingresos provenientes de la pesca ofrecen un buen ejemplo de modernismo andaluz. Destacan especialmente los edificios del casco antiguo entre el paseo de las Flores y la calle Carreras. Ejemplos son el Círculo Mercantil e Industrial y el Casino. El estilo ecléctico estuvo también muy difundido, como los edificios de la Casa de Román Pérez y el antiguo Ayuntamiento. Las construcciones industriales del XIX y principios del XX del muelle Marina son igualmente reseñables.
Un serio problema que hubo que solventar fue el de la Barra de la Tuta y el transporte por tierra hacia el norte:

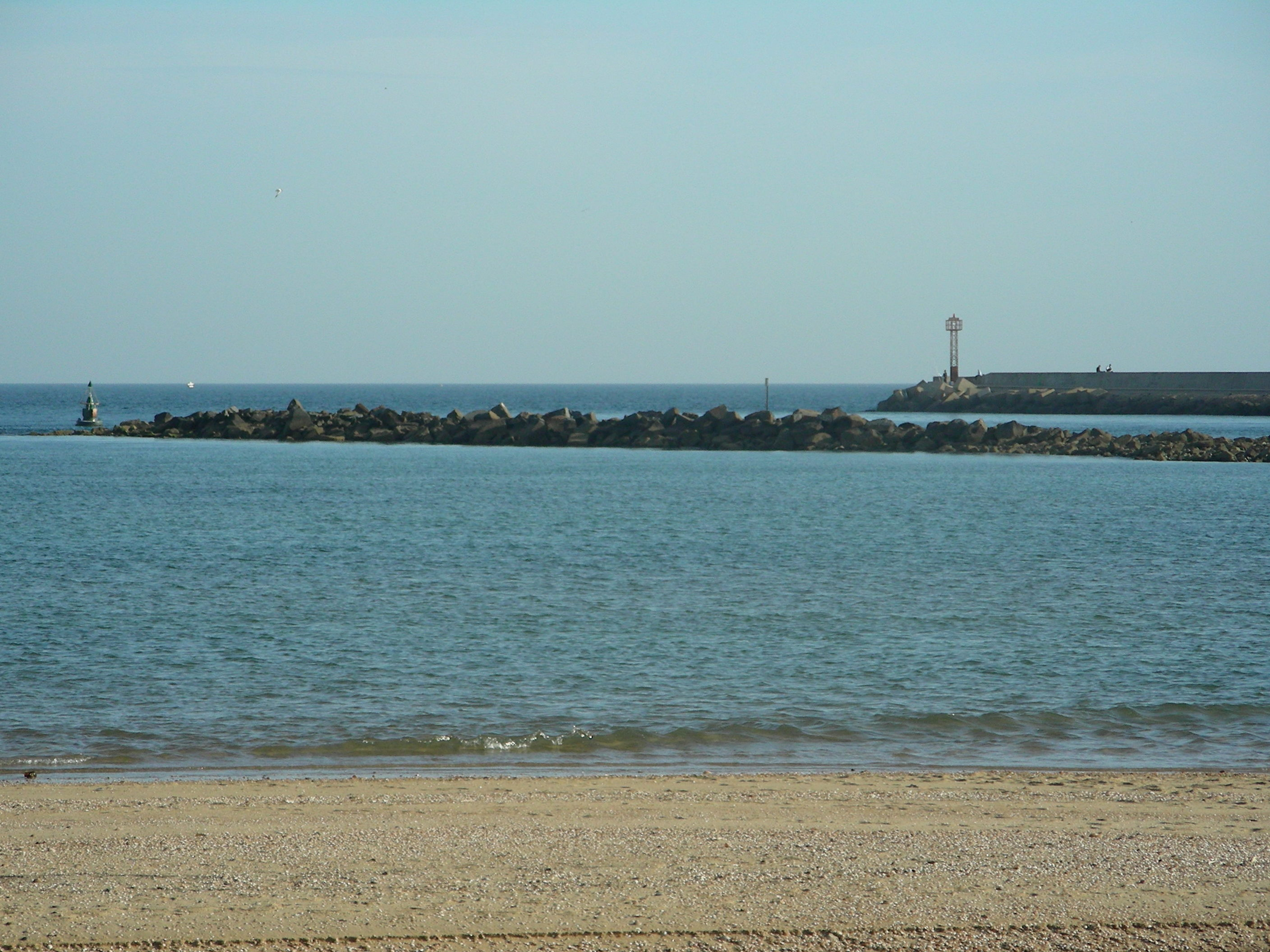
Diques de Poniente y Levante en la bocana del puerto.

- La Barra, entrada natural del puerto, adolecía del problema de los sedimentos, reduciéndose continuamente su calado y poniendo en peligro el tráfico de mercancías. No fue hasta la década de 1950 cuando el problema se hizo importante por el mayor calado de los barcos y asimismo la disminución de este por los sedimentos que obligaban a dragar con más frecuencia la Barra. Desde el gobierno central se abogaba por cerrar el puerto al tráfico más pesado y trasladarlo a otra ubicación, lo cual hubiera supuesto el fin de Isla Cristina tal y como la conocemos. Afortunadamente y gracias a la mediación de Juan Mirabent, alcalde a la sazón de Isla Cristina y con representación en Madrid como procurador, consiguió la participación de Federico Silva Muñoz, ministro de Obras Públicas durante la época, quien estudió en profundidad la cuestión de la Barra, aportó una solución y, lo más importante, asignó su presupuesto. Construyó los diques de poniente y levante que impiden en buena medida el depósito de sedimentos y solucionó durante décadas esta cuestión tan importante para la actual subsistencia de la lonja local.[17]

- Con respecto a las comunicaciones por el norte, contaba en el siglo XVIII con barcazas que cruzaban la ría, solicitada una estable a principios del siglo XIX y traída desde el río Guadalquivir, la cual prestaba servicio en el remonte del río desde Sanlúcar de Barrameda, luego se construyó un puente sobre barcas en el siglo XIX, el puente de madera vino en 1877 y existió durante parte del siglo XX, desde 1933 hubo un puente de hierro de un solo sentido por ser originariamente concebido para el ferrocarril y derribado a finales de la década de 1980, y finalmente, el actual puente Infanta Cristina se construyó en 1978.[17][105]

#### Ampliaciones del puerto

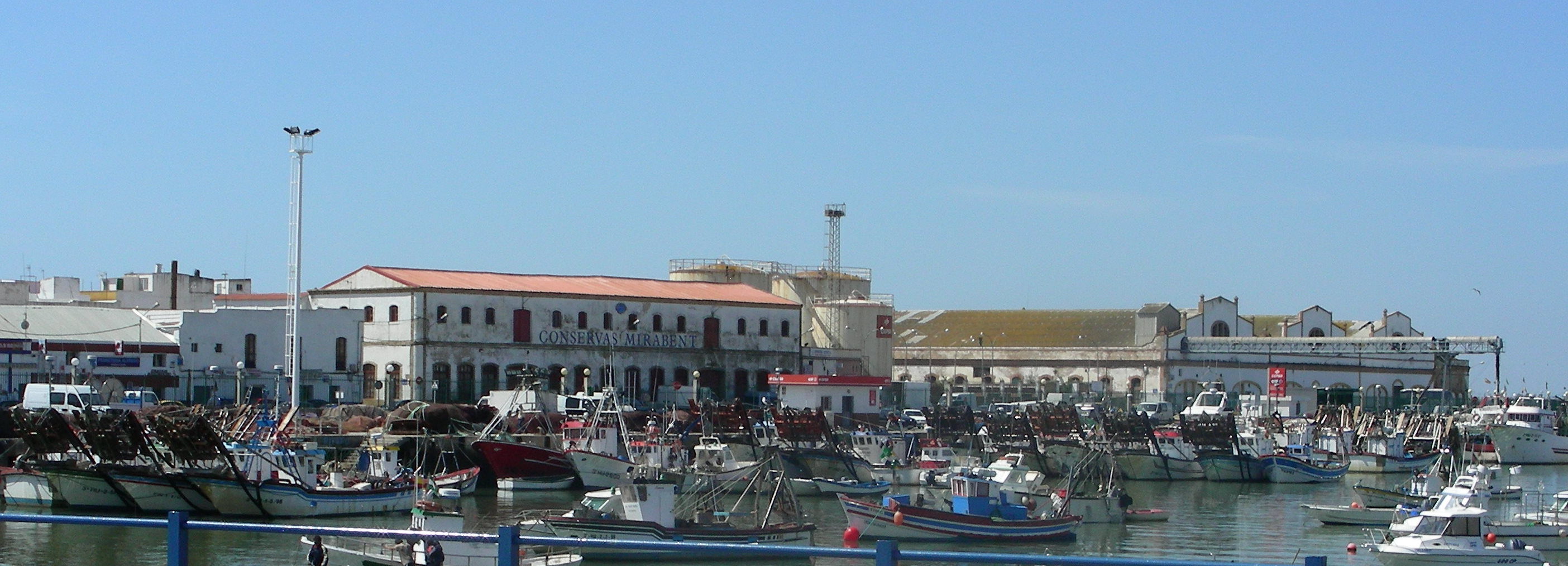
Muelle Marina y las fábricas de salazones de principios del desde el puente Infanta Cristina.

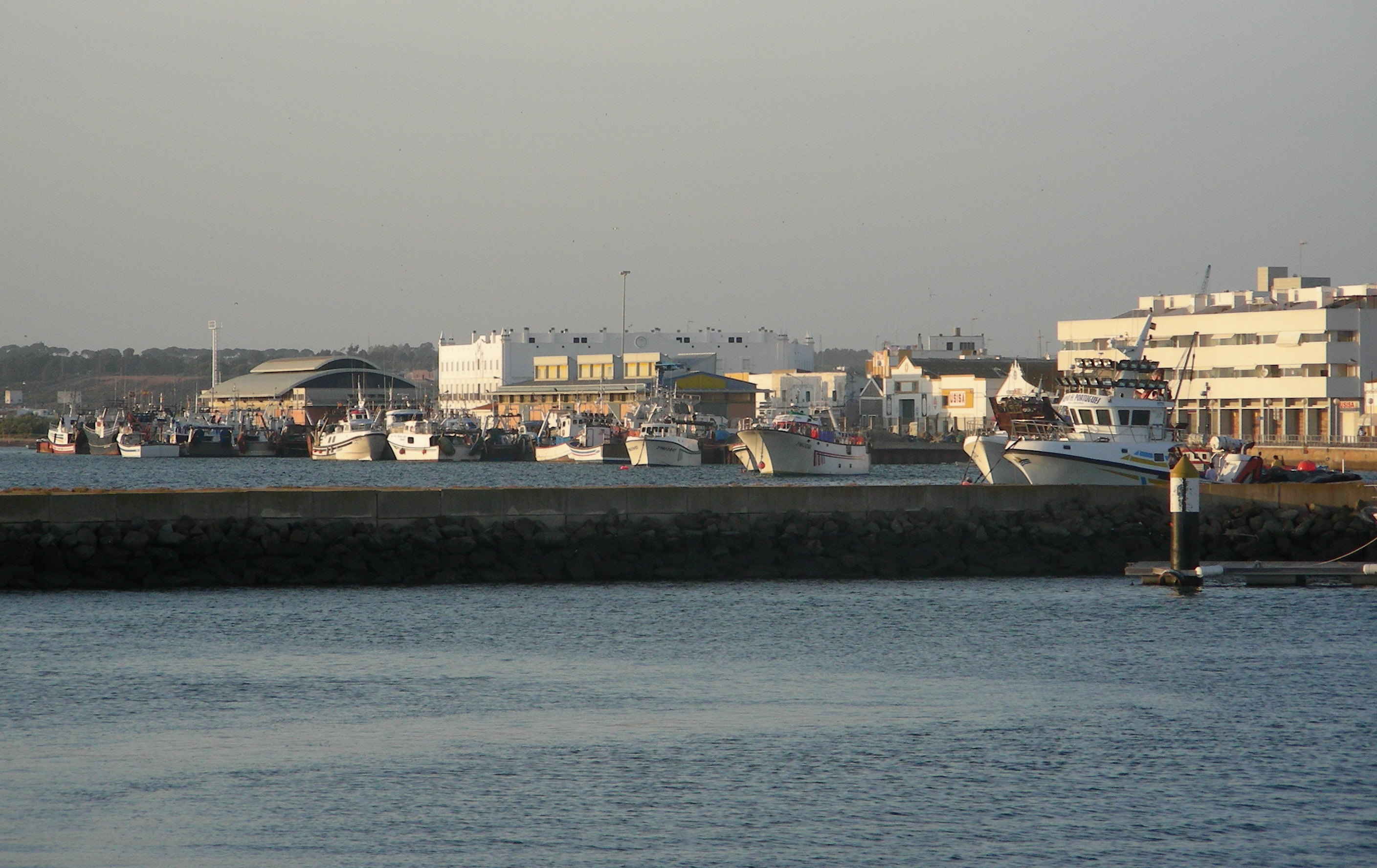
Vista general del muelle Martínez Catena y los edificios de la lonja desde el puerto deportivo.

Inicialmente el muelle de la vertiente oeste, conocido como muelle Martínez Catena, el cual fue el primer muelle que se hizo en la isla, disponía de un pequeño embarcadero de madera para el atraque. Posteriormente se fue ampliando hasta hacerlo lineal a la línea de casas de la ribera. Posteriormente, ya en el siglo XIX, se hizo lo mismo en la zona norte, llamándose muelle Marina.
Sobre el muelle Martínez Catena se construyó, ya en el siglo XX la caseta de la autoridad portuaria en una zona de unos 50 m² ganados al mar. Con posterioridad en la zona norte del muelle Martínez Catena se construyó la lonja (o lota, término derivado del catalán con que se sigue llamando) en terrenos ganados al mar. Los muelles se ampliaron unos 40 metros lineales hacia la ría en distintas fases independientes, primero Marina y luego Catena. A mediados de los años 1990 se cercó todo el recinto portuario. La EPPA (Empresa Pública de Puertos de Andalucía) se hizo cargo de la administración del puerto de Isla Cristina. A finales del siglo XX se amplió la lonja y la parte del muelle Marina que aún no había sido ampliada hasta el puente Infanta Cristina.
Tras la aprobación del PGOU de 1987, se construye en la barriada de la Punta del Caimán un puerto deportivo con capacidad para 204 atraques y más de 50.000 m² de superficie.
Finalmente, en 2007-2008 se amplió nuevamente el tramo en codo que separa ambos muelles. La superficie total del puerto supera los 640.000 m².

### Núcleos menores

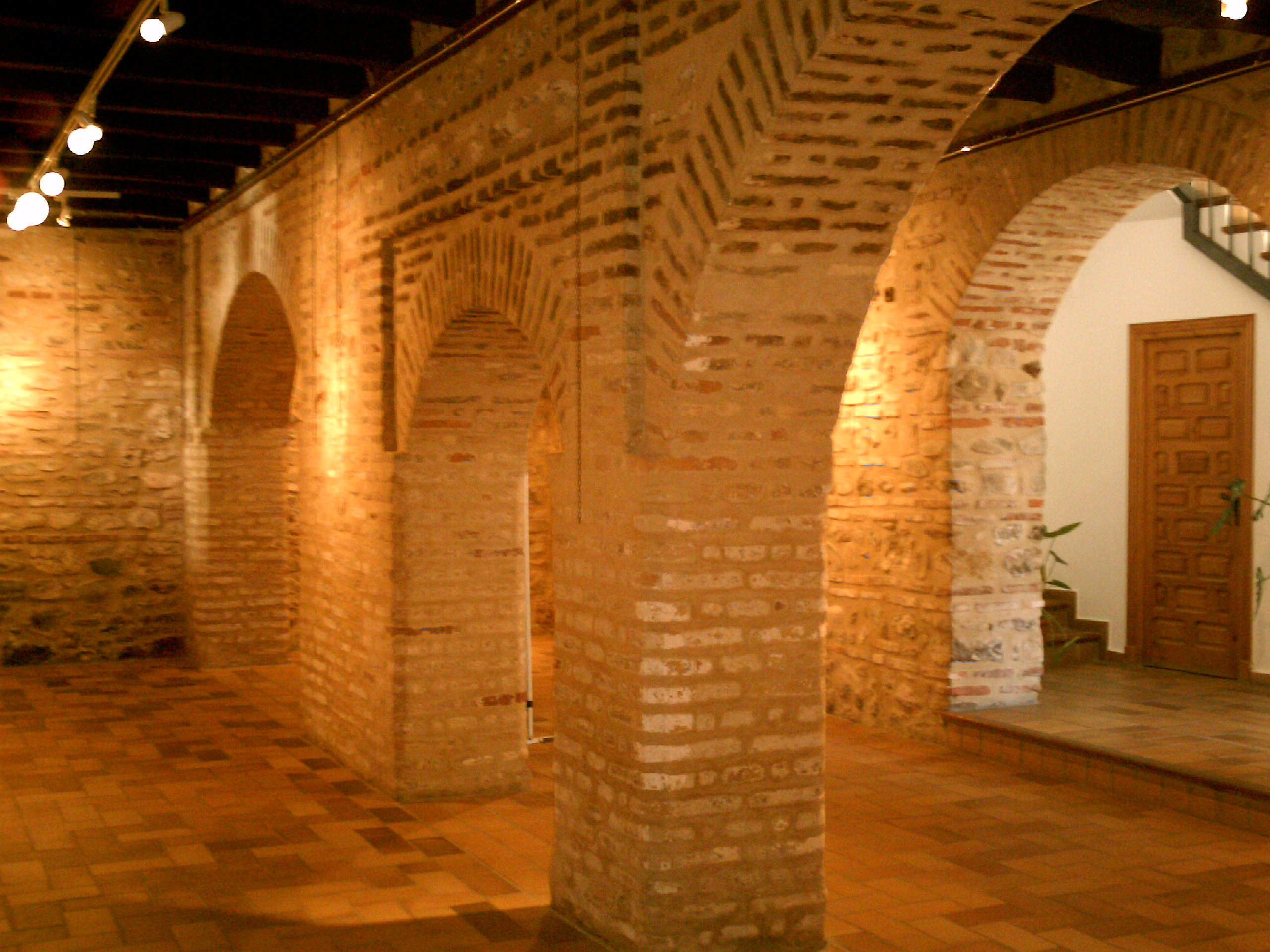
Sala mudéjar, del, en el ayuntamiento de La Redondela.

Pasando al desarrollo de los núcleos menores, cabe destacar la antigüedad de La Redondela, que tras el nacimiento de Isla Cristina tuvo un periodo de recesión hasta épocas recientes en las que se han desarrollado pequeñas urbanizaciones de casas unifamiliares y, aprovechando las instalaciones de la antigua línea de ferrocarril, se ha construido una zona de pistas deportivas y vestuarios. En las inmediaciones de esta localidad se han encontrado restos fenicios y romanos aunque no existe ningún museo dedicado a su estudio. La construcción más antigua es la de estilo mudéjar, del siglo XV, en el ayuntamiento de esta entidad local.
A principios de 1990, en terrenos destinados a huertas que se inundaban en época de lluvias junto a las dunas entre Urbasur y La Antilla, la urbanización de Islantilla (véase también Turismo), aprovechando también una zona de barrancos y ramblas inmediatamente detrás de las huertas, se convirtió en el paradigma de urbanismo controlado, si bien el proyecto inicial ha sido modificado y actualmente se aparta en cierta medida de ese paradigma que pretendía ser. Su extensión en el municipio de Isla Cristina es de unos 2.000.000 km², comparable a la superficie del núcleo principal. El PGOU de 2007 proyecta una ampliación.
Otras urbanizaciones más antiguas como Urbasur en la costa y Las Palmeritas, Las Colinas y Monterreina, en el interior son los otros desarrollos urbanísticos de entre 1940 y 1980 que aglutinan entre todas una escasa población estable, inferior a los 250 habitantes. Montereina se considera suburbanizada siendo actualmente suelo no urbanizable ya que en su día no progresó como desarrollo urbanístico y ahora se intenta recuperar como suelo rústico.
Actualmente hay previsiones para ampliar aún más Islantilla y crear nuevos núcleos en la zona de El Empalme-El Marquesado (zona norte): zona empresarial-industrial, residencias vacacionales y campo de golf.

## Cultura
Isla Cristina, por ser una tierra de muchos recursos económicos, ha dispuesto de una burguesía acomodada que le ha interesado acercarse a la cultura lo bastante como para permitir la construcción de sociedades culturales y círculos industriales que nos han dejado edificios de gran valor arquitectónico y una merecida impronta cultural.

### Espacios culturales

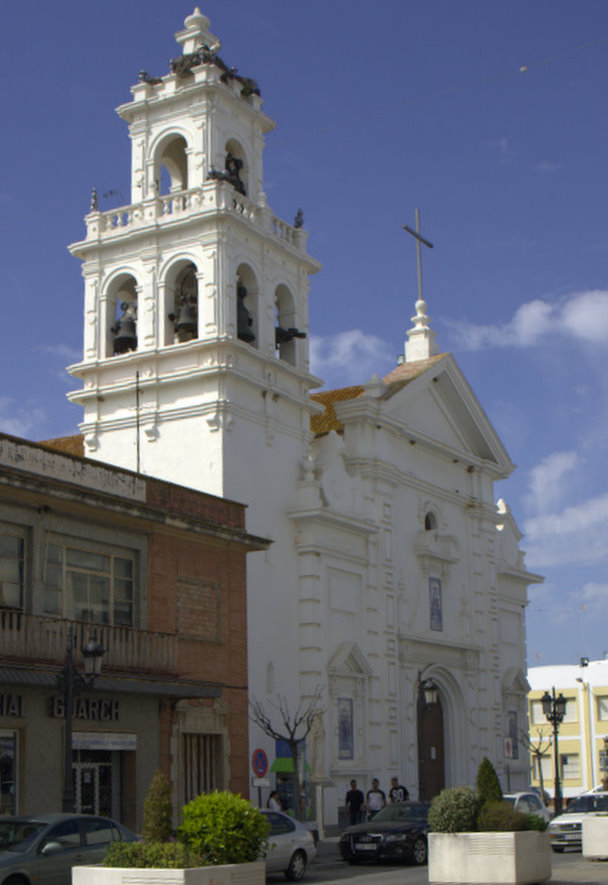
Construida en los años 1950, la iglesia de Nuestra Señora de los Dolores, en la Gran Vía de Román Pérez, fue edificada tras la demolición de la del del paseo de las Flores.

- Hay puntos de observación de aves junto a las marismas y un mirador a las salinas encuadrados en el Paraje Natural Marismas de Isla Cristina. Asimismo, la población de cigüeñas de la ciudad es una de las más importantes de la zona.

- El teatro Horacio Noguera tiene una buena oferta cultural durante todo el año y es el espacio escénico de mayor aforo de la provincia.[96]

- La Iglesia de Los Dolores, en un estilo que recuerda a un neomudéjar sobrio, posee un techo artesonado de madera y retablos de gran talla. Esta iglesia fue construida en la Gran Vía tras la destrucción durante la guerra civil de la anterior iglesia del mismo nombre localizada en el actual paseo de las Flores (antes plaza de la Constitución). Durante todo el año pero sobre todo en octubre (Festival Coral del Atlántico) se celebran conciertos corales.

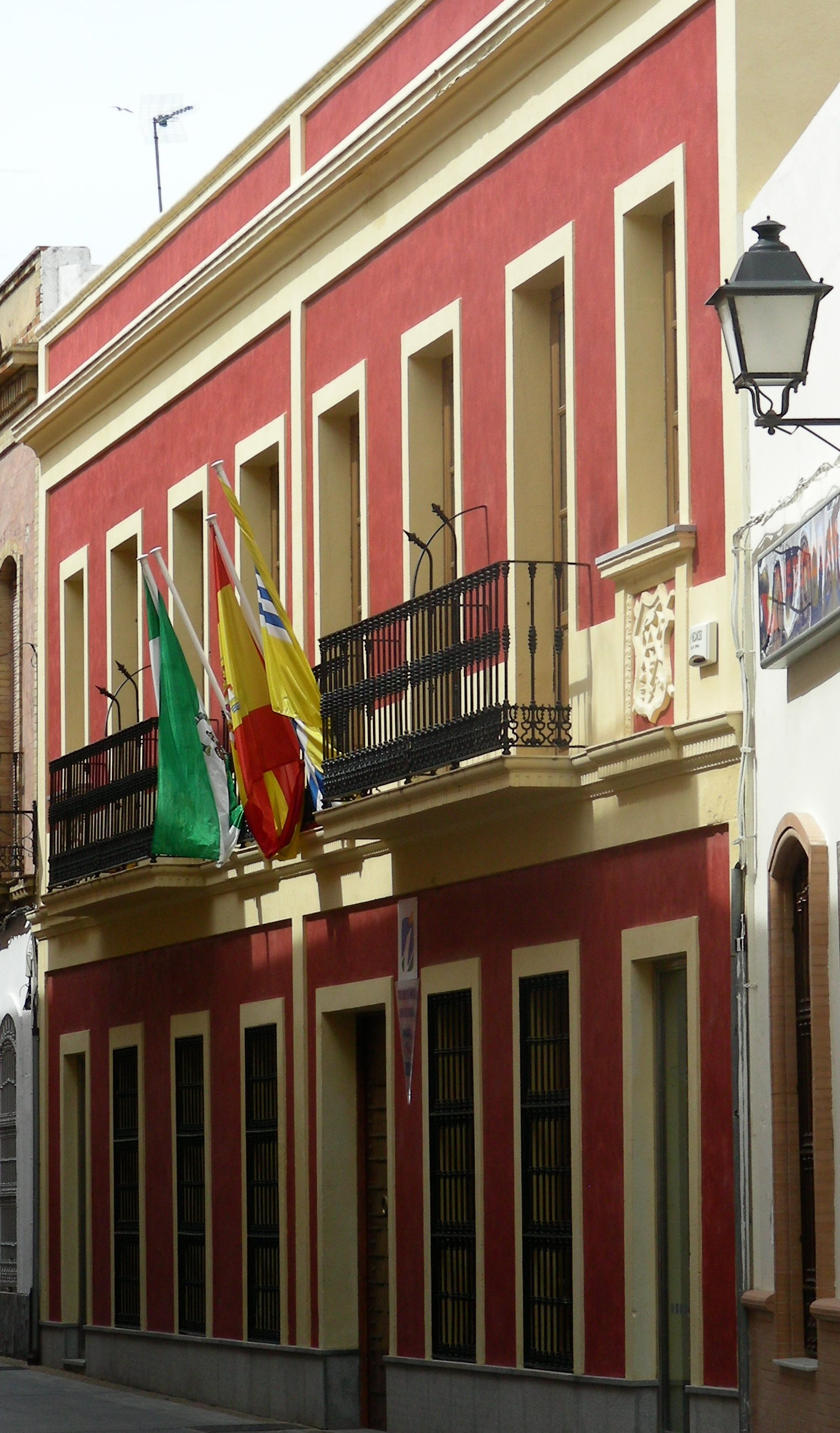
Museo del Carnaval, patio de San Francisco.

- Ruta de las puestas de sol. A lo largo del muelle hay placas con citas de poemas de Becquer, García Lorca, etc. que aluden a la belleza de esta tierra.

- La Galería de Arte Municipal alberga, en el centro cultural, exposiciones temporales de fotografía y escultura durante todo el año.

### Museos
- Bancos-biblioteca: Aunque propiamente no es un museo, durante un tiempo el paseo de las Palmeras tuvo unos bancos muy particulares en las primeras décadas del siglo XX. Estos bancos poseían estanterías con libros en sus lados de forma que se podía disfrutar del descanso leyendo. Actualmente uno de esos bancos se ha reconstruido en el paseo y recuerda cómo fueron el resto de bancos de este paseo de Isla Cristina.
- Museo del carnaval: en el edificio Patio de San Francisco, en la calle homónima se ha dedicado una parte para este museo de la ciudad. Se puede seguir la trayectoria de los disfraces y los carteles del carnaval de Isla Cristina durante las últimas décadas.
- Ecomuseo de las Marismas de Isla Cristina y Centro de Interpretación el hombre y la marisma: ubicado en un antiguo molino de mareas del siglo XVIII rehabilitado, se puede descubrir cómo el hombre ha explotado de distintas formas las posibilidades que ofrecían las marismas para su aprovechamiento. Llamado Molino de El Pintado, tenía seis muelas y fue construido por el indiano y mecenas de origen ayamontino Manuel Rivero,

en cantería de piedra ostionera, caliza marina traída en sus naves desde Cádiz, y servía para moler un trigo para pan que a menudo provenía del Obispado de Córdoba, tras embarcar en Sevilla.
3 de abril de 2009, ADN.es, Cádiz

En octubre de 2009 se inaugura también en este edificio un museo de las marismas en el que se puede interpretar este ecosistema de humedales.
- Galería de Arte Municipal: en el centro cultural Juan Bautista Rubio Zamorano se encuentra esta sala de exposiciones que suele albergar muestras de pintura y fotografía.

### Edificios históricos

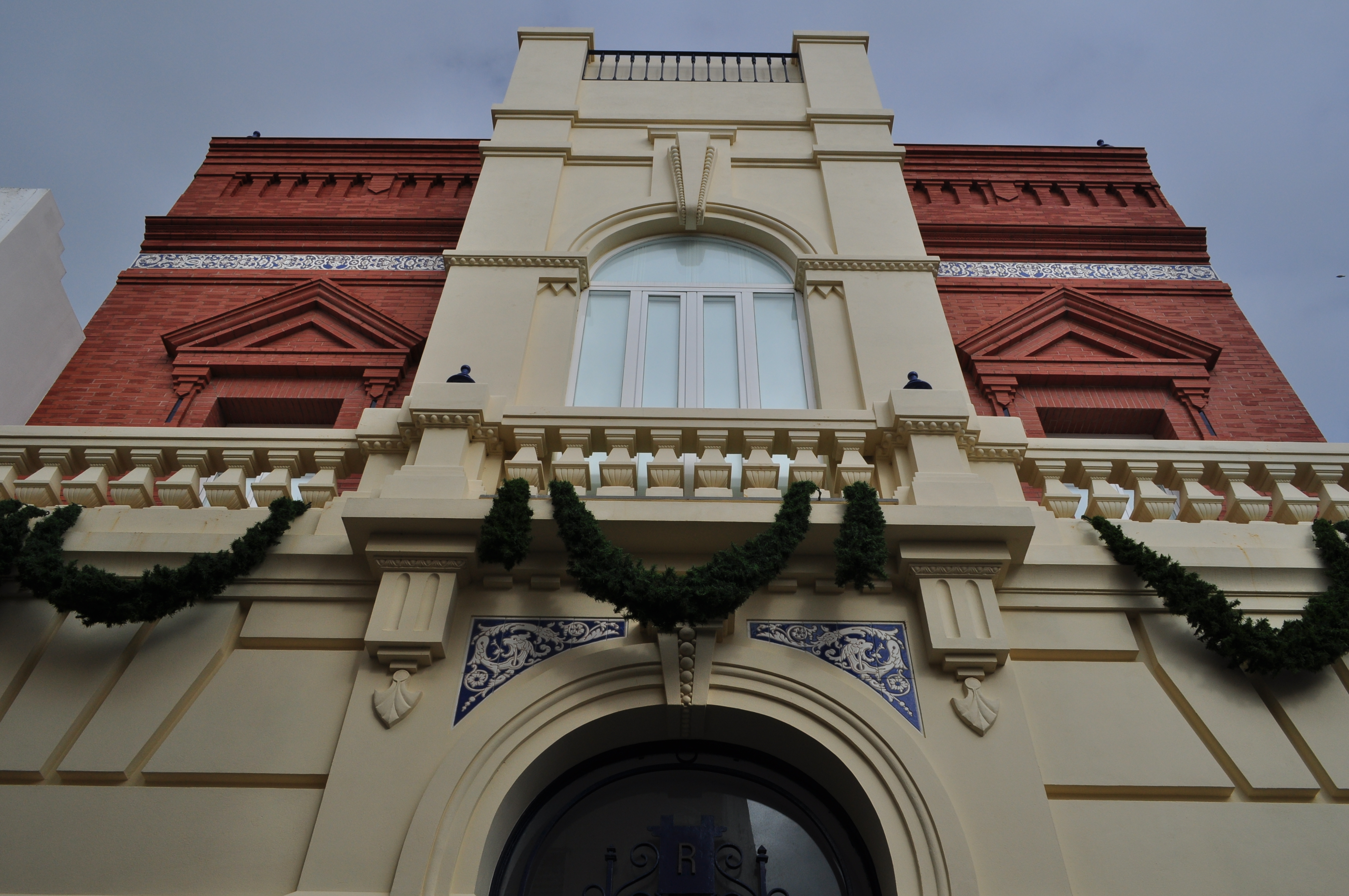
Casa de Román Pérez, biblioteca de la ciudad.

- Sala Mudéjar, del siglo XV, en el Ayuntamiento de La Redondela.
- Iglesia parroquial de Nuestra Señora De los Doce Apóstoles, siglos XV-XVIII en La Redondela, última ampliación de la iglesia datada en 1795.
- Palomar de Huerta Noble: del siglo XVIII, es el mayor palomar del suroeste de Europa. Alberga espacio para unos treinta y seis mil nidos de palomas y tiene sus orígenes como complejo agrario-industrial, con una arquitectura rural compleja, donde se racionalizan perfectamente los espacios.[108]
- Edificios modernistas: el mejor ejemplo es la conocida como Casa de Gildita. Construida a principios del siglo XX y reedificada tras su penoso derribo, la original poseía suelos de vidrio donde la familia podía seguir las fiestas del salón desde el piso de arriba.
- Casa de Don Román: el edificio original era de corte ecléctico y se concluyó en 1918. Perteneció a Román Pérez Romeu, uno de los grandes alcaldes de la localidad, y hasta 1997 el edificio estuvo en su familia. Del edificio original se conserva el tercio inferior de piedra de la planta baja de la fachada principal, la que daba a la antigua calle Real (ver Plaza de las Flores), hoy Diego Pérez Pascual, y el recubrimiento en madera de la chimenea de la planta noble, habiéndose reconstruido el resto. La reconstrucción fue inaugurada el 18 de julio de 2009 con una exposición de maquetas navales. El 9 de octubre de 2009 se convierte en la biblioteca municipal.[93]
- Patio de San Francisco: de 1890, restaurado en 2005, era un típico patio de vecinos con pila de agua en el centro de un patio interior. Destaca la simetría y homogeneidad que guardan las dos plantas del patio. Actualmente se dedica a centro de bienvenida del visitante y museo del carnaval. Se pueden apreciar los escudos masónicos originales en los flancos de la fachada del primer piso.
- Fachada de edificios industriales del siglo XIX y XX en el muelle Marina. Desde 2008 se está llevando a cabo la restauración de la conocida como Fábrica de Mirabent para albergar el Centro de Innovación y Tecnología de la Pesca.[86][109]

### Círculos culturales
A finales del siglo XIX y principios del XX, los casinos eran los círculos culturales más importantes y prestigiosos de España. A modo del Casino de Madrid y otras instituciones, en Isla Cristina se han creado varias instituciones tanto tradicionales como las actuales peñas.
- Círculo Industrial y Mercantil: Situado en la conocida como casa de Gildita, en el paseo de las Flores.

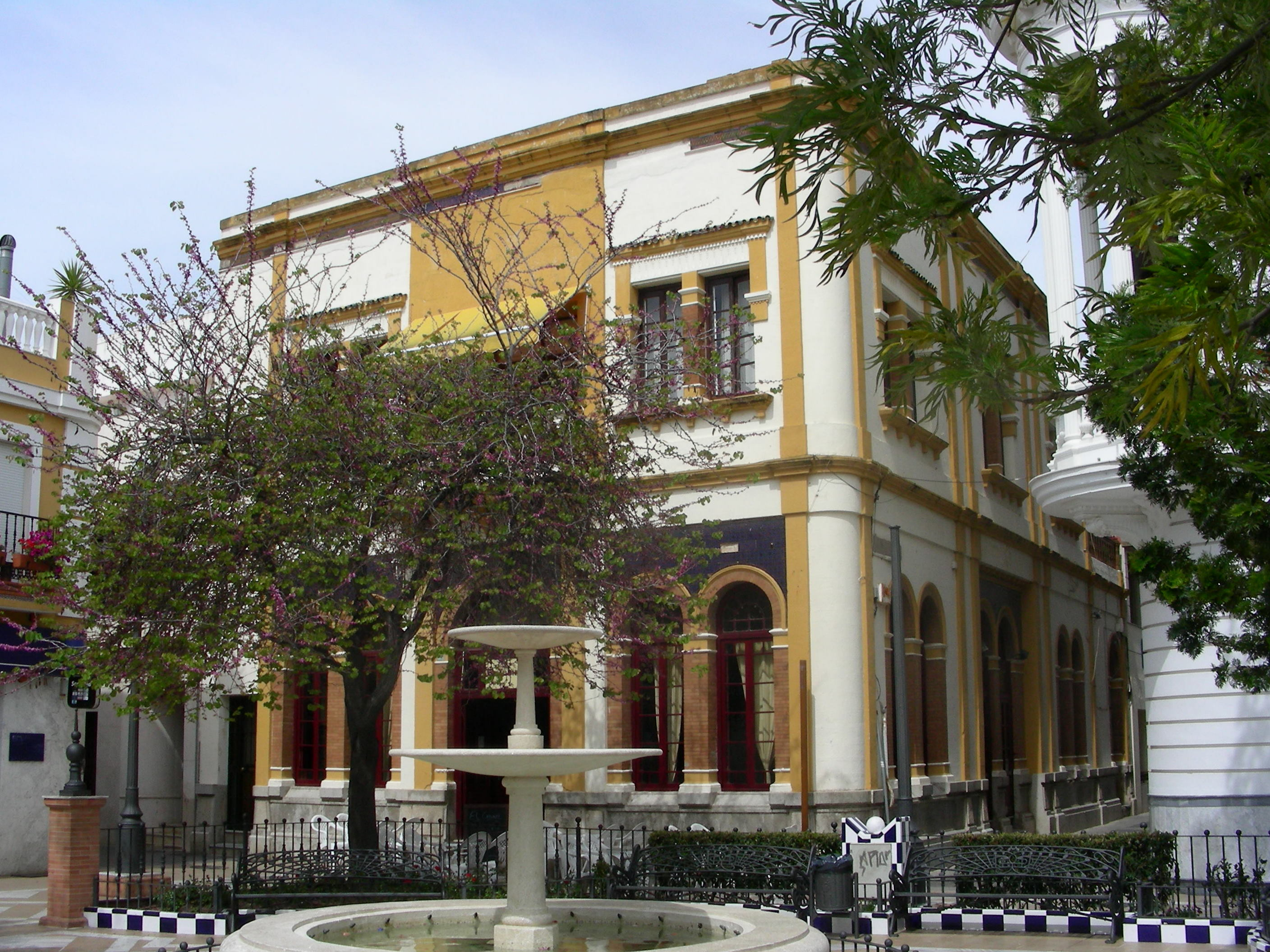
Edificio "La Unión", antiguo casino de Isla Cristina.

- La Unión: Frente a la casa de Gildita, se levantó este edificio, el llamado Casino de los Pobres, que, más modesto, albergaba a una clientela más llana, quedando el primero encargado de las actividades de la alta burguesía. Actualmente el edificio alberga el espacio conocido como El Casino, habiendo perdido gran parte de su anterior fin cultural actualmente sólo subsiste como bar de copas.
- Ateneo de Isla Cristina: En los años 1920 y con ayuda de Blas Infante (ver Personajes ilustres), se crea el Ateneo de Isla Cristina (10 de septiembre de 1926), a imitación del Excelentísimo Ateneo de Sevilla.
- Las peñas y asociaciones culturales: Son la versión moderna que perviven en Isla Cristina de los círculos de un siglo atrás. Existen muchas y la mayoría tienen como centro de su actividad el carnaval. La asociación cultural "El Laúd" es de las pocas no centrada en el carnaval y que participa activamente en la vida cultural isleña.
- Cinematografía: En el apartado de las artes escénicas, desde 2006, Isla Cristina es sede provincial de la Provincial Film Commission.

### Banda de música Isleña
Es fruto de la Academia Comarcal de Música. Comienza su actividad en 1985, y su primer concierto lo ofreció el 29 de julio de 1987. Es la cuarta con la que ha contado la ciudad. En 2010 constaba de 65 miembros y entre las actuaciones más destacadas están el estreno de la Cantata "Oda de las Américas", de Vicente Sanchís, ante S.A.R. La Infanta Cristina; la participación en el desfile de la Comunidad Valenciana en la Expo 92 o la asistencia a diferentes festivales de carácter nacional e internacional (en Francia y Portugal).
En julio de 1998 el director Vicente Ballester actuó en el Primer Certamen Andaluz de Bandas de Música en Ronda, obteniendo el primer premio. Asimismo participa en la Semana Santa de localidades regionales, desde Dos Hermanas o San Roque (en Sevilla y Cádiz, respectivamente) hasta la propia ciudad de Huelva, así como en conciertos por toda la geografía española, con gran éxito de público y crítica. La Banda se nutre de la escuela de educandos, donde se imparten clases de las diferentes especialidades y de la Banda Infantil, en la cual los más pequeños van adquiriendo experiencia.
Su director hasta noviembre de 1998 fue Carmelo Vicente Ballester Sanz y desde entonces tomó el relevo Francisco Andrés de la Poza Curiel. En noviembre de 2006 ofreció un concierto en el Auditorio Winterthur de Barcelona obteniendo un gran éxito. La sociedad se compone de La Banda de música Isleña, una escuela de música propia y un jardín musical para niños menores de 7 años. Por otra parte, la banda ha sido la cuna de muchos músicos que han despuntando en el mundo de la música, siendo una de las escuelas de música que existen en Andalucía. El 4 de julio de 2009 obtuvo el Primer Premio en el prestigioso Certamen Internacional de Bandas de Música Ciudad de Valencia.
Desde 2016, asume la dirección de la banda el trompista Isaac Anastasio Romero, siendo el primer director isleño que tiene la banda de música en sus 35 años de existencia.

### Fiestas y eventos
Cronológicamente según su fundación las festividades de Isla Cristina y sus barriadas son la Semana Santa, el Carnaval (declarado Fiesta de Interés Turístico de Andalucía) y El Rosario en el siglo XVIII; las Fiestas del Carmen, mastros de San Juan y Cruces de Mayo en el XIX, y las fiestas de Nuestra Señora del Mar y San Francisco en el siglo XX. Las costumbres de los habitantes originarios de Cataluña, Valencia, Portugal y Andalucía han forjado un carácter singular que han aglutinado en Isla Cristina la idiosincrasia que poseen sus fiestas.
Durante el año, las fiestas que se celebran en el municipio son las siguientes (ordenadas cronológicamente en el calendario a partir del 1 de enero):

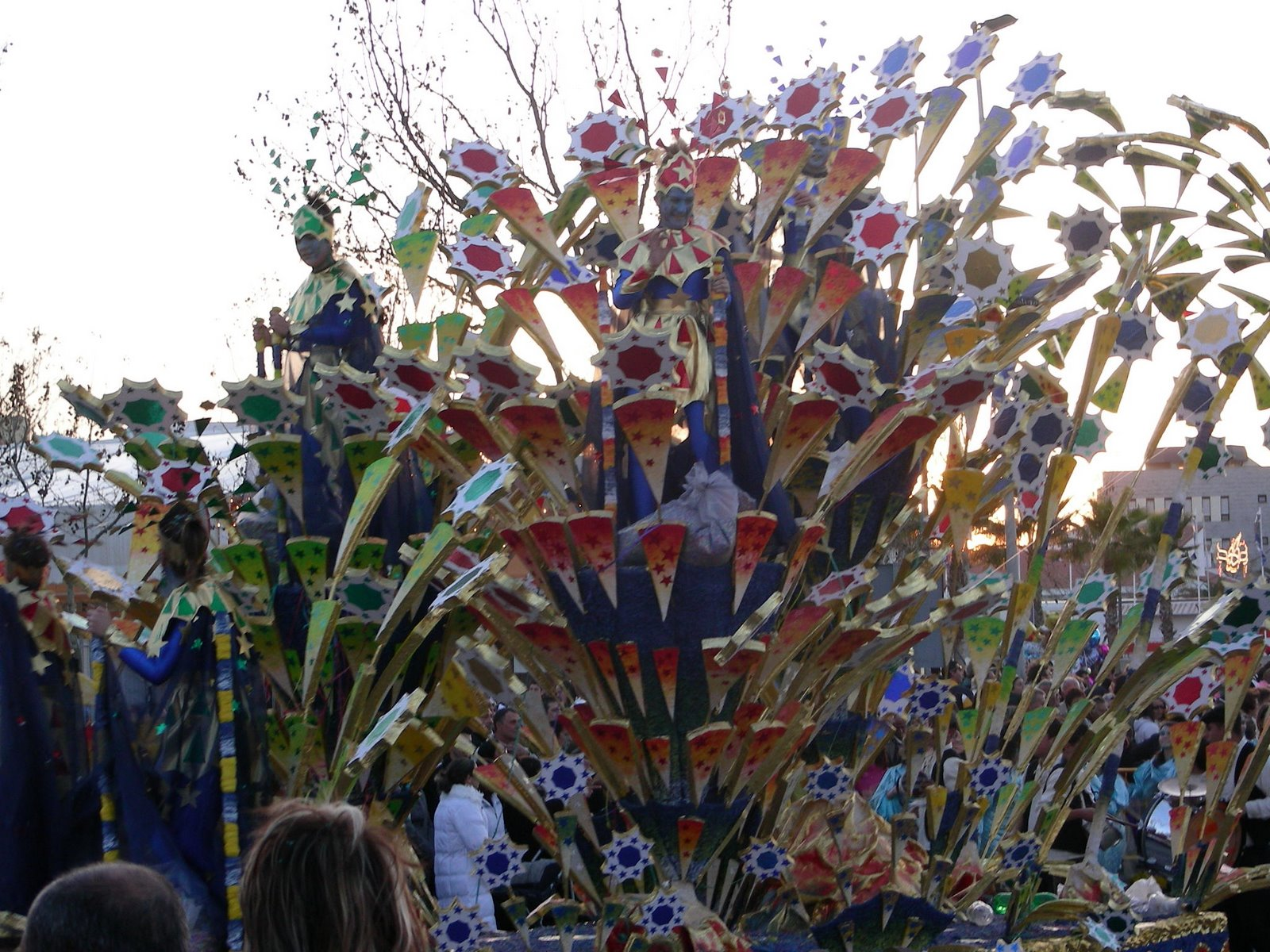
Cabalgata de carrozas y disfraces el domingo de Carnaval, avenida Parque.

- La fiesta con mayor presupuesto local es el carnaval, gracias a la gran afluencia de visitantes y al seguimiento masivo local, seguimiento que llevó incluso a continuar celebrándolo durante la prohibición, tras la Guerra Civil. Es además, el carnaval andaluz que más interés suscita en España tras el de Cádiz.[113] Esta fiesta se suele celebrar en la segunda quincena de febrero, aunque se debe consultar cuándo es el miércoles de Ceniza, que coincide con el entierro de la Sardina o día de las viudas en la última semana del carnaval isleño.[114]

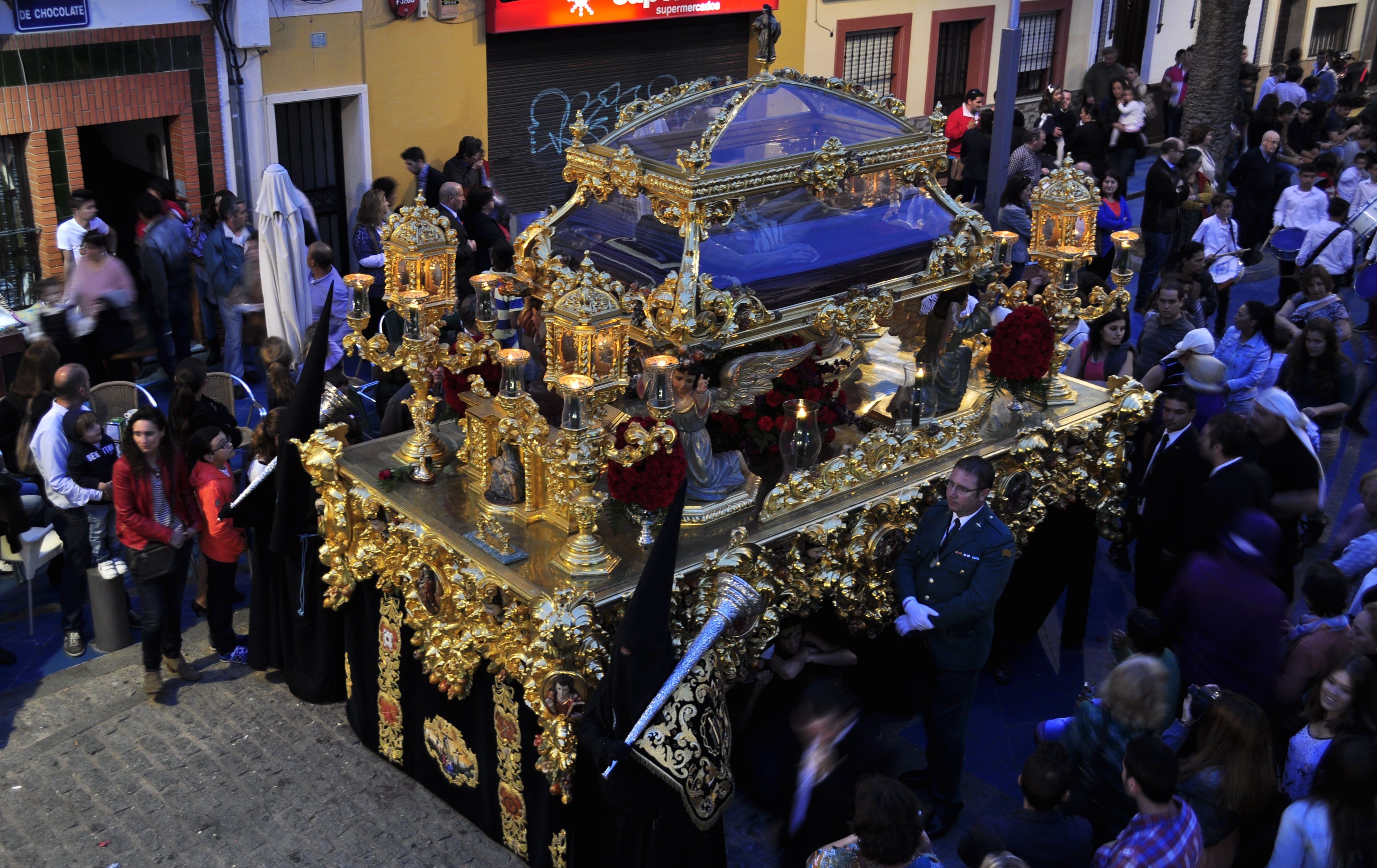
Santo Entierro procesionando por el paseo de las Palmeras en la Semana Santa de 2014.

- Le sigue en el calendario la Semana Santa. Se celebra 40 días después del Miércoles de Ceniza (entre marzo y abril). Las cofradías de Isla Cristina tienen pasos en general de modestas dimensiones pero de cierta talla y valor artísticos. Su antigüedad no es tanta como la de otras localidades pero algunas cofradías llegan a los 800 hermanos. La imagen más antigua es la de "La Soledad", del siglo XVIII, procedente de la escuela granadina y de autor anónimo. La Semana Santa que aquí se estila es de acto solemne, aunque paralelamente y de forma independiente a las procesiones se viva cierto carácter festivo.

- La Romería de María Auxiliadora: patrona del Pozo del Camino, las fiestas se celebran a principios de mayo con toda la parafernalia de una romería (campo, caballos, casetas, carretas, ...).

- El 16 de julio se celebra la segunda fiesta con mayor presupuesto municipal, las fiestas en honor a Nuestra Señora del Carmen, patrona de los marineros. El recinto ferial se ha ubicado en los últimos años en la av. Parque aunque anteriormente se celebraba en el centro. Datan de mediados del siglo XIX y se debió a la iniciativa de unos marineros que donaron una imagen de la virgen a la parroquia. Los festejos principales consisten en la virgen recorriendo la ría a bordo de un pesquero junto a gran parte de la flota. También hay regatas en la ría y la tradicional cucaña, así como bandas de música y bailes de gigantes y cabezudos.

- En la primera quincena de agosto se celebra en La Redondela las fiestas de la virgen de la Esperanza (patrona de la villa) y en la segunda quincena las fiestas de la Virgen del Mar, patrona de la barriada isleña de Punta del Caimán.

- Desde 2008 se viene celebrando el tercer fin de semana de agosto el Kanina Rock en La Redondela, con grupos y ámbito a nivel internacional (The Mercy House, londinenses). Un festival creado a nivel local y por gente amante del rock.

- También desde 2008, Isla Cristina tomó el relevo de un festival de música pop de Sevilla. Así, cada año, hacia mediados de septiembre se celebra el South Pop Festival, contando con grupos noveles y otros de amplia trayectoria musical, bajo un marco relajado, a diferencia de la mayoría de festivales pop, en el que durante dos días y medio más de 6.000 personas se dan cita en el auditorio del parque Central para disfrutar de música pop de ambos lados del atlántico.[115]

- A finales de septiembre se celebran las fiestas de San Francisco de Asís, en la barriada de San Francisco, más conocida como el Matapiojo o Mundo Nuevo.

- El 7 de octubre se celebran las fiestas Nuestra Señora del Rosario, patrona de la ciudad, las más antiguas de Isla Cristina. Datan de 1789, año en que la virgen fue entronizada patrona de la villa. Su origen se remonta a una talla de madera de la virgen del Rosario encontrada por un marinero isleño en el mar, este hecho fue interpretado como buen augurio y se convirtió en la patrona de la localidad.«Patrona de Isla Cristina». wp.islacristina.org. 8 de octubre de 2021. Consultado el 21 de enero de 2022.

- Poco después es el Festival Coral del Atlántico, donde se dan cita corales de ámbito nacional (suele haber varias invitadas de varios puntos de la geografía española) e internacional (sobre todo de Europa del Este y muy especialmente de Bulgaria y Polonia). También se celebra en fechas cercanas el Festival Internacional de Cine Inédito de Islantilla, que comparte con el municipio vecino de Lepe.

### Gastronomía

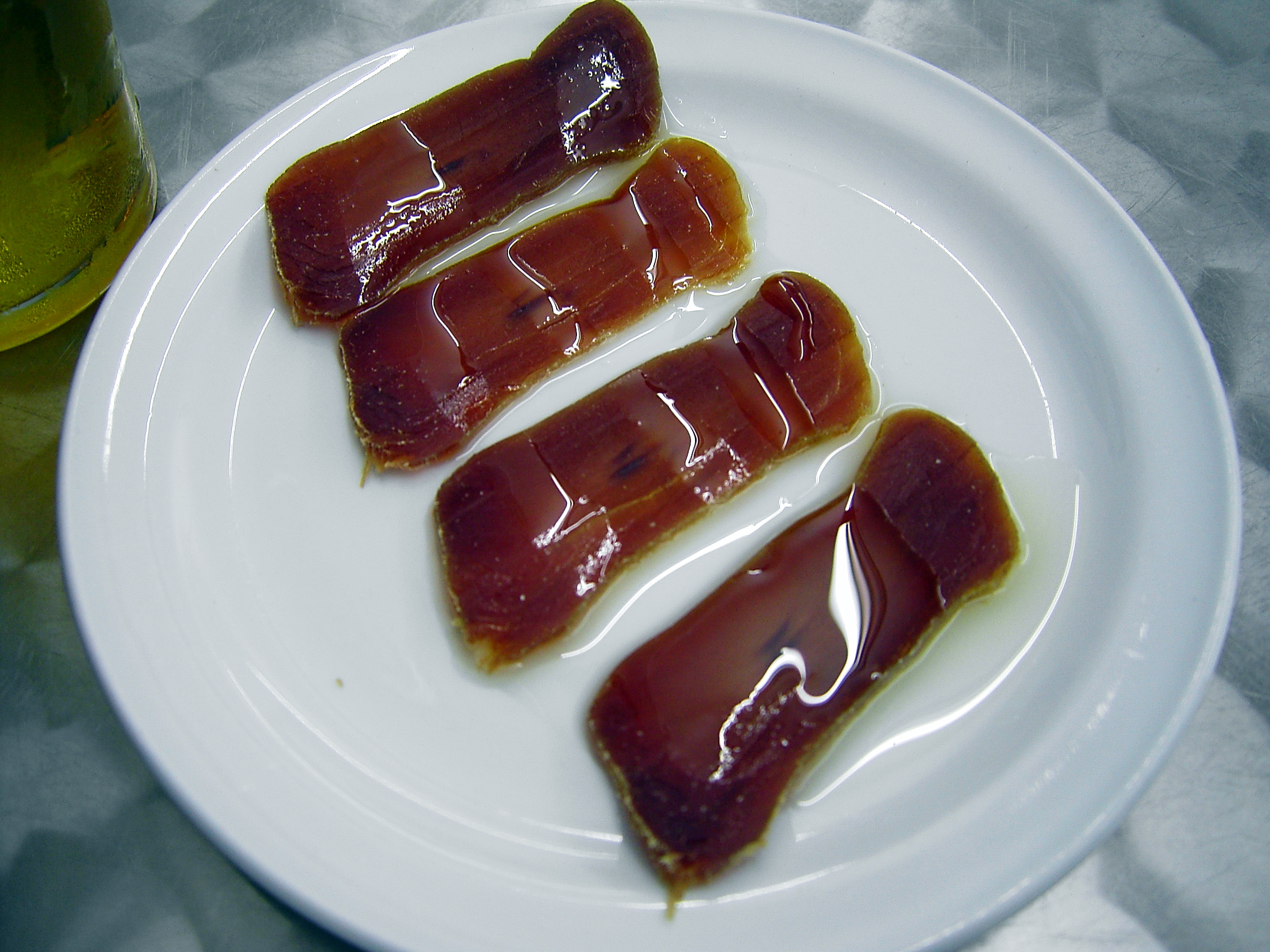
Tapa de mojama con aceite de oliva.

Fundamentalmente relacionada con la pesca, los productos típicos son la mojama de atún (el 75% de la producción andaluza se fabrica en Barbate y en Isla Cristina), el pellejito de atún, atún mechado y otras especialidades del atún, el pulpo y la raya en pimentón (especialidad local), el choco en diversas formas de presentación, el cazón con tomate y la chirla en su salsa. La coca es un bizcocho típico hecho durante la Semana Santa, cuyos ingredientes son limón, cidra y almendras, básicamente.
Las especies típicas de la zona son la gamba blanca, el langostino, así como las cigalas, almejas, coquinas, acedías, el dentón y el pargo (de carne blanca y perfumada), el sargo, el rape, la corvina (de carne muy apreciada por su intenso sabor), la mojarra (emparentada con el sargo, de carne fina, delicada y sabrosa) y la baila (similar a la lubina, moteada de sabor fino y delicado).
Gracias a la cercanía del Andévalo se pueden degustar también una buena muestra de productos de caza y chacina, si bien no son propios ni especialidades de la localidad.

## Medios de comunicación
Prensa escrita
La imprenta llegó a Isla Cristina en el siglo XIX y la prensa en 1903, aunque muchos de los primeros periódicos no han llegado a nuestros días. El periódico La Higuerita, fundado el 13 de febrero de 1915 se acabó convirtiendo en el decano de la provincia de Huelva. En Andalucía sólo existen dos periódicos más antiguos: el Diario de Cádiz y el Correo de Andalucía. Su fundador fue Juan Bautista Rubio Zamorano (1887-1968) y su familia mantuvo la dirección del periódico hasta el 1 de septiembre de 1985, cuando otro isleño, Rafael López Ortega, lo adquirió. El principal Centro Cultural de la ciudad lleva su nombre.
Emisoras de radio
Radio Isla Cristina es la emisora local que transmite en la frecuencia de los 107.5 MHz y con emisión de 9:00 h a 21:00 h. Tras dicho periodo se conecta con Canal Sur Radio.
Televisión
La emisora municipal Isla Cristina televisión es promovida desde el ayuntamiento de Isla Cristina.
Desde 1989 existe también un canal de televisión por cable con nombre TV Isla.

## Deportes

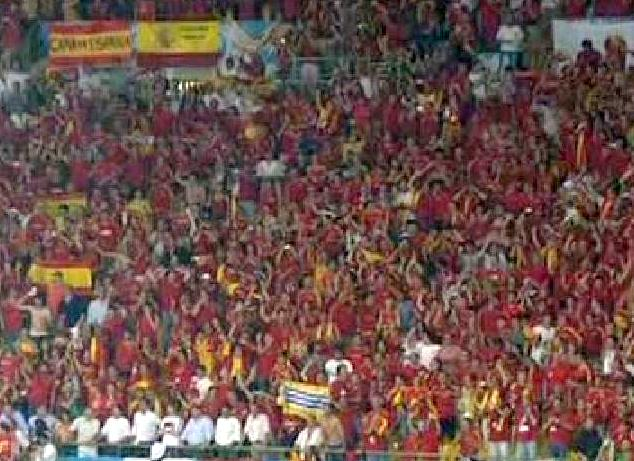
Afición isleña en la final de la Eurocopa 2008 con la bandera de la ciudad en la parte inferior.

Las instalaciones deportivas se concentran mayoritariamente en la ciudad deportiva, localizada entre las avenidas España y Parque y las calles Semanario La Higuerita y Lepanto, formando una manzana de ángulos rectos. Esta ciudad deportiva cuenta con pistas de atletismo, pabellón cubierto de usos múltiples (fútbol sala, balonmano, etc.), piscina cubierta, pistas de tenis, pádel, baloncesto, vestuarios y dependencias de la delegación de deportes. Asimismo, varios colegios de Isla Cristina son usados para campeonatos provinciales de balonmano y fútbol sala.

### Náuticos
Para la práctica de deportes náuticos existe un puerto deportivo que posee más de 200 amarres con zona de varadero, rampa con capacidad de arrastre de 32 Tm., grúa de 5 Tm. de capacidad, zona comercial y otras instalaciones. El puerto cuenta con bandera azul durante el periodo 2001–2009 y en años posteriores también con cierta regularidad, incluido 2018. En algunos puntos de las playas se puede disfrutar de embarcaciones deportivas en alquiler durante los meses de verano, gracias a calles de acceso al mar para embarcaciones en la playa. En el año 2009 se concedieron 4 banderas azules: la del puerto deportivo y tres a las playas de Islantilla, central y Punta del Caimán.
Windsurf

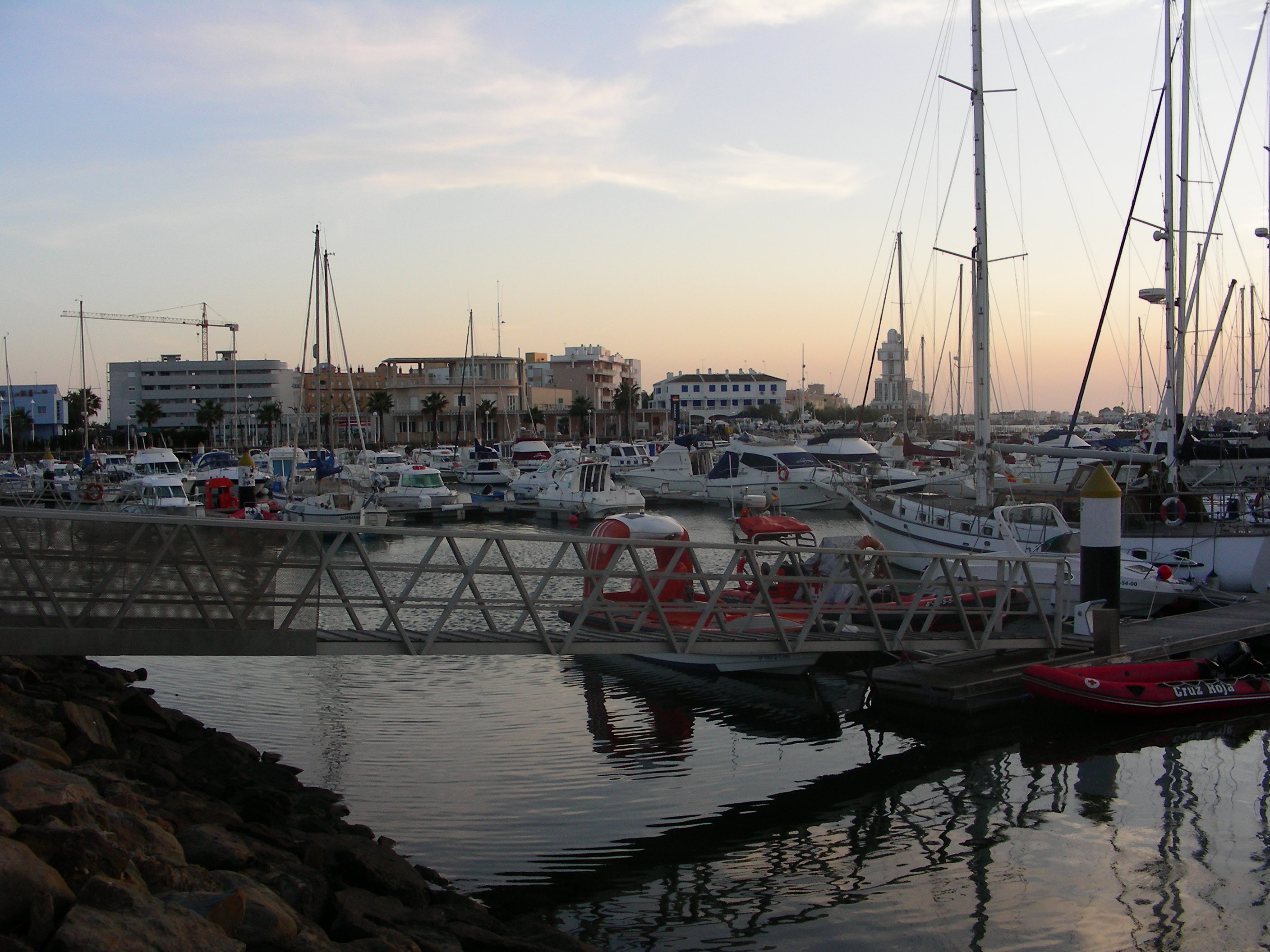
Vista general del puerto deportivo de Isla Cristina.

Las condiciones de la playa de la Gola la hacen especialmente adecuada para la práctica y aprendizaje de este deporte, ya que cuenta con una zona de mar protegida por una manga de arena dejando tras de sí una zona sin olas conocida como "la Piscina". En varias ocasiones se disputa en sus aguas el campeonato de España de este deporte. Otras competiciones como la "Isla Cristina Proam" se celebran anualmente. Varios campeones isleños, número uno en su modalidad, han conseguido sus triunfos tanto en ediciones celebradas aquí como en otras playas, destacando las celebradas en Fuerteventura.

### Entidades deportivas
Entre las entidades deportivas que están federadas, las disciplinas de ámbito nacional son el kitesurf, el reclamo y la petanca, mientras que a nivel internacional existen competiciones de windsurf y ajedrez. Otras disciplinas son actualmente de ámbito regional, como el fútbol, o de menor influencia.
Fútbol
Cuenta con un campo de fútbol reglamentario, encuadrado dentro de la ciudad deportiva, con pistas de atletismo y césped natural, graderío telescópico y zona de vestuarios independiente para el equipo visitante. Tiene capacidad para 5000 espectadores.
El histórico equipo CD Isla Cristina que tuvo que desaparecer por quiebra financiera, pudo permanecer varios años, de sus últimos como club, en 2.ª división B. Cabe destacar cómo, el 10 de septiembre de 1997, eliminó al Sevilla FC de la Copa del Rey.
En 1999 el equipo de fútbol que tomó el relevo al desaparecido CD Isla Cristina es el Isla Cristina FC. Durante la temporada 2007/2008 el Isla Cristina C.F. asciende a Primera Andaluza al darse las condiciones para ello en la jornada 27.ª En la temporada 2016/2017 asciende a la División de Honor Gr 1.
Existen otros clubes de fútbol que están constituidos oficialmente, como la U.D. Punta del Caimán, disputando torneos a nivel provincial.
Silvestrismo
Existe un club de silvestrismo, modalidad de caza menor en que se realizan competiciones entre aves cantoras de pequeño porte, con el nombre de El Jilguero que organiza en la ciudad el concurso que lleva por nombre Campeonato de España de Silvestrismo.
Club de kitesurf

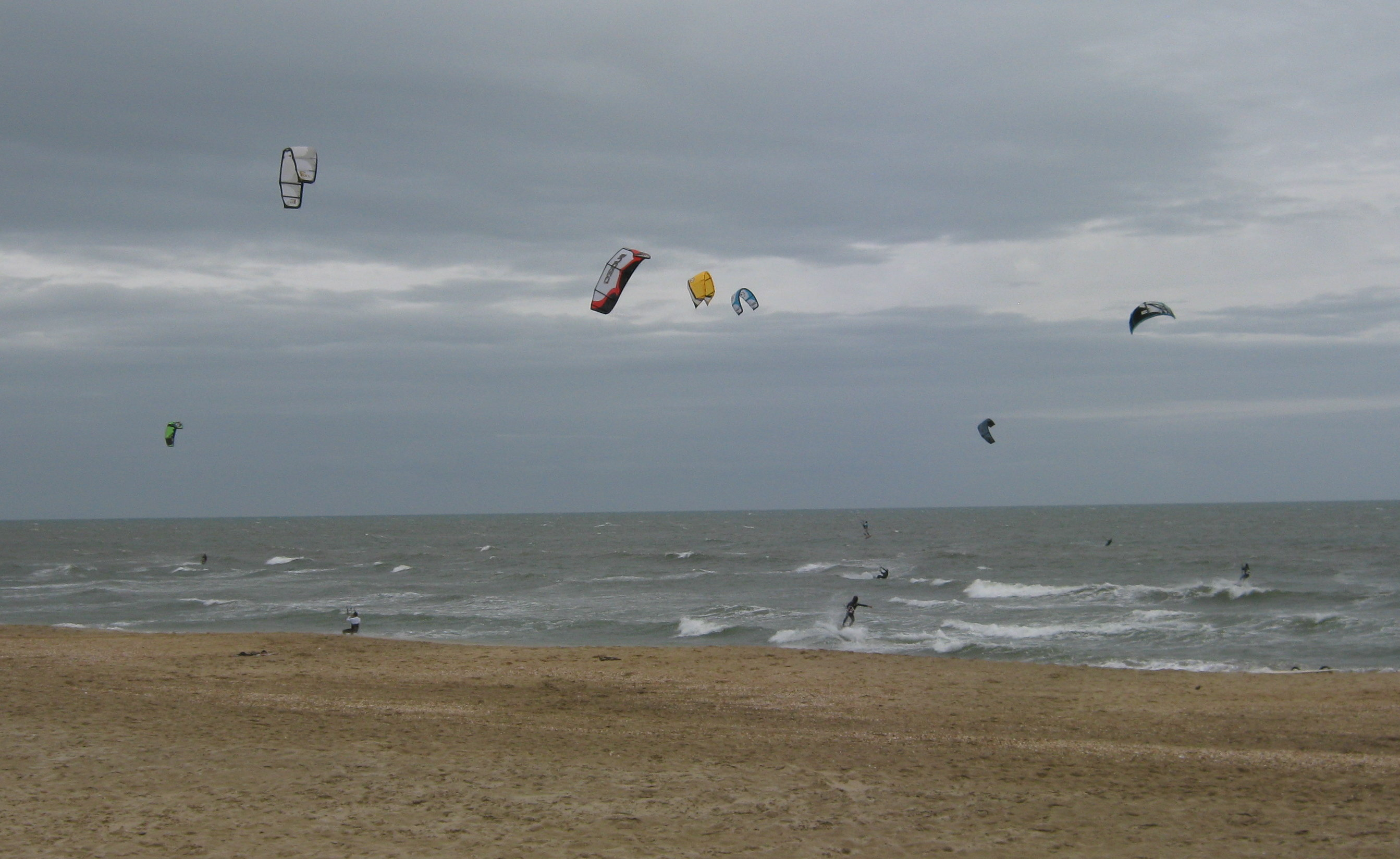
Kitesurferos en la playa Central de Isla Cristina.

Desde el 1 de abril de 2003 existe en la ciudad un club para la práctica de kitesurf, para poder canalizar la práctica de este deporte y ejercer de mediador con las diferentes administraciones. Algunas de las actividades que organiza el club es el Día de la cometa y varios encuentros así como la posibilidad de organizar algunas pruebas puntuables del Campeonato de España de Kiteboarding.
Club de windsurf
Está registrado con el nombre de CD Windsurfing Isla Cristina, en la Federación Andaluza de Vela. Entre sus afiliados existen algunos campeones de España en diversas categorías de windsurf. El club organiza varias pruebas en las aguas de Isla Cristina, donde se han celebrado en algunas ocasiones varios campeonatos de España en diferentes modalidades.
Ajedrez
En Islantilla se juega un campeonato en verano al que asisten con cierta regularidad grandes maestros. Otros de menor importancia se celebran durante el resto del año. El ajedrez es otro deporte que en Isla Cristina despunta por número de seguidores y posiciones conseguidas a nivel nacional, aunque donde realmente sobresale es a nivel andaluz. El club de ajedrez que existe es a nivel consistorial del área de deportes con varias aulas de la delegación de deportes asignadas.
Petanca
En el parque Central tiene lugar un campeonato a nivel nacional de petanca durante el verano. Existe un club llamado U.D Isleña.
Pesca
Existen dos clubes de pesca deportiva, uno es el Club de pesca N.ª S.ª del Carmen y otro el club Peskayaisla, ambos organizan torneos de pesca así como participaciones en campeonatos provinciales y autonómicos.[cita requerida]

### Instalaciones deportivas
La ciudad deportiva está entre las calles España, Semanario La Higuerita, Lepanto y la avenida Parque. Ocupa una manzana rectangular de casi 32.000 m². Las instalaciones con que cuenta son:
- Edificio principal, con pista central polideportiva 44 x 28 m, 3 pistas de pádel, 2 pistas de tenis, 1 sala cubierta, 4 vestuarios, oficina de control. Se pueden practicar los siguientes deportes: fútbol-sala, baloncesto, voleibol, balonmano, hockey sala, tenis, pádel, aeróbic, baile, yoga, taichí, tiro olímpico.
- Pabellón de deportes que cuenta con una sala principal polideportiva 48 x 30 (puede dividir en tres campos independientes a través de unas cortinas), sala multiusos de 360 m², sala musculación, sala de reuniones, 6 vestuarios de equipos, 2 vestuarios colectivos, 2 vestuarios técnicos, gradas telescópicas ampliables según necesidad, 2 almacenes material deportivo. Los deportes que se pueden practicar en ella: fútbol-sala, baloncesto, voleibol, balonmano, hockey sala, bádminton, aeróbic, yoga, taichí, musculación, artes marciales, gimnasia.
- Estadio municipal – Campo de césped natural con pista de atletismo de tartán de 8 calles. Posee asimismo graderío y vestuarios para los equipos anfitrión y visitante. Está pensado para practicar atletismo y fútbol.
- Piscina municipal de 25 x 16 con 8 calles (2 de ellas elevadas). Tiene una recepción, vestuarios separados y jacuzzi.

Además de este complejo existen otros dos campos de fútbol con vestuarios en la ciudad de Isla Cristina, uno de césped artificial en el complejo deportivo Emilio de los Santos, de 100x47 metros, y el otro más pequeño de albero, en la Punta y de 90x40 metros. En Urbasur existe otro centro deportivo con instalaciones de tenis, pádel y campo de albero y La Redondela cuenta con un cuarto centro deportivo provisto de vestuarios, pistas de tenis y pádel.

## Ciudades hermanadas
Por reconocimiento al nacimiento de Isla Cristina, su hermanamiento con Canet de Mar refleja sus orígenes fundacionales, aunque por error se cree que lo está con Mataró, debido a que fueron también muchos mataroneses los que de la misma manera llegaron a esta isla como primeros colonizadores. También está hermanada con Barbate (Cádiz), con la cual comparte muchos lazos pesqueros, incluyendo colonias pesqueras de empresarios conserveros isleños en Barbate desde principios del siglo XX; y La Romana, cuya relación de hermanamiento se debe a nacer en esta localidad dominicana D. Héctor Castillo, primer alcalde isleño de la democracia y primer alcalde de origen afroamericano de España.
|  | - Barbate, España - Canet de Mar, España - La Romana, República Dominicana |

## Proyección de futuro

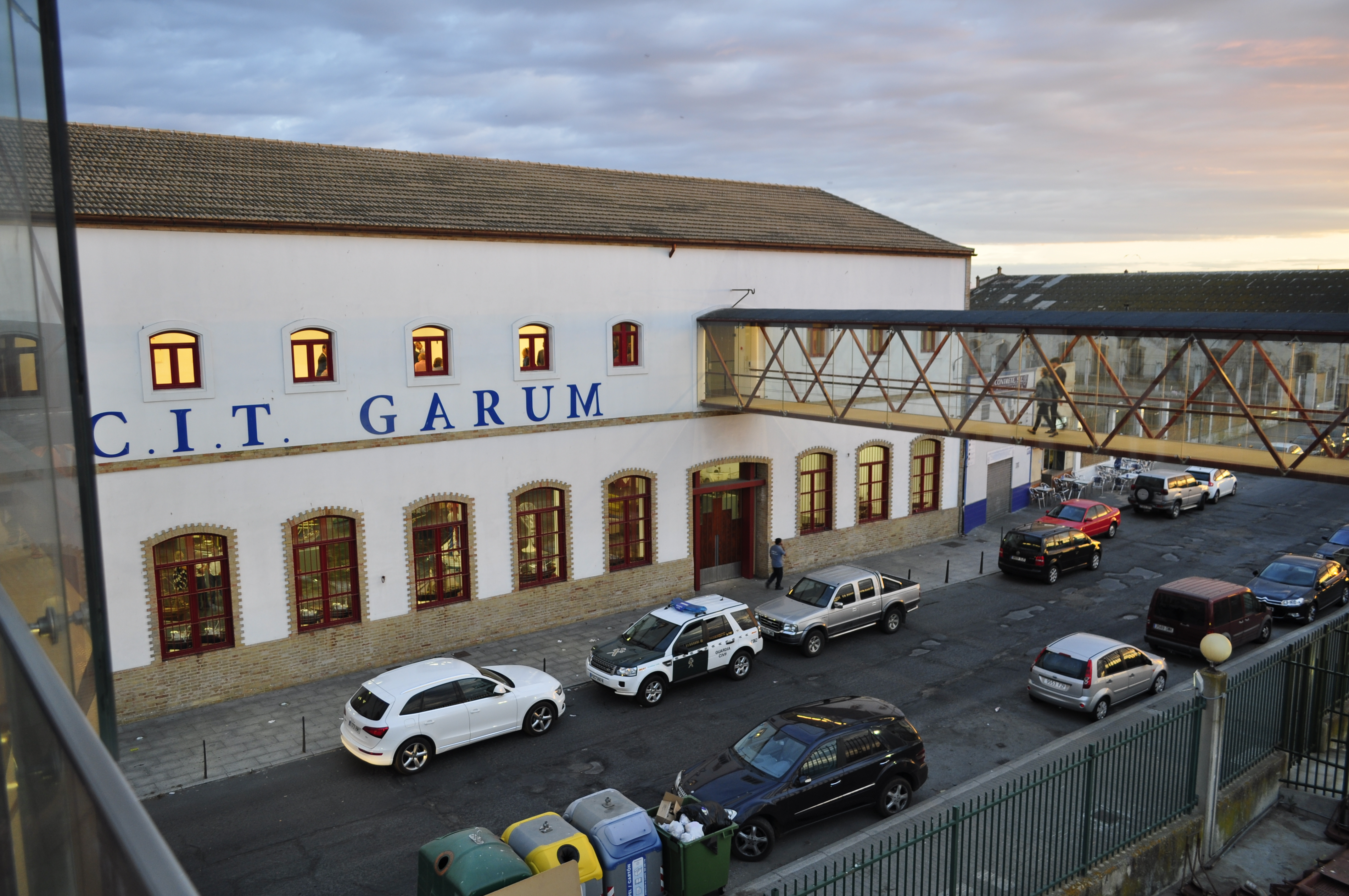
CIT Garum de Isla Cristina en la antigua fábrica de Conservas Mirabent

Puente Isla Cristina-Punta del Moral
El actual servicio trasbordador que une Isla Cristina y Punta del Moral es la forma más rápida en unirlas hasta que se construya el puente que unirá ambas poblaciones en un futuro. Su construcción implica muchos inconvenientes políticos debido a los intereses de los municipios que une y también por ser una ría de mucha actividad marítima, por lo que la solución debe pasar por no impedir el paso de las embarcaciones.
Nuevos amarres para embarcaciones deportivas
La ampliación de los astilleros, la incorporación de nuevos puntos de amarre al puerto deportivo añadiendo nuevas dársenas de atraque en la fachada de la lonja serán otras actuaciones futuras que contempla el PGOU de 2007.
Nuevas salas de cine
La adjudicación de nuevos cines, es una actuación en marcha por lo demandado por la sociedad. En 2016, las únicas salas de cine que existen en el municipio se localizan en la urbanización turística de Islantilla (cines la Dehesa).
Prolongación de la carretera nacional N-446
Está previsto mejorar los accesos desde la autopista A-49 con la prolongación de su salida bordeando el núcleo de Pozo del Camino y evitando este casco urbano (obras licitadas y adjudicadas en el segundo trimestre de 2009). Las obras de la nueva carretera que bordea Islantilla por su parte norte ya han mejorado los tiempos de viaje a Huelva y reducen la distancia en transporte terrestre a la capital (inaugurada a primeros de agosto de 2009). En este proyecto está incluido un nuevo puente de acceso norte a la ciudad.
Polígono empresarial y nueva urbanización en el Empalme
Se está construyendo un polígono tecnológico que la Junta de Andalucía ya ha adquirido y ha procedido a urbanizar, bajo el programa IDEA, Agencia de Innovación y Desarrollo de Andalucía. También recoge el PGOU de 2007 una nueva área turística centrada en el golf en la zona de cruce de la carretera de El Empalme con la N-431 donde se especula con la construcción de un hipotético intercambiador o apeadero de la línea de alta velocidad Sevilla-Faro, aunque esto sería a medio-largo plazo debido a la drástica disminución de las inversiones en la alta velocidad del gobierno portugués con motivo de sus prioridades económicas.
Centro Tecnológico de la Pesca (CIT Garum)
El Centro Tecnológico de la Pesca supondrá un referente para la investigación pesquera con lo que se pondrá en valor las industrias del mar desde Isla Cristina. El edificio fue inaugurado en 2014, aunque su uso tecnológico ha quedado en suspenso, estando destinado únicamente a la celebración de charlas-coloquio y exposiciones.
Parque eólico marino
Desde principios de 2008 existe una intención por parte de Iberdrola de construir un parque eólico marino, proyecto que ya ha sido presentado ante el Ministerio de Industria.

## Efemérides

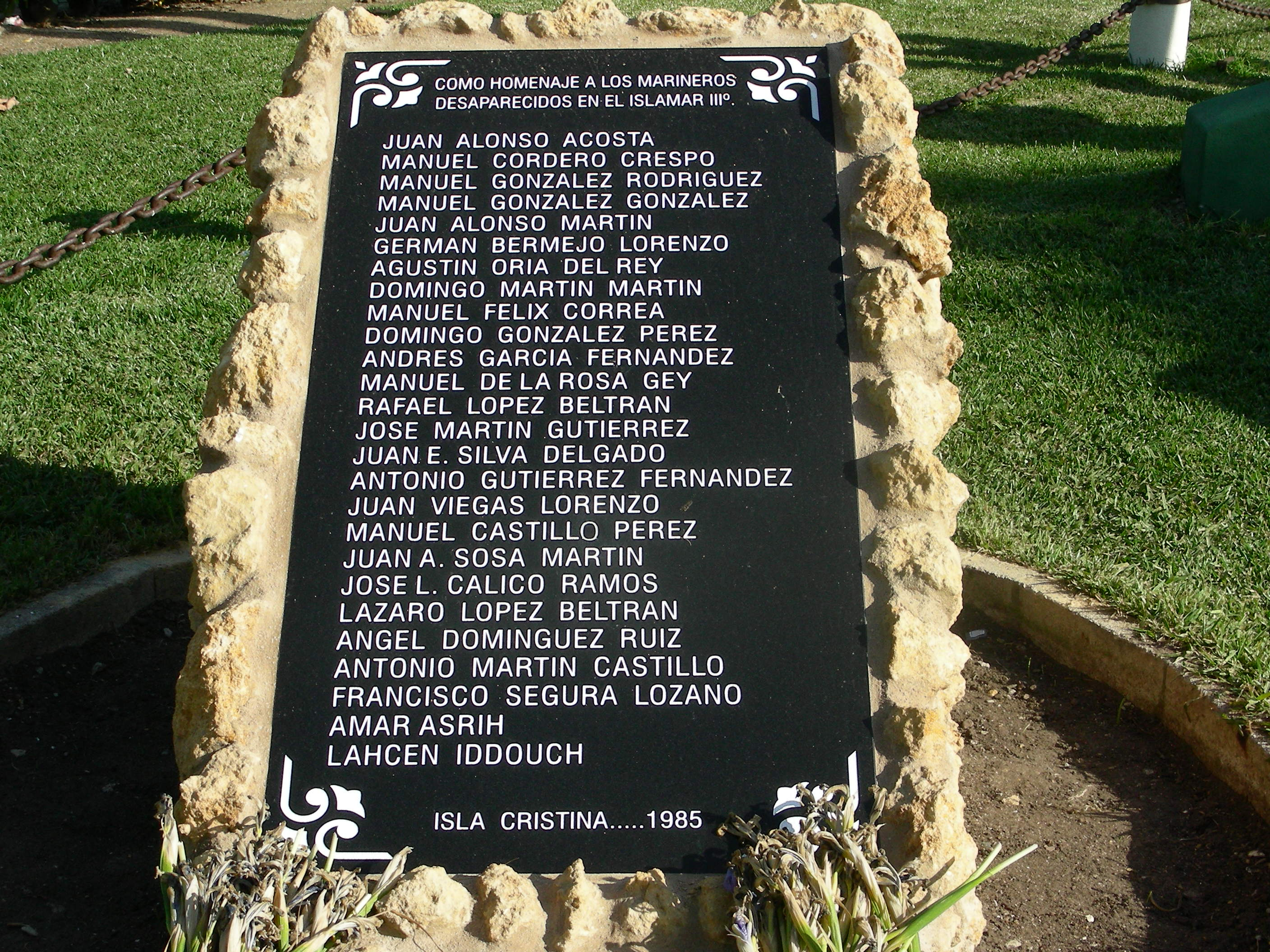
Monumento a los marineros desaparecidos en el buque de Islamar III.

- 4 de abril de 1821: Nace en La Higuerita el escritor y político republicano Roque Barcia Martí, autor del primer "Diccionario Etimológico de la Lengua Castellana".
- 29 de enero de 1834: La Real Isla de la Higuerita toma el nombre definitivo de Isla Cristina, en agradecimiento a la Reina María Cristina por la ayuda prestada para erradicar el brote de cólera que asoló la región.
- 20 de junio de 1887: La Redondela y su término municipal pasan a depender de Isla Cristina.
- 13 de febrero de 1915: Se publica el número uno del semanario "La Higuerita", periódico centenario y decano de la prensa de Huelva y tercero de Andalucía.
- 18 de julio de 1922: Se completa el actual término municipal con la incorporación de la barriada de Puente Carreras hasta entonces perteneciente al municipio de Ayamonte.
- 20 de octubre de 1924: Tras alcanzar una población de 10 000 habitantes, Alfonso XIII le otorga el título de ciudad.
- 23 de diciembre de 1939: Se hunde el vapor isleño Purita Pérez con cincuenta de marineros tratando de refugiarse de una tormenta en la barra de Ayamonte. Mueren 46 marineros.[129]
- 13 de enero de 1958: La cantante Concha Piquer se despide de los escenarios en el teatro Reina Victoria de la ciudad, hoy desaparecido. Consideró que su nivel no era el adecuado para seguir actuando desde ese momento.
- 10 de agosto de 1984: El buque de pesca Islamar III se hunde en costas canarias con 28 tripulantes, de los cuales 26 eran isleños y 2 marroquíes. Sólo hubo dos supervivientes.
- 8 de agosto de 1989: Tras ser construida en sus astilleros por un equipo de carpinteros de ribera, se lleva a cabo la botadura de la réplica de La Pinta, una de las carabelas protagonistas del Descubrimiento de América que en años siguientes daría la vuelta al mundo junto con las construidas en Cartagena y Barcelona. Presidió el evento la Infanta Cristina.[130]
- 22 de noviembre de 1991: se celebra la botadura de la réplica de la Nao Victoria,[131] con la que Juan Sebastián Elcano completó la primera vuelta al mundo de un europeo. La nave se expuso en la Expo 92 de Sevilla y en la Expo Aichi 2005.[132] Actualmente está gestionada por la Fundación Nao Victoria.[133]
- 27 al 29 de marzo de 2008: se celebra el Cluster de Empresas Pesqueras en Terceros Países, donde más de 30 ministros de pesca de otros tantos países se dan cita en Isla Cristina con el lema Isla Cristina, capital mundial de la pesca.
- 4 de julio de 2009: La banda de música isleña gana el Certamen Internacional de Bandas de Valencia.